# 2010 a jogalkotásban
2010-ben az alábbi fontosabb jogszabályokat alkották meg:

## Magyarország

### Törvények
- 2010. évi I. törvény az anyakönyvi eljárásról
- 2010. évi II. törvény a Tisza-völgy árvízi biztonságának növelését, valamint az érintett térség terület- és vidékfejlesztését szolgáló program (a Vásárhelyi-terv továbbfejlesztése) közérdekűségéről és megvalósításáról szóló 2004. évi LXVII. törvény módosításáról
- 2010. évi III. törvény a mezőgazdasági, agrár-vidékfejlesztési, valamint halászati támogatásokhoz és egyéb intézkedésekhez kapcsolódó eljárás egyes kérdéseiről szóló 2007. évi XVII. törvény módosításáról
- 2010. évi IV. törvény a bányászatról szóló 1993. évi XLVIII. törvény módosításáról
- 2010. évi V. törvény a szerencsejáték szervezéséről szóló 1991. évi XXXIV. törvény módosításáról
- 2010. évi VI. törvény a Genfben, 2000. május 26. napján kelt, a Veszélyes Áruk Nemzetközi Belvízi Szállításáról szóló Európai Megállapodás (ADN) szövegének módosításáról szóló Jegyzőkönyv kihirdetéséről, valamint az ADN-hez csatolt Szabályzat kihirdetéséről és belföldi alkalmazásáról
- 2010. évi VII. törvény egyes energetikai tárgyú törvények módosításáról
- 2010. évi VIII. törvény a társadalombiztosítás ellátásaira és a magánnyugdíjra jogosultakról, valamint e szolgáltatások fedezetéről szóló 1997. évi LXXX. törvény módosításáról
- 2010. évi IX. törvény az élelmiszerláncról és hatósági felügyeletéről szóló 2008. évi XLVI. törvény módosításáról
- 2010. évi X. törvény a Magyar Köztársaság Kormánya és az Örmény Köztársaság Kormánya között a kettős adóztatás elkerüléséről és az adóztatás kijátszásának megakadályozásáról a jövedelem- és a vagyonadók területén Budapesten, 2009. november 9. napján aláírt Egyezmény kihirdetéséről
- 2010. évi XI. törvény a Nemzetközi Valutaalap alapokmányáról szóló Egyezmény 1990. június 28. napján kelt, harmadik módosításának, 1997. szeptember 23. napján kelt, negyedik módosításának, valamint a 2008. április 28. és május 5. napján kelt, ötödik módosításának kihirdetéséről, valamint a Nemzetközi Valutaalappal kapcsolatos egyes jegybanki feladatokról
- 2010. évi XII. törvény az egyes pénzügyi tárgyú törvényeknek az új polgári törvénykönyvvel összefüggő módosításáról
- 2010. évi XIII. törvény a környezet védelmének általános szabályairól szóló 1995. évi LIII. törvény módosításáról
- 2010. évi XIV. törvény a rendezett munkaügyi kapcsolatokkal kapcsolatos egyes törvények módosításáról
- 2010. évi XV. törvény a polgári törvénykönyvről szóló 2009. évi CXX. törvény hatálybalépéséről és végrehajtásáról
- 2010. évi XVI. törvény az alapítványok elektronikus nyilvántartásáról, valamint a nyilvántartásból történő adatszolgáltatásról
- 2010. évi XVII. törvény a nagykorú személy döntéshozatalának és jognyilatkozata megtételének segítéséhez kapcsolódó polgári nemperes eljárásokról
- 2010. évi XVIII. törvény a gondnokoltak nyilvántartásáról
- 2010. évi XIX. törvény az egyrészről az Európai Közösség és tagállamai, másrészről Kanada közötti légiközlekedési megállapodás kihirdetéséről
- 2010. évi XX. törvény az egyrészről az Amerikai Egyesült Államok, másrészről az Európai Közösség és tagállamai, harmadrészről Izland és negyedrészről a Norvég Királyság közötti légiközlekedési megállapodás kihirdetéséről
- 2010. évi XXI. törvény az egyrészről az Amerikai Egyesült Államok, másrészről az Európai Közösség és tagállamai, harmadrészről Izland és negyedrészről a Norvég Királyság közötti légiközlekedési megállapodás alkalmazásáról szóló, egyrészről az Európai Közösség és tagállamai, másrészről Izland és harmadrészről a Norvég Királyság közötti kiegészítő megállapodás kihirdetéséről
- 2010. évi XXII. törvény a Magyar Köztársaság Kormánya és az Amerikai Egyesült Államok Kormánya között a jövedelemadók területén a kettős adóztatás elkerüléséről és az adóztatás kijátszásának megakadályozásáról Budapesten, 2010. február 4. napján aláírt Egyezmény kihirdetéséről
- 2010. évi XXIII. törvény a hadi gondozásról szóló 1994. évi XLV. törvény módosításáról
- 2010. évi XXIV. törvény a 2010. évi általános mezőgazdasági összeírásról
- 2010. évi XXV. törvény a polgármesteri tisztség ellátásának egyes kérdéseiről és az önkormányzati képviselők tiszteletdíjáról szóló 1994. évi LXIV. törvény módosításáról
- 2010. évi XXVI. törvény a Helyi Önkormányzatok Európai Chartájáról szóló, Strasbourgban, 1985. október 15-én kelt egyezménynek a helyi közéletben való részvételről szóló kiegészítő jegyzőkönyve kihirdetéséről
- 2010. évi XXVII. törvény a Magyar Köztársaság Kormánya és az Albán Köztársaság Kormánya között a jogellenesen tartózkodó személyeknek az államhatáron történő visszafogadásáról szóló, Tiranában, 2001. március 20-án aláírt Egyezmény kihirdetéséről szóló 2001. évi XCVIII. törvény, valamint a Magyar Köztársaság Kormánya és a Szerbia és Montenegró Kormánya között a két állam területén jogellenesen tartózkodó személyek átadásáról és visszafogadásáról szóló, Belgrádban, 2001. november 7-én aláírt Egyezmény kihirdetéséről szóló 2003. évi XXII. törvény hatályon kívül helyezéséről
- 2010. évi XXVIII. törvény a Magyar Köztársaság Kormánya és a Horvát Köztársaság Kormánya között a Magyar Köztársaságnak a Moldovai Köztársaságban működő nagykövetségén a vízumkérelmek kezelésével kapcsolatos együttműködésről szóló Megállapodás kihirdetéséről
- 2010. évi XXIX. törvény a Magyar Köztársaság és az Indiai Köztársaság között a szociális biztonságról szóló Egyezmény kihirdetéséről
- 2010. évi XXX. törvény a Magyar Köztársaság Kormánya és az Amerikai Egyesült Államok Kormánya közötti tudományos és technológiai együttműködési megállapodás kihirdetéséről
- 2010. évi XXXI. törvény a Nemzetközi Munkaügyi Szervezet Általános Konferenciája 71. ülésszakán elfogadott, a munkaügyi statisztikáról szóló 160. számú egyezmény kihirdetéséről
- 2010. évi XXXII. törvény a Nemzetközi Munkaügyi Szervezet Általános Konferenciája 81. ülésszakán elfogadott, a részmunkaidős foglalkoztatásról szóló 175. számú egyezmény kihirdetéséről
- 2010. évi XXXIII. törvény a Magyar Köztársaság Kormánya és a Horvát Köztársaság Kormánya között a közös államhatárt keresztező villamos távvezetékek építésével, üzemeltetésével, fenntartásával, rekonstrukciójával és üzemzavar- elhárításával kapcsolatos együttműködésről szóló Megállapodás kihirdetéséről
- 2010. évi XXXIV. törvény a Magyar Köztársaság Kormánya és Mongólia Kormánya között a vámügyekben történő együttműködésről és kölcsönös segítségnyújtásról szóló Egyezmény kihirdetéséről, valamint az Egyezmény módosítása kötelező hatályának elismeréséről és kihirdetéséről
- 2010. évi XXXV. törvény a Büntető Törvénykönyvről szóló 1978. évi IV. törvény módosításáról
- 2010. évi XXXVI. törvény a Büntető Törvénykönyvről szóló 1978. évi IV. törvény módosításáról
- 2010. évi XXXVII. törvény a felnőttképzéshez kapcsolódó egyes törvények módosításáról
- 2010. évi XXXVIII. törvény a hagyatéki eljárásról
- 2010. évi XXXIX. törvény egyes szociális és munkaügyi tárgyú törvényeknek az új polgári törvénykönyv hatálybalépésével összefüggő módosításáról
- 2010. évi XL. törvény egyes rendészeti és migrációs tárgyú törvények módosításáról, valamint egyes törvényeknek a Vízuminformációs Rendszer bevezetésével összefüggő jogharmonizációs célú módosításáról
- 2010. évi XLI. törvény az egyrészről az Európai Közösség és tagállamai, másrészről a Dél-afrikai Fejlesztési Közösség Gazdasági Partnerségi Megállapodásában részt vevő államok közötti gazdasági partnerségi megállapodásra irányuló átmeneti megállapodás kihirdetéséről
- 2010. évi XLII. törvény a Magyar Köztársaság minisztériumainak felsorolásáról
- 2010. évi XLIII. törvény a központi államigazgatási szervekről, valamint a Kormány tagjai és az államtitkárok jogállásáról
- 2010. évi XLIV. törvény A magyar állampolgárságról szóló 1993. évi LV. törvény módosításáról
- 2010. évi XLV. törvény Nemzeti Összetartozás melletti tanúságtételről
- 2010. évi XLVI. törvény A közterületi parkolás jogi feltételeinek megteremtése érdekében a helyi önkormányzatokról szóló 1990. évi LXV. törvény módosításáról
- 2010. évi XLVII. törvény A közterületi parkolás jogi feltételeinek megteremtése érdekében a közúti közlekedésről szóló 1988. évi I. törvény, valamint a közúti közlekedési nyilvántartásról szóló 1999. évi LXXXIV. törvény módosításáról
- 2010. évi XLVIII. törvény A helyi önkormányzatok és szerveik, a köztársasági megbízottak, valamint egyes centrális alárendeltségű szervek feladat- és hatásköreiről szóló 1991. évi XX. törvény módosításáról
- 2010. évi XLIX. törvény A 2011. évi népszámlálásról szóló 2009. évi CXXXIX. törvény módosításáról
- 2010. évi L. törvény a helyi önkormányzati képviselők és polgármesterek választásáról
- 2010. évi LI. törvény a közoktatásról szóló 1993. évi LXXIX. törvény módosításáról
- 2010. évi LII. törvény az állami vagyonnal való felelős gazdálkodás érdekében szükséges törvények módosításáról, valamint egyes törvényi rendelkezések megállapításáról
- 2010. évi LIII. törvény az általános forgalmi adóról szóló 2007. évi CXXVII. törvény módosításáról
- 2010. évi LIV. törvény a Magyar Köztársaság Kormánya és Románia Kormánya között a magyar-román államhatárt keresztező földgázszállító vezetékekkel, valamint villamos távvezetékekkel kapcsolatos együttműködésről szóló megállapodás kihirdetéséről
- 2010. évi LV. törvény a földgázellátásról szóló 2008. évi XL. törvény, valamint a villamos energiáról szóló 2007. évi LXXXVI. törvény módosításáról
- 2010. évi LVI. törvény a Büntető Törvénykönyvről szóló 1978. évi IV. törvény módosításáról
- 2010. évi LVII. törvény a helyi iparűzési adóval kapcsolatos egyes törvények módosításáról
- 2010. évi LVIII. törvény a kormánytisztviselők jogállásáról
- 2010. évi LIX. törvény az egyes elektronikus eljárások módosításáról
- 2010. évi LX. törvény a választási eljárásról szóló 1997. évi C. törvény módosításáról
- 2010. évi LXI. törvény a választási eljárásról szóló 1997. évi C. törvény módosításáról
- 2010. évi LXII. törvény a kisebbségi önkormányzati képviselők számának csökkentése érdekében szükséges törvények módosításáról
- 2010. évi LXIII. törvény a közoktatásról szóló 1993. évi LXXIX. törvény módosításáról
- 2010. évi LXIV. törvény a közbeszerzésekhez kapcsolódó kifizetési szabályok módosításáról
- 2010. évi LXV. törvény az Alkotmánybíróságról szóló 1989. évi XXXII. törvény módosításáról
- 2010. évi LXVI. törvény a családok támogatásáról szóló 1998. évi LXXXIV. törvénynek, valamint a gyermekek védelméről és a gyámügyi igazgatásról szóló 1997. évi XXXI. törvénynek a tankötelezettség teljesítésével összefüggő módosításáról
- 2010. évi LXVII. törvény a nemzeti agrárkár-enyhítési rendszerről és a kárenyhítési hozzájárulásról szóló 2008. évi CI. törvény módosításáról
- 2010. évi LXVIII. törvény a helyi önkormányzatokról szóló 1990. évi LXV. törvény és a polgármesteri tisztség ellátásának egyes kérdéseiről és az önkormányzati képviselők tiszteletdíjáról szóló 1994. évi LXIV. törvény módosításáról
- 2010. évi LXIX. törvény a kulturális örökség védelméről szóló 2001. évi LXIV. törvény módosításáról
- 2010. évi LXX. törvény az előadó-művészeti szervezetek támogatásáról és sajátos foglalkoztatási szabályairól szóló 2008. évi XCIX. törvény módosításáról
- 2010. évi LXXI. törvény a közoktatásról szóló 1993. évi LXXIX. törvény módosításáról
- 2010. évi LXXII. törvény az érettségi vizsga és a felsőoktatási intézménybe való felvétel egyes szabályainak módosításáról
- 2010. évi LXXIII. törvény A polgári törvénykönyvről szóló 2009. évi CXX. törvény hatályba nem lépéséről, valamint az ezzel összefüggő törvénymódosításokról
- 2010. évi LXXIV. törvény az államháztartásról szóló 1992. évi XXXVIII. törvény módosításáról
- 2010. évi LXXV. törvény az egyszerűsített foglalkoztatásról
- 2010. évi LXXVI. törvény a Magyar Köztársaság 2010. évi költségvetéséről szóló 2009. évi CXXX. törvény módosításáról
- 2010. évi LXXVII. törvény az egyenlő bánásmódról és az esélyegyenlőség előmozdításáról szóló 2003. évi CXXV. törvény, valamint egyes kapcsolódó törvények módosításáról
- 2010. évi LXXVIII. törvény a 2007. április 25-én és 30-án aláírt, az egyrészről az Amerikai Egyesült Államok, másrészről az Európai Közösség és tagállamai közötti légiközlekedési megállapodás módosításáról szóló jegyzőkönyv kihirdetéséréről
- 2010. évi LXXIX. törvény a Magyar Köztársaság 2010. évi költségvetéséről szóló 2009. évi CXXX. törvény módosításáról
- 2010. évi LXXX. törvény a köztársasági elnök, a miniszterelnök, az Országgyűlés elnöke, az Alkotmánybíróság elnöke és a Legfelsőbb Bíróság elnöke tiszteletdíjáról és juttatásairól szóló 2000. évi XXXIX. törvény módosításáról
- 2010. évi LXXXI. törvény a bírósági végrehajtásról szóló 1994. évi LIII. törvény módosításáról
- 2010. évi LXXXVI. törvény a közbiztonság javítása érdekében szükséges egyes törvénymódosításokról
- 2010. évi LXXXVII. törvény a Nemzeti Földalapról
- 2010. évi LXXXVIII. törvény a közbeszerzésekről szóló 2003. évi CXXIX. törvény módosításáról
- 2010. évi LXXXIX. törvény egyes egészségügyi és szociális tárgyú törvények módosításáról
- 2010. évi XC. törvény egyes gazdasági és pénzügyi tárgyú törvények megalkotásáról, illetve módosításáról
- 2010. évi XCI. törvény a Magyar Köztársaság Kormánya és a Horvát Köztársaság Kormánya között a közös államhatárt keresztező szénhidrogén szállító vezetékek építésével, üzemeltetésével, fenntartásával, rekonstrukciójával és üzemzavar-elhárításával kapcsolatos együttműködésről szóló Megállapodás kihirdetéséről
- 2010. évi XCII. törvény egyes egészségügyi és szociális tárgyú törvények jogharmonizációs célú módosításáról
- 2010. évi XCIII. törvény a honvédelemről és a Magyar Honvédségről szóló 2004. évi CV. törvény módosításáról [1]
- 2010. évi XCIV. törvény az egyes ágazatokat terhelő különadóról [2]
- 2010. évi XCV. törvény a Magyar Honvédség hivatásos és szerződéses állományú katonáinak jogállásáról szóló 2001. évi XCV. törvény és más törvények szolgálati viszonnyal összefüggő módosításáról [2]
- 2010. évi XCVI. törvény egyes pénzügyi tárgyú törvényeknek a nehéz helyzetbe került lakáscélú hitelt felvevő fogyasztók megsegítése érdekében szükséges módosításáról
- 2010. évi XCVII. törvény a Magyar Köztársaság 2010. évi költségvetéséről szóló 2009. évi CXXX. törvény módosításáról
- 2010. évi XCVIII. törvény a Magyar Köztársaság 2009. évi költségvetésének végrehajtásáról
- 2010. évi XCIX. törvény a közbeszerzésekről szóló 2003. évi CXXIX. törvény módosításáról
- 2010. évi C. törvény a nyugdíjpénztár-választás szabadságáról
- 2010. évi CI. törvény a magán-nyugdíjpénztári befizetésekhez kapcsolódó törvénymódosításokról
- 2010. évi CII. törvény a Magyar Köztársaság 2010. évi költségvetéséről szóló 2009. évi CXXX. törvény módosításáról
- 2010. évi CIII. törvény a médiát és a hírközlést szabályozó egyes törvények módosításáról
- 2010. évi CIV. törvény A sajtószabadságról és a médiatartalmak alapvető szabályairól
- 2010. évi CV. törvény Az európai uniós csatlakozással összefüggő egyes törvénymódosításokról, törvényi rendelkezések hatályon kívül helyezéséről, valamint egyes törvényi rendelkezések megállapításáról szóló 2004. évi XXIX. törvény módosításáról
- 2010. évi CVI. törvény Az egyrészről az Európai Közösségek és tagállamaik, másrészről az Albán Köztársaság közötti stabilizációs és társulási megállapodáshoz a Bolgár Köztársaság és Románia Európai Unióhoz való csatlakozásának figyelembevételéről szóló Jegyzőkönyv kihirdetéséről
- 2010. évi CVII. törvény az egyrészről az Európai Közösségek és tagállamai, másrészről Azerbajdzsán közötti partnerség létrehozásáról szóló Partnerségi és Együttműködési Megállapodás, valamint az ahhoz csatolt jegyzőkönyvek kihirdetéséről
- 2010. évi CVIII. törvény az egyrészről az Európai Közösségek és tagállamai, másrészről Grúzia közötti partnerség létrehozásáról szóló Partnerségi és Együttműködési Megállapodás, valamint az ahhoz csatolt jegyzőkönyvek kihirdetéséről
- 2010. évi CIX. törvény az egyrészről az Európai Közösségek és tagállamai, másrészről a Moldovai Köztársaság közötti partnerség létrehozásáról szóló Partnerségi és Együttműködési Megállapodás, valamint az ahhoz csatolt jegyzőkönyvek kihirdetéséről
- 2010. évi CX. törvény az egyrészről az Európai Közösségek és azok tagállamai, másrészről az Orosz Föderáció közötti partnerség létrehozásáról szóló Partnerségi és együttműködési megállapodás és az ahhoz csatolt jegyzőkönyvek kihirdetéséről
- 2010. évi CXI. törvény az egyrészről az Európai Közösségek és azok tagállamai, másrészről Izrael Állam közötti társulás létrehozásáról szóló euro-mediterrán megállapodás és annak módosításainak kihirdetéséről
- 2010. évi CXII. törvény az Európai Közösségek és tagállamaik, valamint Szerbia közötti Stabilizációs és Társulási Megállapodás kihirdetéséről [3]
- 2010. évi CXIII. törvény A Magyar Köztársaság Alkotmányáról szóló 1949. évi XX. törvény módosításáról [4]
- 2010. évi CXIV. törvény Az államháztartásról szóló 1992. évi XXXVIII. törvény módosításáról [4]
- 2010. évi CXV. törvény a hagyatéki eljárásról szóló 2010. évi XXXVIII. törvény módosításáról
- 2010. évi CXVI. törvény a területfejlesztésről és a területrendezésről szóló 1996. évi XXI. törvény, valamint az épített környezet alakításáról és védelméről szóló 1997. évi LXXVIII. törvény módosításáról
- 2010. évi CXVII. törvény a megújuló energia közlekedési célú felhasználásának előmozdításáról és a közlekedésben felhasznált energia üvegházhatású gázkibocsátásának csökkentéséről
- 2010. évi CXVIII. törvény az Országos Rádió és Televízió Testület 2009. évi költségvetésének végrehajtásáról
- 2010. évi CXIX. törvény A Magyar Köztársaság Alkotmányáról szóló 1949. évi XX. törvény módosításáról
- 2010. évi CXX. törvény Az Alkotmánybíróságról szóló 1989. évi XXXII. törvény módosításáról
- 2010. évi CXXI. törvény Az ügyészségi szolgálati viszonyról és az ügyészségi adatkezelésről szóló 1994. évi LXXX. törvény módosításáról
- 2010. évi CXXII. törvény A Nemzeti Adó- és Vámhivatalról
- 2010. évi CXXIII. törvény Az adó- és járuléktörvények, a számviteli törvény és a könyvvizsgálói kamarai törvény, valamint az európai közösségi jogharmonizációs kötelezettségek teljesítését célzó adó- és vámjogi tárgyú törvények módosításáról
- 2010. évi CXXIV. törvény Az egyes gazdasági és pénzügyi tárgyú törvények megalkotásáról, illetve módosításáról szóló 2010. évi XC. törvény módosításáról
- 2010. évi CXXV. törvény A konzuli védelemről szóló 2001. évi XLVI. törvény módosításáról
- 2010. évi CXXVI. törvény A fővárosi és megyei kormányhivatalokról, valamint a fővárosi és megyei kormányhivatalok kialakításával és a területi integrációval összefüggő törvénymódosításokról
- 2010. évi CXXVII. törvény A tartással kapcsolatos ügyekben a joghatóságról, az alkalmazandó jogról, a határozatok elismeréséről és végrehajtásáról, valamint az e területen folytatott együttműködésről szóló 4/2009/EK tanácsi rendelet végrehajtásának biztosítása érdekében szükséges törvénymódosításokról
- 2010. évi CXXVIII. törvény az Európai Unióról szóló Szerződéshez, az Európai Unió Működéséről szóló Szerződéshez és az Európai Atomenergia-közösséget létrehozó Szerződéshez csatolt, az átmeneti rendelkezésekről szóló jegyzőkönyv módosításáról szóló jegyzőkönyv, valamint a Belga Királyság, a Dán Királyság, a Németországi Szövetségi Köztársaság, a Görög Köztársaság, a Spanyol Királyság, a Francia Köztársaság, Írország, az Olasz Köztársaság, a Luxemburgi Nagyhercegség, a Holland Királyság, az Osztrák Köztársaság, a Portugál Köztársaság, a Finn Köztársaság, a Svéd Királyság, Nagy-Britannia és Észak-Írország Egyesült Királysága (az Európai Unió tagállamai) és a Cseh Köztársaság, az Észt Köztársaság, a Ciprusi Köztársaság, a Lett Köztársaság, a Litván Köztársaság, a Magyar Köztársaság, a Máltai Köztársaság, a Lengyel Köztársaság, a Szlovén Köztársaság és a Szlovák Köztársaság között, a Cseh Köztársaságnak, az Észt Köztársaságnak, a Ciprusi Köztársaságnak, a Lett Köztársaságnak, a Litván Köztársaságnak, a Magyar Köztársaságnak, a Máltai Köztársaságnak, a Lengyel Köztársaságnak, a Szlovén Köztársaságnak és a Szlovák Köztársaságnak az Európai Unióhoz történő csatlakozásáról szóló, Athénban 2003. április 16-án aláírt szerződés helyesbítéséről szóló ötödik, illetve hatodik helyesbítő jegyzőkönyv kihirdetéséről
- 2010. évi CXXIX. törvény a Magyar Köztársaság Kormánya és Hongkongnak, a Kínai Népköztársaság Különleges Közigazgatási Területének Kormánya között a kettős adóztatás elkerüléséről és az adóztatás kijátszásának megakadályozásáról a jövedelemadók területén Budapesten, 2010. május 12. napján aláírt Egyezmény kihirdetéséről
- 2010. évi CXXX. törvény a jogalkotásról
- 2010. évi CXXXI. törvény a jogszabályok előkészítésében való társadalmi részvételről
- 2010. évi CXXXII. törvény a Magyar Köztársaság és a San Marino Köztársaság között a kettős adóztatás elkerüléséről a jövedelemadók területén Rómában, 2009. szeptember 15. napján aláírt Egyezmény kihirdetéséről
- 2010. évi CXXXIII. törvény a Tajpeji Magyar Kereskedelmi Iroda és a Magyarországi Tajpej Képviseleti Iroda között a kettős adóztatás elkerüléséről és az adóztatás kijátszásának megakadályozásáról a jövedelemadók területén Budapesten, 2010. április 19. napján aláírt Egyezmény kihirdetéséről
- 2010. évi CXXXIV. törvény A földgáz biztonsági készletezéséről szóló 2006. évi XXVI. törvény, valamint a földgázellátásról szóló 2008. évi XL. törvény módosításáról
- 2010. évi CXXXV. törvény egyes migrációs tárgyú törvények jogharmonizációs célú módosításáról
- 2010. évi CXXXVI. törvény az ügyvédekről szóló 1998. évi XI. törvény módosításáról
- 2010. évi CXXXVII. törvény a 2011. évi népszámlálásról szóló 2009. évi CXXXIX. törvény módosításáról
- 2010. évi CXXXVIII. törvény a kormánytisztviselők jogállásáról szóló 2010. évi LVIII. törvény módosításáról
- 2010. évi CXXXIX. törvény az egyszerűsített foglalkoztatásról szóló 2010. évi LXXV. törvény módosításáról
- 2010. évi CXL. törvény a Magyar Köztársaság Kormánya és a Szuverén Jeruzsálemi, Rodoszi és Máltai Szent János Katonai és Ispotályos Rend közötti Együttműködési Megállapodás kihirdetéséről
- 2010. évi CXLI. törvény a köztársasági elnök, a miniszterelnök, az Országgyűlés elnöke, az Alkotmánybíróság elnöke és a Legfelsőbb Bíróság elnöke tiszteletdíjáról és juttatásairól szóló 2000. évi XXXIX. törvény módosításáról
- 2010. évi CXLII. törvény a Magyar Köztársaság 2009. évi költségvetéséről szóló 2008. évi CII. számú törvény módosításáról
- 2010. évi CXLIII. törvény a Magyar Köztársaság 2010. évi költségvetéséről szóló 2009. évi CXXX. törvény módosításáról
- 2010. évi CXLIV. törvény az agrárkamarai rendszer új szervezeti és működési feltételei kialakításának elősegítésével összefüggő egyes kérdéseiről
- 2010. évi CXLV. törvény a sportról szóló 2004. évi I. törvény módosításáról
- 2010. évi CXLVI. törvény a Nemzeti Média- és Hírközlési Hatóság, valamint a Nemzeti Média- és Hírközlési Hatóság Médiatanácsa 2011. évi költségvetéséről
- 2010. évi CXLVII. törvény egyes rendészeti tárgyú és az azokkal összefüggő törvények módosításáról
- 2010. évi CXLVIII. törvény a Magyar Köztársaság minisztériumainak felsorolásáról szóló 2010. évi XLII. törvénnyel összefüggésben szükséges törvénymódosításokról és egyes iparjogvédelmi tárgyú törvények módosításáról
- 2010. évi CXLIX. törvény a települési önkormányzatok többcélú kistérségi társulásáról szóló 2004. évi CVII. törvény módosításáról
- 2010. évi CL. törvény Az agrárpiaci rendtartásról szóló 2003. évi XVI. törvény módosításáról
- 2010. évi CLI. törvény A Bolgár Köztársaságnak és Romániának az Európai Unióhoz történő csatlakozása következtében, az egyrészről az Európai Közösség és tagállamai, másrészről a Svájci Államközösség közötti, a személyek szabad mozgásáról szóló megállapodásban Szerződő Félként való részvételéről szóló Jegyzőkönyv kihirdetéséről
- 2010. évi CLII. törvény egyes törvényeknek a naptári napban való határidő-számítással összefüggésben történő módosításáról
- 2010. évi CLIII. törvény
- 2010. évi CLIV. törvény A Nyugdíjreform és Adósságcsökkentő Alapról, és a szabad nyugdíjpénztár- választás lebonyolításával összefüggő egyes törvénymódosításokról
- 2010. évi CLV. törvény A Washingtonban, 1973. március 3. napján elfogadott, a veszélyeztetett vadon élő állat- és növényfajok nemzetközi kereskedelméről szóló egyezmény módosításának kihirdetéséről
- 2010. évi CLVI. törvény A Magyar Köztársaság Kormánya és a Moldovai Köztársaság Kormánya között a Magyar Köztársaság, illetve a Moldovai Köztársaság területén jogellenesen tartózkodó személyek átadásáról és átvételéről szóló, Budapesten, 1997. június 4-én aláírt Megállapodás kihirdetéséről szóló 2000. évi XXIV. törvény hatályon kívül helyezéséről
- 2010. évi CLVII. törvény A nemzeti adatvagyon körébe tartozó állami nyilvántartások fokozottabb védelméről
- 2010. évi CLVIII. törvény A Pénzügyi Szervezetek Állami Felügyeletéről
- 2010. évi CLIX. törvény Egyes pénzügyi tárgyú törvények módosításáról
- 2010. évi CLX. törvény Egyes állami tulajdonú szakosított hitelintézetekre vonatkozó törvények módosításáról
- 2010. évi CLXI. törvény Egyes büntető tárgyú törvények módosításáról
- 2010. évi CLXII. törvény A mezőgazdasági, agrár-vidékfejlesztési, valamint halászati támogatásokhoz és egyéb intézkedésekhez kapcsolódó eljárás egyes kérdéseiről szóló 2007. évi XVII. törvény módosításáról
- 2010. évi CLXIII. törvény A Magyar Köztársaság Alkotmányáról szóló 1949. évi XX. törvény módosításáról
- 2010. évi CLXIV. törvény A helyi önkormányzatokról szóló 1990. évi LXV. törvény módosításáról
- 2010. évi CLXV. törvény A polgármesteri tisztség ellátásának egyes kérdéseiről és az önkormányzati képviselők tiszteletdíjáról szóló 1994. évi LXIV. törvény módosításáról
- 2010. évi CLXVI. törvény Az Európai Innovációs és Technológiai Intézet és a Magyar Köztársaság Kormánya közötti Székhely-megállapodás kihirdetéséről
- 2010. évi CLXVII. törvény A Nemzeti Kulturális Alapról szóló 1993.évi XXIII. törvény módosításáról
- 2010. évi CLXVIII. törvény Egyes agrártárgyú törvények módosításáról
- 2010. évi CLXIX. törvény A Magyar Köztársaság 2011. évi költségvetéséről
- 2010. évi CLXX. törvény Egyes nyugdíjbiztosítási tárgyú és más kapcsolódó törvények módosításáról
- 2010. évi CLXXI. törvény Egyes szociális, gyermekvédelmi, családtámogatási, fogyatékosságügyi és foglalkoztatási tárgyú törvények módosításáról
- 2010. évi CLXXII. törvény Egyes közlekedési tárgyú törvények módosításáról
- 2010. évi CLXXIII. törvény Az egyes egészségügyi tárgyú törvények módosításáról
- 2010. évi CLXXIV. törvény A köztisztviselők jogállásáról szóló 1992. évi XXIII. törvény módosításáról
- 2010. évi CLXXV. törvény A közalkalmazottak jogállásáról szóló 1992. évi XXXIII. törvény módosításáról
- 2010. évi CLXXVI. törvény A sportról szóló 2004. évi I. törvény módosításáról
- 2010. évi CLXXVII. törvény A társasházakról szóló 2003. évi CXXXIII. törvény módosításáról
- 2010. évi CLXXVIII. törvény A sztrájkról szóló 1989. évi VII. törvény módosításáról
- 2010. évi CLXXIX. törvény Az egyes cégjogi és társasági jogi tárgyú törvények módosításáról
- 2010. évi CLXXX. törvény A honvédelemről és a Magyar Honvédségről szóló 2004. évi CV. törvény, valamint egyes törvények ezzel összefüggő módosításáról
- 2010. évi CLXXXI. törvény Az egyes energetikai témájú törvények, valamint az épített környezet alakításáról és védelméről szóló 1997. évi LXXVIII. törvény módosításáról
- 2010. évi CLXXXII. törvény A Bethlen Gábor Alapról
- 2010. évi CLXXXIII. törvény Egyes törvényeknek a bíróságok hatékony működését és a bírósági eljárások gyorsítását szolgáló módosításáról
- 2010. évi CLXXXIV. törvény A bíróságok elnevezéséről, székhelyéről és illetékességi területének meghatározásáról [5]
- 2010. évi CLXXXV. törvény A médiaszolgáltatásokról és a tömegkommunikációról [5]

### Országgyűlési határozatok (132)
- 1/2010. (II. 18.) OGY határozat az Országos Választási Bizottság tagjainak megválasztásáról
- 2/2010. (II. 18.) OGY határozat a nem magyar állampolgár természetes személyek, illetve a jogi személyek általi, mezőgazdasági földterület megszerzésére vonatkozó tilalom meghosszabbításának szükségességéről
- 3/2010. (II. 18.) OGY határozat az országgyűlési képviselők 2010. évi választása kampányának költségvetési támogatásáról
- 4/2010. (II. 18.) OGY határozat az Országgyűlés bizottságainak létrehozásáról, tisztségviselőinek és tagjainak megválasztásáról szóló 14/2006. (V. 31.) OGY határozat módosításáról
- 5/2010. (II. 18.) OGY határozat dr. Dávid Ibolya országgyűlési képviselő mentelmi ügyében
- 6/2010. (II. 18.) OGY határozat Meggyes Tamás országgyűlési képviselő mentelmi ügyében
- 7/2010. (II. 18.) OGY határozat Meggyes Tamás országgyűlési képviselő mentelmi ügyében
- 8/2010. (II. 18.) OGY határozat Meggyes Tamás országgyűlési képviselő mentelmi ügyében
- 9/2010. (II. 18.) OGY határozat dr. Molnár Csaba országgyűlési képviselő mentelmi ügyében
- 10/2010. (II. 18.) OGY határozat dr. Szabó Zoltán országgyűlési képviselő mentelmi ügyében
- 11/2010. (II. 18.) OGY határozat dr. Szabó Zoltán országgyűlési képviselő mentelmi ügyében
- 12/2010. (II. 18.) OGY határozat dr. Szabó Zoltán országgyűlési képviselő mentelmi ügyében
- 13/2010. (II. 18.) OGY határozat dr. Szabó Zoltán országgyűlési képviselő mentelmi ügyében
- 14/2010. (II. 18.) OGY határozat dr. Szabó Zoltán országgyűlési képviselő mentelmi ügyében
- 15/2010. (II. 18.) OGY határozat dr. Szabó Zoltán országgyűlési képviselő mentelmi ügyében
- 16/2010. (II. 18.) OGY határozat dr. Ujhelyi István országgyűlési képviselő mentelmi ügyében
- 17/2010. (II. 25.) OGY határozat az Országgyűlés bizottságainak létrehozásáról, tisztségviselőinek és tagjainak megválasztásáról szóló 14/2006. (V. 31.) OGY határozat módosításáról
- 18/2010. (II. 25.) OGY határozat a Sláger és a Danubius rádiók frekvenciájára kiírt ORTT pályázat elbírálása során felmerült egyes pártkötődések és háttéralkuk szerepét vizsgáló bizottság létrehozásáról
- 19/2010. (II. 26.) OGY határozat a Magyarországi Nemzeti és Etnikai Kisebbségek Fórumáról
- 20/2010. (II. 26.) OGY határozat a nemzeti és etnikai kisebbségek országgyűlési képviseletére vonatkozó jogalkotási folyamatról
- 21/2010. (II. 26.) OGY határozat a nemzeti és etnikai kisebbségi szervezetek költségvetési támogatásáról
- 22/2010. (V. 14.) OGY határozat az Országgyűlés tisztségviselőinek megválasztásáról
- 23/2010. (V. 14.) OGY határozat az Országgyűlés bizottságainak létrehozásáról, tisztségviselőinek és tagjainak megválasztásáról
- 24/2010. (V. 20.) OGY határozat az Országgyűlés bizottságainak létrehozásáról, tisztségviselőinek és tagjainak megválasztásáról szóló 23/2010. (V. 14.) OGY határozat módosításáról
- 25/2010. (V. 25.) OGY határozat az Interparlamentáris Unió Magyar Nemzeti Csoportjának megalakulásáról
- 26/2010. (V. 25.) OGY határozat az Országgyűlés bizottságainak létrehozásáról, tisztségviselőinek és tagjainak megválasztásáról szóló 23/2010. (V. 14.) OGY határozat módosításáról
- 27/2010. (V. 29.) OGY határozat a miniszterelnök megválasztásáról és a Kormány programjának elfogadásáról
- 28/2010. (VI. 2.) OGY határozat az Országgyűlés bizottságainak létrehozásáról, tisztségviselőinek és tagjainak megválasztásáról szóló 23/2010. (V. 14.) OGY határozat módosításáról
- 29/2010. (VI. 3.) OGY határozat a műsorterjesztés és a digitális átállás szabályairól szóló törvényben meghatározott pályázati eljárás országgyűlési ellenőrzését szolgáló eseti bizottság felállításáról
- 30/2010. (VI. 11.) OGY határozat az Országgyűlés bizottságainak létrehozásáról, tisztségviselőinek és tagjainak megválasztásáról szóló 23/2010. (V. 14.) OGY határozat módosításáról
- 31/2010. (VI. 11.) OGY határozat a műsorterjesztés és a digitális átállás szabályairól szóló törvényben meghatározott pályázati eljárás országgyűlési ellenőrzését szolgáló eseti bizottság tisztségviselőinek és tagjainak megválasztásáról
- 32/2010. (VI. 11.) OGY határozat a közúti járművezetői képzésben való részvétel alapfokú iskolai végzettséghez kötéséről
- 33/2010. (VI. 11.) OGY határozat az állami vezetői mulasztások, illetve az állam nevében elkövetett jogsértések áldozatait megillető kártérítésekről
- 34/2010. (VI. 16.) OGY határozat az Állami Számvevőszék elnökét és alelnökeit jelölő eseti bizottság létrehozásáról
- 35/2010. (VI. 16.) OGY határozat az Állami Számvevőszék elnökét és alelnökeit jelölő eseti bizottság tisztségviselőinek és tagjainak megválasztásáról
- 36/2010. (VI. 16.) OGY határozat az Országgyűlés bizottságainak létrehozásáról, tisztségviselőinek és tagjainak megválasztásáról szóló 23/2010. (V. 14.) OGY határozat módosításáról
- 37/2010. (VI. 16.) OGY határozat az országgyűlési képviselők számának csökkentéséhez szükséges választójogi reform előkészítéséről
- 38/2010. (VI. 16.) OGY határozat Babák Mihály országgyűlési képviselő mentelmi ügyében
- 39/2010. (VI. 16.) OGY határozat Horváth Csaba országgyűlési képviselő mentelmi ügyében
- 40/2010. (VI. 16.) OGY határozat Németh Zsolt országgyűlési képviselő mentelmi ügyében
- 41/2010. (VI. 16.) OGY határozat dr. Simicskó István országgyűlési képviselő mentelmi ügyében
- 42/2010. (VI. 16.) OGY határozat Samu Tamás Gergő országgyűlési képviselő mentelmi ügyében
- 43/2010. (VI. 23.) OGY határozat az Állami Számvevőszék elnökét és alelnökeit jelölő eseti bizottság tisztségviselőinek és tagjainak megválasztásáról
- 45/2010. (VI. 29.) OGY határozat köztársasági elnök választásáról
- 46/2010. (VI. 29.) OGY határozat az Állami Számvevőszék elnökének és alelnökének megválasztásáról
- 47/2010. (VI. 29.) OGY határozat az Alkotmányelőkészítő eseti bizottság létrehozásáról
- 48/2010. (VI. 29.) OGY határozat az Országgyűlés bizottságainak létrehozásáról, tisztségviselőinek és tagjainak megválasztásáról szóló 23/2010. (V. 14.) OGY határozat módosításáról
- 49/2010. (VI. 29.) OGY határozat a Pénzügyi Szervezetek Állami Felügyeletének 2009. éves jelentésének elfogadásáról
- 50/2010. (VII. 6.) OGY határozat az Alkotmányelőkészítő eseti bizottság tisztségviselőinek és tagjainak megválasztásáról
- 51/2010. (VII. 6.) OGY határozat az Országgyűlés bizottságainak létrehozásáról, tisztségviselőinek és tagjainak megválasztásáról szóló 23/2010. (V. 14.) OGY határozat módosításáról
- 52/2010. (VII. 14.) OGY határozat az Alkotmánybíróság tagjait jelölő eseti bizottság létrehozásáról
- 53/2010. (VII. 14.) OGY határozat az Alkotmánybíróság tagjait jelölő eseti bizottság tisztségviselőinek és tagjainak megválasztásáról
- 54/2010. (VII. 16.) OGY határozat az Országgyűlés bizottságainak létrehozásáról, tisztségviselőinek és tagjainak megválasztásáról szóló 23/2010. (V. 14.) OGY határozat módosításáról
- 55/2010. (VII. 16.) OGY határozat Meggyes Tamás országgyűlési képviselő mentelmi ügyében
- 56/2010. (VII. 16.) OGY határozat Szekó József országgyűlési képviselő mentelmi ügyében
- 57/2010. (VII. 16.) OGY határozat Szekó József országgyűlési képviselő mentelmi ügyében
- 58/2010. (VII. 16.) OGY határozat Szekó József országgyűlési képviselő mentelmi ügyében
- 59/2010. (VII. 21.) OGY határozat az Alkotmányelőkészítő eseti bizottság tisztségviselőinek és tagjainak megválasztásáról szóló 50/2010. (VII. 6.) OGY határozat módosításáról
- 60/2010. (VII. 23.) OGY határozat az Országgyűlés tisztségviselőinek megválasztásáról szóló 22/2010. (V. 14.) OGY határozat módosításáról
- 61/2010. (VII. 27.) OGY határozat az Alkotmánybíróság két tagjának megválasztásáról
- 62/2010. (VII. 27.) OGY határozat az Országos Választási Bizottság tagjainak megválasztásáról
- 63/2010. (VII. 27.) OGY határozat a Független Rendészeti Panasztestület tagjainak megválasztásáról szóló 10/2008. (II. 28.) OGY határozat módosításáról
- 64/2010. (VII. 27.) OGY határozat a műsorterjesztés és a digitális átállás szabályairól szóló törvényben meghatározott pályázati eljárás országgyűlési ellenőrzését szolgáló eseti bizottság tisztségviselőinek és tagjainak megválasztásáról szóló 31/2010. (VI. 11.) OGY határozat módosításáról
- 65/2010. (VII. 27.) OGY határozat a dokumentumfilmek nyilvánossága, az alkotói szabadság és az igazság megismeréséhez való jogok egyes kérdéseinek felülvizsgálatáról
- 66/2010. (VII. 27.) OGY határozat dr. Balsai István országgyűlési képviselő mentelmi ügyében
- 67/2010. (VII. 27.) OGY határozat Gelencsér Attila országgyűlési képviselő mentelmi ügyében
- 68/2010. (VII. 27.) OGY határozat dr. Illés Zoltán országgyűlési képviselő mentelmi ügyében
- 69/2010. (VII. 27.) OGY határozat dr. Lenhardt Balázs országgyűlési képviselő mentelmi ügyében
- 70/2010. (VII. 27.) OGY határozat Meggyes Tamás országgyűlési képviselő mentelmi ügyében
- 71/2010. (VII. 27.) OGY határozat Meggyes Tamás országgyűlési képviselő mentelmi ügyében
- 72/2010. (VII. 27.) OGY határozat dr. Navracsics Tibor országgyűlési képviselő mentelmi ügyében
- 73/2010. (VII. 27.) OGY határozat dr. Répássy Róbert országgyűlési képviselő mentelmi ügyében
- 74/2010. (VII. 27.) OGY határozat Seszták Oszkár országgyűlési képviselő mentelmi ügyében
- 75/2010. (VII. 27.) OGY határozat Szekó József országgyűlési képviselő mentelmi ügyében
- 76/2010. (VII. 27.) OGY határozat Szekó József országgyűlési képviselő mentelmi ügyében
- 77/2010. (VII. 27.) OGY határozat Szekó József országgyűlési képviselő mentelmi ügyében
- 78/2010. (VII. 27.) OGY határozat Szekó József országgyűlési képviselő mentelmi ügyében
- 79/2010. (VII. 27.) OGY határozat dr. Varga László országgyűlési képviselő mentelmi ügyében
- 80/2010. (IX. 15.) OGY határozat a Közszolgálati Közalapítvány felállításáról
- 81/2010. (IX. 15.) OGY határozat a Nemzeti Média- és Hírközlési Hatóság Médiatanácsa tagjait jelölő eseti bizottság felállításáról
- 82/2010. (IX. 15.) OGY határozat az Országgyűlés bizottságainak létrehozásáról, tisztségviselőinek és tagjainak megválasztásáról szóló 23/2010. (V. 14.) OGY határozat módosításáról
- 83/2010. (IX. 15.) OGY határozat Molnár Oszkár országgyűlési képviselő mentelmi ügyében
- 84/2010. (IX. 15.) OGY határozat Meggyes Tamás országgyűlési képviselő mentelmi ügyében
- 85/2010. (IX. 15.) OGY határozat Nyakó István országgyűlési képviselő mentelmi ügyében
- 86/2010. (IX. 15.) OGY határozat Németh Szilárd István országgyűlési képviselő mentelmi ügyében
- 87/2010. (IX. 15.) OGY határozat Németh Szilárd István országgyűlési képviselő mentelmi ügyében
- 88/2010. (IX. 15.) OGY határozat Szekó József országgyűlési képviselő mentelmi ügyében
- 89/2010. (IX. 15.) OGY határozat Szekó József országgyűlési képviselő mentelmi ügyében
- 90/2010. (IX. 15.) OGY határozat Szekó József országgyűlési képviselő mentelmi ügyében
- 91/2010. (X. 8.) OGY határozat az Országgyűlés bizottságainak létrehozásáról, tisztségviselőinek és tagjainak megválasztásáról szóló 23/2010. (V. 14.) OGY határozat módosításáról [6]
- 92/2010. (X. 8.) OGY határozat a Nemzeti Média- és Hírközlési Hatóság Médiatanácsának tagjait jelölő eseti bizottság tisztségviselőinek és tagjainak megválasztásáról
- 93/2010. (X. 8.) OGY határozat az Európai Uniónak a szomáliai biztonsági erők kiképzésére irányuló missziójához („EUTM Somalia”) történő magyar katonai hozzájárulásról szóló 1100/2010. (IV. 28.) Korm. határozatban foglalt döntésről szóló beszámoló elfogadásáról
- 94/2010. (X. 15.) OGY határozat a Magyar Tudományos Akadémia munkájáról és a magyar tudomány általános helyzetéről 2007-2008. szóló beszámoló elfogadásáról [7]
- 95/2010. (X. 15.) OGY határozat a Nemzeti Média- és Hírközlési Hatóság Médiatanácsa elnökének és tagjainak megválasztásáról
- 96/2010. (X. 15.) OGY határozat a Közszolgálati Közalapítvány Kuratóriuma tagjainak megválasztásáról
- 97/2010. (X. 15.) OGY határozat az Országgyűlés bizottságainak létrehozásáról, tisztségviselőinek és tagjainak megválasztásáról szóló 23/2010. (V. 14.) OGY határozat módosításáról [7]
- 98/2010. (X. 19.) OGY határozat a 2010. október 6-án kihirdetett veszélyhelyzet meghosszabbításának engedélyezéséről [8]
- 99/2010. (X. 21.) OGY határozat az Állami Számvevőszék 2009. évi tevékenységéről szóló jelentés elfogadásáról [9]
- 100/2010. (X. 21.) OGY határozat a Gazdasági Versenyhivatal 2009. évi tevékenységéről és a versenytörvény alkalmazása során szerzett, a verseny tisztaságának és szabadságának érvényesülésével kapcsolatos tapasztalatokról szóló beszámoló elfogadásáról
- 101/2010. (X. 21.) OGY határozat az iskolai Nemzeti Összetartozás Napja bevezetéséről, a magyarországi és a külhoni magyar fiatalok közti kapcsolatok kialakításáról és erősítéséről a közoktatásban, valamint a Magyarország határain kívül élő magyarság bemutatásáról
- 102/2010. (X. 21.) OGY határozat az afganisztáni Nemzetközi Biztonsági Közreműködő Erők (ISAF) műveleteiben történő magyar katonai részvétel engedélyezéséről szóló 2113/2008. (VIII. 27.) Korm. határozat módosításáról szóló beszámoló elfogadásáról
- 103/2010. (X. 21.) OGY határozat az afganisztáni Nemzetközi Biztonsági Közreműködő Erők (ISAF) műveleteiben történő további magyar katonai szerepvállalásról szóló 2186/2008. (XII. 29.) Korm. határozat módosításáról
- 104/2010. (X. 21.) OGY határozat egyes afganisztáni katonai szerepvállalásról szóló kormányhatározatok módosításáról szóló 1171/2010. (VIII. 18.) Korm. határozatban foglalt döntésről
- 105/2010. (X. 21.) OGY határozat az Országgyűlés bizottságainak létrehozásáról, tisztségviselőinek és tagjainak megválasztásáról szóló 23/2010. (V. 14.) OGY határozat módosításáról
- 106/2010. (X. 28.) OGY határozat az Országgyűlés bizottságainak létrehozásáról, tisztségviselőinek és tagjainak megválasztásáról szóló 23/2010. (V. 14.) OGY határozat módosításáról
- 107/2010. (X. 28.) OGY határozat Lendvai Ildikó országgyűlési képviselő mentelmi ügyében
- 108/2010. (X. 28.) OGY határozat Rónaszékiné Keresztes Mónika országgyűlési képviselő mentelmi ügyében
- 109/2010. (X. 28.) OGY határozat a Közszolgálati Közalapítvány, a Magyar Rádió Zrt., a Magyar Televízió Zrt., a Duna Televízió Zrt. és a Magyar Távirati Iroda Zrt. vagyona meghatározott körének a Műsorszolgáltatás Támogató és Vagyonkezelő Alap részére történő átadásáról
- 110/2010. (XI. 4.) OGY határozat az Országgyűlés bizottságainak létrehozásáról, tisztségviselőinek és tagjainak megválasztásáról szóló 23/2010. (V. 14.) OGY határozat módosításáról
- 111/2010. (XI. 12.) OGY határozat az Országgyűlés bizottságainak létrehozásáról, tisztségviselőinek és tagjainak megválasztásáról szóló 23/2010. (V. 14.) OGY határozat módosításáról
- 112/2010. (XI. 12.) OGY határozat dr. Schiffer András országgyűlési képviselő mentelmi ügyében
- 113/2010. (XI. 18.) OGY határozat a Magyar Nemzeti Bank Felügyelő Bizottsága elnökének és tagjainak megválasztásáról
- 114/2010. (XI. 18.) OGY határozat az Országgyűlés bizottságainak létrehozásáról, tisztségviselőinek és tagjainak megválasztásáról szóló 23/2010. (V. 14.) OGY határozat módosításáról
- 115/2010. (XI. 25.) OGY határozat „a Magyar Államvasutak Zrt. jelenlegi gazdasági helyzetéhez vezető, 2002-2010 közötti – kiemelten a MÁV Zrt. szerkezetátalakítására és a leánytársaságok privatizációjára vonatkozó – döntések vizsgálatára” országgyűlési vizsgálóbizottság létrehozásáról
- 116/2010. (XI. 25.) OGY határozat a Magyar Államvasutak Zrt. jelenlegi gazdasági helyzetéhez vezető, 2002-2010 közötti – kiemelten a MÁV Zrt. szerkezetátalakítására és a leánytársaságok privatizációjára vonatkozó – döntések vizsgálatára létrehozott országgyűlési vizsgálóbizottság tisztségviselőinek és tagjainak megválasztásáról
- 117/2010. (XI. 30.) OGY határozat a Kolontár melletti vörösiszap-tározó átszakadása miatt bekövetkezett környezeti katasztrófával kapcsolatos felelősség feltárását és a hasonló katasztrófák jövőbeni megakadályozását célzó országgyűlési vizsgálóbizottság felállításáról
- 118/2010. (XI. 30.) OGY határozat az agrárgazdaság 2009. évi helyzetéről szóló jelentés elfogadásáról
- 119/2010. (XII. 7.) OGY határozat a legfőbb ügyész megválasztásáról
- 120/2010. (XII. 7.) OGY határozat a Kolontár melletti vörösiszap-tározó átszakadása miatt bekövetkezett környezeti katasztrófával kapcsolatos felelősség feltárását és a hasonló katasztrófák jövőbeni megakadályozását célzó országgyűlési vizsgálóbizottság tisztségviselőinek és tagjainak megválasztásáról
- 121/2010. (XII. 7.) OGY határozat a Magyar Államvasutak Zrt. jelenlegi gazdasági helyzetéhez vezető, 2002-2010 közötti – kiemelten a MÁV Zrt. szerkezetátalakítására és a leánytársaságok privatizációjára vonatkozó – döntések vizsgálatára létrehozott országgyűlési vizsgálóbizottság tisztségviselőinek és tagjainak megválasztásáról szóló 116/2010. (XI. 25.) OGY határozat módosításáról
- 122/2010. (XII. 7.) OGY határozat Borbély Lénárd országgyűlési képviselő mentelmi ügyében
- 123/2010. (XII. 14.) OGY határozat az Országgyűlés bizottságainak létrehozásáról, tisztségviselőinek és tagjainak megválasztásáról szóló 23/2010. (V. 14.) OGY határozat módosításáról
- 124/2010. (XII. 22.) OGY határozat a 2010. október 6-án kihirdetett veszélyhelyzet meghosszabbításának engedélyezéséről
- 125/2010. (XII. 22.) OGY határozat a Magyar Honvédség részletes bontású létszámáról szóló 106/2007. (XII. 6.) OGY határozat módosításáról
- 126/2010. (XII. 22.) OGY határozat népi kezdeményezésről
- 127/2010. (XII. 22.) OGY határozat az Országgyűlés bizottságainak létrehozásáról, tisztségviselőinek és tagjainak megválasztásáról szóló 23/2010. (V. 14.) OGY határozat módosításáról
- 128/2010. (XII. 22.) OGY határozat dr. Budai Gyula országgyűlési képviselő mentelmi ügyében
- 129/2010. (XII. 22.) OGY határozat Novák Előd országgyűlési képviselő mentelmi ügyében
- 130/2010. (XII. 22.) OGY határozat dr. Szanyi Tibor országgyűlési képviselő mentelmi ügyében
- 131/2010. (XII. 27.) OGY határozat az Országgyűlés bizottságainak létrehozásáról, tisztségviselőinek és tagjainak megválasztásáról szóló 23/2010. (V. 14.) OGY határozat módosításáról
- 132/2010. (XII. 27.) OGY határozat a Magyar Távirati Iroda Részvénytársaság létrehozásáról szóló 70/1997. (VII. 15.) OGY határozat módosításáról

### Kormányrendeletek
2010-ben a Kormány 376 kormányrendeletet adtak ki:

#### Január (1−11)
- 1/2010. (I. 8.) Korm. rendelet a Közigazgatási és Elektronikus Közszolgáltatások Központi Hivatala létrehozásáról, feladatairól és hatásköréről szóló 276/2006. (XII. 23.) Korm. rendelet módosításáról
- 2/2010. (I. 14.) Korm. rendelet a Tábori Lelkészi Szolgálatról szóló 61/1994. (IV. 20.) Korm. rendelet módosításáról
- 3/2010. (I. 14.) Korm. rendelet a pedagógus-továbbképzésről, a pedagógus-szakvizsgáról, valamint a továbbképzésben részt vevők juttatásairól és kedvezményeiről szóló 277/1997. (XII. 22.) Korm. rendelet módosításáról
- 4/2010. (I. 14.) Korm. rendelet az Oktatási Hivatalról szóló 307/2006. (XII. 23.) Korm. rendelet módosításáról
- 5/2010. (I. 19.) Korm. rendelet a köztisztviselők céljuttatásával összefüggő egyes átmeneti szabályairól
- 6/2010. (I. 21.) Korm. rendelet a vasúti társaságok nem vasúti balesetből eredő károk fedezésére szolgáló kötelező kárfedezeti képességének biztosításáról
- 7/2010. (I. 22.) Korm. rendelet a Pénzügyi Szervezetek Állami Felügyelete által kiszabott bírságból származó bevétel felhasználásáról
- 8/2010. (I. 28.) Korm. rendelet a vis maior tartalék felhasználásának részletes szabályairól
- 9/2010. (I. 28.) Korm. rendelet a krízishelyzetbe került személyek támogatásáról szóló 136/2009. (VI. 24.) Korm. rendelet módosításáról
- 10/2010. (I. 28.) Korm. rendelet az egészségügyi szolgáltatások Egészségbiztosítási Alapból történő finanszírozásának részletes szabályairól szóló 43/1999. (III. 3.) Korm. rendelet és az egészségügyi szolgáltatások Egészségbiztosítási Alapból történő finanszírozásának részletes szabályairól szóló 43/1999. (III. 3.) Korm. rendelet módosításáról szóló 291/2009. (XII. 18.) Korm. rendelet módosításáról
- 11/2010. (I. 29.) Korm. rendelet az Új Magyarország Vidékfejlesztési Program egyes intézkedései esetén 2009. évben nyújtandó támogatási előleg fizetéséről szóló 91/2009. (IV. 22.) Korm. rendelet módosításáról

#### Február (12−48)
- 12/2010. (II. 2.) Korm. rendelet a zálogtárgyak bírósági végrehajtáson kívüli értékesítésének szabályairól szóló 12/2003. (I. 30.) Korm. rendelet módosításáról
- 13/2010. (II. 5.) Korm. rendelet a Magyar Köztársaság Kormánya és Mongólia Kormánya között pénzügyi együttműködési keretprogram kialakításáról szóló megállapodás kihirdetéséről
- 14/2010. (II. 5.) Korm. rendelet a közlekedési területeken végzett szakértői tevékenység folytatásának részletes feltételeiről, valamint a bejelentésre és a nyilvántartás vezetésére vonatkozó részletes eljárási szabályokról
- 15/2010. (II. 5.) Korm. rendelet a Pannonia Ethanol Zrt. bioetanol-előállító üzem projekt Dunaföldvár város közigazgatási területén megvalósuló nagyberuházással összefüggő közigazgatási hatósági ügyek kiemelt jelentőségű üggyé nyilvánításáról
- 16/2010. (II. 5.) Korm. rendelet a területfejlesztéssel és a területrendezéssel összefüggésben megőrzendő dokumentumok gyűjtéséről, megőrzéséről, nyilvántartásáról és hasznosításáról
- 17/2010. (II. 5.) Korm. rendelet a közalkalmazottakról szóló 1992. évi XXXIII. törvény végrehajtásáról a közoktatási intézményekben tárgyú 138/1992. (X. 8.) Korm. rendelet módosításáról
- 18/2010. (II. 5.) Korm. rendelet a Kossuth-díj, a Széchenyi-díj adományozásának rendjéről, valamint a Magyar Köztársaság Kiváló Művésze, a Magyar Köztársaság Érdemes Művésze, a Magyar Köztársaság Babérkoszorúja díj alapításáról és adományozásáról szóló 271/2008. (XI. 18.) Korm. rendelet módosításáról
- 19/2010. (II. 9.) Korm. rendelet a várólista alapján nyújtható ellátások részletes szabályairól szóló 287/2006. (XII. 23.) Korm. rendelet módosításáról
- 20/2010. (II. 9.) Korm. rendelet az egyes gazdálkodó szervezetek részére nyújtott 2010. évi egyedi támogatásokról, költségtérítésekről, valamint az egyéb vállalati támogatások keretében nyújtott termelési támogatásokról
- 21/2010. (II. 9.) Korm. rendelet a fegyverekről és lőszerekről szóló 253/2004. (VIII. 31.) Korm. rendelet módosításáról
- 22/2010. (II. 11.) Korm. rendelet a Magyar Köztársaság Kormánya és a Szlovák Köztársaság Kormánya között a katonai területen történő együttműködésről szóló Megállapodás kihirdetéséről
- 23/2010. (II. 11.) Korm. rendelet az európai közösségi jelentőségű természetvédelmi rendeltetésű területekről szóló 275/2004. (X. 8.) Korm. rendelet módosításáról
- 24/2010. (II. 11.) Korm. rendelet az Európai Unió soros magyar elnökségben közvetlenül résztvevők kiválasztásáról, képzéséről és anyagi elismeréséről szóló 374/2007. (XII. 23.) Korm. rendelet módosításáról
- 25/2010. (II. 12.) Korm. rendelet a harmadik országbeli állampolgárok részére kiállított, magyarországi beutazás céljából elismert okmányok meghatározásáról szóló 328/2007. (XII. 11.) Korm. rendelet módosításáról
- 26/2010. (II. 12.) Korm. rendelet a Mezőgazdasági Szakigazgatási Hivatal létrehozásáról és működéséről szóló 274/2006. (XII. 23.) Korm. rendelet, valamint a mezőgazdasági őstermelői igazolványról szóló 228/1996. (XII. 26.) Korm. rendelet módosításáról
- 27/2010. (II. 14.) Korm. rendelet a szénipari szerkezetátalakítási támogatás meghatározásának és kezelésének részletes szabályairól szóló 278/2007. (X. 20.) Korm. rendelet módosításáról
- 28/2010. (II. 16.) Korm. rendelet a Magyar Köztársaság és az Európai Unió közötti Harmadik Kiegészítő Egyetértési Megállapodás kihirdetéséről
- 29/2010. (II. 17.) Korm. rendelet a megújuló energiaforrásból vagy hulladékból nyert energiával termelt villamos energia, valamint a kapcsoltan termelt villamos energia kötelező átvételéről és átvételi áráról szóló 389/2007. (XII. 23.) Korm. rendelet módosításáról
- 30/2010. (II. 19.) Korm. rendelet az egyházi közoktatási intézményfenntartókat megillető, a 2008. évi önkormányzati közoktatási támogatást kompenzáló közoktatási kiegészítő támogatás összegéről
- 31/2010. (II. 22.) Korm. rendelet a földhivatalokról, a Földmérési és Távérzékelési Intézetről, a Földrajzinév Bizottságról és az ingatlan-nyilvántartási eljárás részletes szabályairól szóló 338/2006. (XII. 23.) Korm. rendelet módosításáról
- 32/2010. (II. 23.) Korm. rendelet az ENSZ Transz-Európai Vasúti Együttműködési Alapítványi Egyezmény Mellékletének kihirdetéséről
- 33/2010. (II. 23.) Korm. rendelet a Norvég Királyság Kormánya és a Magyar Köztársaság Kormánya között 2005. június 10-én létrejött, a Norvég Finanszírozási Mechanizmus 2004-2009 közötti végrehajtásáról szóló együttműködési megállapodás, valamint egyrészről az Izlandi Köztársaság Kormánya, a Liechtensteini Nagyhercegség Kormánya, a Norvég Királyság Kormánya, másrészről a Magyar Köztársaság Kormánya között 2005. július 7-én létrejött, az EGT Finanszírozási Mechanizmus 2004-2009 közötti végrehajtásáról szóló együttműködési megállapodás módosításáról szóló megállapodás kihirdetéséről
- 34/2010. (II. 24.) Korm. rendelet az ózonréteget lebontó anyagokkal és egyes fluortartalmú üvegházhatású gázokkal kapcsolatos tevékenységekről szóló 310/2008. (XII. 20.) Korm. rendelet módosításáról
- 35/2010. (II. 26.) Korm. rendelet a Magyar Köztársaság Kormánya, a Dán Királyság Kormánya, az Egyesült Királyság Kormánya, a Francia Köztársaság Kormánya, a Görög Köztársaság Kormánya, a Lengyel Köztársaság Kormánya, a Németországi Szövetségi Köztársaság Kormánya, az Olasz Köztársaság Kormánya, az Orosz Föderáció Kormánya, a Szlovák Köztársaság Kormánya, a Spanyol Királyság Kormánya, a Svájci Konföderáció Kormánya és a Svéd Királyság Kormánya között az Európai Röntgen-szabadelektronlézer Létesítmény (European X-Ray Free-Electron Laser, XFEL) építéséről és üzemeltetéséről szóló Egyezmény kihirdetéséről
- 36/2010. (II. 26.) Korm. rendelet a helyi önkormányzatok címzett és céltámogatása felhasználásának részletes szabályairól szóló 19/2005. (II. 11.) Korm. rendelet módosításáról
- 37/2010. (II. 26.) Korm. rendelet a területi monitoring rendszerről
- 38/2010. (II. 26.) Korm. rendelet a szociális, gyermekjóléti és gyermekvédelmi szolgáltatók, intézmények ágazati azonosítójáról és országos nyilvántartásáról szóló 226/2006. (XI. 20.) Korm. rendelet és más szociális tárgyú kormányrendeletek módosításáról
- 39/2010. (II. 26.) Korm. rendelet a munkába járással kapcsolatos utazási költségtérítésről
- 40/2010. (II. 26.) Korm. rendelet a közigazgatási felsővezetői képzésről
- 41/2010. (II. 26.) Korm. rendelet a kedvtelésből tartott állatok tartásáról és forgalmazásáról
- 42/2010. (II. 26.) Korm. rendelet az üvegházhatású gázok kibocsátási egységeinek kereskedelméről szóló 2005. évi XV. törvény végrehajtásának egyes szabályairól szóló 213/2006. (X. 27.) Korm. rendelet, valamint a 2008-2012 közötti időszakra vonatkozó Nemzeti Kiosztási Terv kihirdetéséről, valamint a kibocsátási egységek kiosztásának részletes szabályairól szóló 13/2008. (I. 30.) Korm. rendelet módosításáról
- 43/2010. (II. 26.) Korm. rendelet az Európai Szabadalmi Egyezmény 2000-ben felülvizsgált szövegéhez kapcsolódó Végrehajtási Szabályzat 2009. március 25-én, az Európai Szabadalmi Szervezet Igazgatótanácsának CA/D 2/09. számú határozatával megállapított módosításának kihirdetéséről
- 44/2010. (II. 26.) Korm. rendelet az Európai Szabadalmi Egyezmény 2000-ben felülvizsgált szövegéhez kapcsolódó Végrehajtási Szabályzat 2009. március 25-én, az Európai Szabadalmi Szervezet Igazgatótanácsának CA/D 3/09. számú határozatával megállapított módosításának kihirdetéséről
- 45/2010. (II. 26.) Korm. rendelet az Európai Szabadalmi Egyezmény 2000-ben felülvizsgált szövegéhez kapcsolódó Végrehajtási Szabályzat 2009. október 27-én, az Európai Szabadalmi Szervezet Igazgatótanácsának CA/D 20/09. számú határozatával megállapított módosításának kihirdetéséről
- 46/2010. (II. 26.) Korm. rendelet az Európai Szabadalmi Egyezmény 2000-ben felülvizsgált szövegéhez kapcsolódó Végrehajtási Szabályzat 2009. október 28-án, az Európai Szabadalmi Szervezet Igazgatótanácsának CA/D 18/09. számú határozatával megállapított módosításának kihirdetéséről
- 47/2010. (II. 26.) Korm. rendelet a szociális, gyermekjóléti és gyermekvédelmi szolgáltatók, intézmények ágazati azonosítójáról és országos nyilvántartásáról szóló 226/2006. (XI. 20.) Korm. rendelet módosításáról
- 48/2010. (II. 26.) Korm. rendelet a földgázkereskedő működésének lehetetlenülése esetén, a felhasználók földgázellátását veszélyeztető helyzet fennállása következtében alkalmazandó eljárásról

#### Március (49−97)
- 49/2010. (III. 5.) Korm. rendelet az Általános Közlekedési Hitelszövetkezet betéteseinek kártalanításáról
- 50/2010. (III. 9.) Korm. rendelet a Magyar Exporthitel Biztosító Részvénytársaság által a központi költségvetés terhére, a Kormány készfizető kezessége mellett vállalható nem piacképes kockázatú biztosítások feltételeiről szóló 312/2001. (XII. 28.) Korm. rendelet módosításáról
- 51/2010. (III. 9.) Korm. rendelet a Magyar Exporthitel Biztosító Zártkörűen Működő Részvénytársaság által az Állam készfizető kezessége mellett vállalható biztosítások és viszontbiztosítások pénzügyi válság miatti átmeneti kiszélesítésének feltételeiről
- 52/2010. (III. 11.) Korm. rendelet A Magyar Köztársaság Kormánya és az Albán Köztársaság Minisztertanácsa között az Európai Közösség és az Albán Köztársaság között az engedély nélkül tartózkodó személyek visszafogadásáról szóló, 2005. április 14-én, Luxemburgban aláírt Megállapodás végrehajtásáról szóló, 2009. október 30-án, Tiranában aláírt Jegyzőkönyv kihirdetéséről
- 53/2010. (III. 11.) Korm. rendelet A Magyar Köztársaság Kormánya és a Szerb Köztársaság Kormánya között az Európai Közösség és a Szerb Köztársaság között a tartózkodási engedéllyel nem rendelkező személyek visszafogadásáról szóló, 2007. szeptember 18-án, Brüsszelben aláírt Megállapodás végrehajtásáról szóló, 2009. december 19-én, Röszkén aláírt Jegyzőkönyv kihirdetéséről
- 54/2010. (III. 11.) Korm. rendelet A Magyar Köztársaság Kormánya és Románia Kormánya közötti, Kiszombor–Nagycsanád (Cenad) határátkelőhelyen közös kapcsolattartási szolgálati hely létrehozásáról szóló, jegyzékváltás útján létrejött Jegyzőkönyv kihirdetéséről
- 55/2010. (III. 11.) Korm. rendelet A befogadó nemzeti támogatás részletes kormányzati feladatairól
- 56/2010. (III. 16.) Korm. rendelet A krízishelyzetbe került személyek támogatásáról szóló 136/2009. (VI. 24.) Korm. rendelet módosításáról
- 57/2010. (III. 16.) Korm. rendelet A rendelkezésre állási támogatásra jogosult személyek foglalkoztatásának támogatásához szükséges költségvetési forrás biztosításáról
- 58/2010. (III. 16.) Korm. rendelet A társadalombiztosítási nyugellátásról szóló 1997. évi LXXXI. törvény végrehajtásáról szóló 168/1997. (X. 6.) Korm. rendelet módosításáról
- 59/2010. (III. 18.) Korm. rendelet A Magyar Bányászati és Földtani Hivatalról szóló 267/2006. (XII. 20.) Korm. rendelet módosításáról
- 60/2010. (III. 18.) Korm. rendelet A DUNA-ETANOL Zrt. Bioetanol-Biogáz-Kiserőmű projekt Dunaalmás község közigazgatási területén megvalósuló nagyberuházással összefüggő közigazgatási hatósági ügyek kiemelt jelentőségű üggyé nyilvánításáról
- 61/2010. (III. 18.) Korm. rendelet Az EM-Bioetanol Kft. Bioetanol-Biogáz-Kiserőmű projekt Kaba város közigazgatási területén megvalósuló nagyberuházással összefüggő közigazgatási hatósági ügyek kiemelt jelentőségű üggyé nyilvánításáról
- 62/2010. (III. 18.) Korm. rendelet A kábítószer előállítására alkalmas növények termesztésének, forgalmazásának és felhasználásának rendjéről szóló 162/2003. (X. 16.) Korm. rendelet módosításáról
- 63/2010. (III. 18.) Korm. rendelet A védett személyek és a kijelölt létesítmények védelméről szóló 160/1996. (XI. 5.) Korm. rendelet módosításáról
- 64/2010. (III. 18.) Korm. rendelet A közfeladatot ellátó szervek iratkezelésének általános követelményeiről szóló 335/2005. (XII. 29.) Korm. rendelet módosításáról
- 65/2010. (III. 18.) Korm. rendelet A területfejlesztéssel és a területrendezéssel kapcsolatos információs rendszerről és a kötelező adatközlés szabályairól szóló 31/2007. (II. 28.) Korm. rendelet módosításáról
- 66/2010. (III. 18.) Korm. rendelet A kibővült Európai Unió gazdasági és társadalmi egyenlőtlenségei csökkentését célzó, a Svájci Szövetségi Tanács és a Magyar Kormány között 2007. december 20-án létrejött Svájci-Magyar Együttműködési Program végrehajtásáról szóló Keretmegállapodás módosításáról szóló levélváltással létrejött egyezmény kihirdetéséről
- 67/2010. (III. 18.) Korm. rendelet A rendőrség ellenérték fejében végezhető szolgáltató tevékenységéről szóló 16/1999. (II. 5.) Korm. rendelet, valamint a fegyverekről és lőszerekről szóló 253/2004. (VIII. 31.) Korm. rendelet módosításáról
- 68/2010. () Korm. rendelet az állam által vállalt kezesség előkészítésének és a kezesség beváltásának eljárási rendjéről szóló 110/2006. (V. 5.) Korm. rendelet módosításáról
- 69/2010. (III. 19.) Korm. rendelet a költségvetési szerveknél foglalkoztatottak 2010. évi eseti kereset-kiegészítéséről szóló 316/2009. (XII. 28.) Korm. rendelet módosításáról
- 70/2010. (III. 19.) Korm. rendelet a polgári nemzetbiztonsági szolgálatok költségvetése tervezésének, pénzellátásának, előirányzat-felhasználásának, kincstári gazdálkodásának és nyilvántartásának egyes szabályairól szóló 32/2004. (III. 2.) Korm. rendelet módosításáról
- 71/2010. (III. 19.) Korm. rendelet a csomagolásról és a csomagolási hulladék kezelésének részletes szabályairól szóló 94/2002. (V. 5.) Korm. rendelet módosításáról
- 72/2010. (III. 19.) Korm. rendelet a hulladékgazdálkodási bírság mértékéről, valamint kiszabásának és megállapításának módjáról szóló 271/2001. (XII. 21.) Korm. rendelet módosításáról
- 73/2010. (III. 24.) Korm. rendelet a Kormány irányítási és felügyeleti jogkörébe tartozó költségvetési fejezetek kiadásainak és bevételeinek 2011-2013. évi tervezett összegéről, valamint a 2011-2013. évekre vonatkozó kötelezettségvállalási korlátokról
- 74/2010. (III. 25.) Korm. rendelet a Mezőgazdasági és Vidékfejlesztési Hivatalról szóló 256/2007. (X. 4.) Korm. rendelet, valamint a Mezőgazdasági Szakigazgatási Hivatal létrehozásáról és működéséről szóló 274/2006. (XII. 23.) Korm. rendelet módosításáról
- 75/2010. (III. 25.) Korm. rendelet a közalkalmazottak jogállásáról szóló 1992. évi XXXIII. törvény egészségügyi intézményekben történő végrehajtásáról szóló 356/2008. (XII. 31.) Korm. rendelet módosításáról
- 76/2010. (III. 25.) Korm. rendelet a Nemzeti Információs Infrastruktúra Fejlesztési Programról
- 77/2010. (III. 25.) Korm. rendelet a területrendezési tervezési jogosultságról és a területrendezési tervezési tevékenység felügyeletét ellátó hatóság kijelöléséről
- 78/2010. (III. 25.) Korm. rendelet az elektronikus aláírás közigazgatási használatához kapcsolódó követelményekről és az elektronikus kapcsolattartás egyes szabályairól
- 79/2010. (III. 25.) Korm. rendelet az egészségügyi államigazgatási szerv eljárásában kiszabott egészségügyi bírság megfizetésének részletes szabályairól
- 80/2010. (III. 25.) Korm. rendelet az egyes kormányrendeleteknek a pénzügyi szolgáltatás közvetítésével összefüggő módosításáról
- 81/2010. (III. 25.) Korm. rendelet a független pénzügyi szolgáltatás közvetítői felelősségbiztosítási szerződés tartalmi követelményeiről
- 82/2010. (III. 25.) Korm. rendelet a betéti kamat és az értékpapírok hozama számításáról és közzétételéről
- 83/2010. (III. 25.) Korm. rendelet a teljes hiteldíj mutató meghatározásáról, számításáról és közzétételéről
- 84/2010. (III. 25.) Korm. rendelet a védett állatfajok védelmére, tartására, hasznosítására és bemutatására vonatkozó részletes szabályokról szóló 348/2006. (XII. 23.) Korm. rendelet és a veszélyeztetett vadon élő állat- és növényfajok nemzetközi kereskedelmét szabályozó nemzetközi és európai közösségi jogi aktusok végrehajtásának egyes szabályairól szóló 292/2008. (XII. 10.) Korm. rendelet módosításáról
- 85/2010. (III. 25.) Korm. rendelet a minisztériumok és a Miniszterelnöki Hivatal által kötött, a nettó ötmillió forintot el nem érő értékű szerződésekre vonatkozó adatok közzétételéről
- 86/2010. (III. 26.) Korm. rendelet az időszakos vizsgálat keretében elvégzett előzetes eredetiségvizsgálat díjának visszatérítéséről
- 87/2010. (III. 26.) Korm. rendelet az egyszerűsített foglalkoztatással kapcsolatos adatok telefonon történő bejelentéséről
- 88/2010. (III. 26.) Korm. rendelet az egyszerűsített foglalkoztatásról szóló 2009. évi CLII. törvény növénytermesztési idénymunkára vonatkozó egyes rendelkezéseinek végrehajtásáról
- 89/2010. (III. 26.) Korm. rendelet a magyar légtér igénybevételéről szóló 4/1998. (I. 16.) Korm. rendelet módosításáról
- 90/2010. (III. 26.) Korm. rendelet a Nemzeti Biztonsági Felügyelet működésének, valamint a minősített adat kezelésének rendjéről
- 91/2010. (III. 31.) Korm. rendelet a Vám- és Pénzügyőrség szervezetéről, valamint egyes szervek kijelöléséről szóló 314/2006. (XII. 23.) Korm. rendelet és a Nemzeti Közlekedési Hatóságról szóló 263/2006. (XII. 20.) Korm. rendelet módosításáról
- 92/2010. (III. 31.) Korm. rendelet az iparbiztonsági ellenőrzés és a telephely biztonsági tanúsítvány kiadásának részletes szabályairól
- 93/2010. (III. 31.) Korm. rendelet a polgármester öregségi nyugdíja, valamint közszolgálati járadéka megállapításáról és folyósításáról szóló 209/2006. (X. 17.) Korm. rendelet módosításáról
- 94/2010. (III. 31.) Korm. rendelet a Magyar Köztársaság Kormánya és Bosznia-Hercegovina Kormánya között pénzügyi együttműködési keretprogram kialakításáról szóló megállapodás kihirdetéséről
- 95/2010. (III. 31.) Korm. rendelet a Svájci-Magyar Együttműködési Program végrehajtási rendjéről szóló 237/2008. (IX. 26.) Korm. rendelet módosításáról
- 96/2010. (III. 31.) Korm. rendelet egyes migrációs tárgyú kormányrendeleteknek a Vízuminformációs Rendszer alkalmazásával, valamint a Vízumkódex hatálybalépésével összefüggő jogharmonizációs célú módosításáról
- 97/2010. (III. 31.) Korm. rendelet az egyetemes elektronikus hírközlési szolgáltatás nyújtásának részletes pénzügyi és műszaki feltételeiről és követelményeiről

#### Április (98−152)
- 98/2010. (IV. 2.) Korm. rendelet A külföldre utazásról szóló 1998. évi XII. törvény végrehajtásáról szóló 101/1998. (V. 22.) Korm. rendelet módosításáról
- 99/2010. (IV. 2.) Korm. rendelet A Szerzői Jogi Szakértő Testület szervezetéről és működéséről szóló 156/1999. (XI. 3.) Korm. rendelet módosításáról
- 100/2010. (IV. 2.) Korm. rendelet A felnőttképzést folytató intézmények és a felnőttképzési programok akkreditációjának szabályairól szóló 22/2004. (II. 16.) Korm. rendelet módosításáról
- 101/2010. (IV. 2.) Korm. rendelet Az elemek és akkumulátorok hulladékainak visszavételéről szóló 181/2008. (VII. 8.) Korm. rendelet módosításáról
- 102/2010. (IV. 2.) Korm. rendelet Az állambiztonsági szolgálatok mágnesszalagra rögzített adatbázisaiban található adatok felülvizsgálatáról
- 103/2010. (IV. 7.) Korm. rendelet A Bibó István Közigazgatási Ösztöndíjról és az ahhoz kapcsolódó tanulmányi programról
- 104/2010. (IV. 9.) Korm. rendelet A „Köztársasági Érdemjel” díj adományozásáról
- 105/2010. (IV. 9.) Korm. rendelet Az anyakönyvi eljárásról szóló 2010. évi I. törvény végrehajtásáról
- 106/2010. (IV. 9.) Korm. rendelet Egyes gyámügyi igazgatást érintő kormányrendeleteknek az új polgári törvénykönyv második könyvének hatálybalépésével összefüggő módosításáról
- 107/2010. (IV. 9.) Korm. rendelet A társadalombiztosítás ellátásaira és a magánnyugdíjra jogosultakról, valamint e szolgáltatások fedezetéről szóló 1997. évi LXXX. törvény végrehajtásáról szóló 195/1997. (XI. 5.) Korm. rendelet módosításáról
- 108/2010. (IV. 9.) Korm. rendelet A légiközlekedéssel összefüggő egyes jogszabályok módosításáról
- 109/2010. (IV. 9.) Korm. rendelet A pénzügyi szolgáltatást közvetítő közvetítői díjáról
- 110/2010. (IV. 9.) Korm. rendelet A környezeti hatásvizsgálati és az egységes környezethasználati engedélyezési eljárásról szóló 314/2005. (XII. 25.) Korm. rendelet és a vízi közlekedés egyes belvízi utakon környezetvédelmi okokból való korlátozásáról és a korlátozás alá eső területeken kiadható üzemeltetési engedélyről szóló 30/2003. (III. 18.) Korm. rendelet módosításáról
- 111/2010. (IV. 9.) Korm. rendelet A szakmai vizsga megszervezésére vonatkozó engedély kiadásának és a vizsgaszervezési tevékenység ellenőrzésének részletes szabályairól
- 112/2010. (IV. 9.) Korm. rendelet A lakossági vezetékes gázfogyasztás és távhőfelhasználás szociális támogatásáról szóló 289/2007. (X. 31.) Korm. rendelet módosításáról
- 113/2010. (IV. 13.) Korm. rendelet a közbeszerzési eljárásokban alkalmazható átláthatósági megállapodásról és az átláthatósági biztosok nyilvántartásának vezetéséről
- 114/2010. (IV. 13.) Korm. rendelet a zálogtárgyak bírósági végrehajtáson kívüli értékesítésének szabályairól szóló 12/2003. (I. 30.) Korm. rendelet módosításáról
- 115/2010. (IV. 13.) Korm. rendelet nemzeti gyász kihirdetéséről
- 116/2010. (IV. 15.) Korm. rendelet egyes energetikai tárgyú kormányrendeletek módosításáról
- 117/2010. (IV. 16.) Korm. rendelet a felsőoktatási intézmények felvételi eljárásairól szóló 237/2006. (XI. 27.) Korm. rendelet módosításáról
- 118/2010. (IV. 16.) Korm. rendelet az esélyegyenlőségi szakértők képzésének követelményeiről
- 119/2010. (IV. 16.) Korm. rendelet az Országos Esélyegyenlőségi Szakértői Névjegyzékről, az esélyegyenlőségi szakértői tevékenység végzéséről és annak feltételeiről, a szakértő működéséről
- 120/2010. (IV. 16.) Korm. rendelet a helyi esélyegyenlőségi program elkészítésének szempontjairól
- 121/2010. (IV. 16.) Korm. rendelet az egyes gazdálkodó szervezetek részére nyújtott 2010. évi egyedi támogatásokról, költségtérítésekről, valamint az egyéb vállalati támogatások keretében nyújtott termelési támogatásokról szóló 20/2010. (II. 9.) Korm. rendelet módosításáról
- 122/2010. (IV. 20.) Korm. rendelet a 2010. évi terület- és régiófejlesztési célelőirányzat felhasználásáról
- 123/2010. (IV. 20.) Korm. rendelet a felsőoktatási intézmények képzési, tudományos célú és fenntartói normatíva alapján történő finanszírozásáról szóló 50/2008. (III. 14.) Korm. rendelet módosításáról
- 124/2010. (IV. 21.) Korm. rendelet a Magyar Köztársaság Kormánya és a Moldovai Köztársaság Kormánya között a gazdasági együttműködésről szóló megállapodás kötelező hatályának elismerésére adott felhatalmazásról és kihirdetéséről
- 125/2010. (IV. 21.) Korm. rendelet egyes egészségügyi tárgyú kormányrendeleteknek az új polgári törvénykönyvről szóló 2009. évi CXX. törvény hatálybalépéséhez kapcsolódó módosításáról
- 126/2010. (IV. 21.) Korm. rendelet az igazságügyi és rendészeti miniszter feladatkörébe tartozó egyes kormányrendeleteknek a polgári törvénykönyvről szóló 2009. évi CXX. törvény Második Könyvének hatálybalépésével összefüggő módosításáról
- 127/2010. (IV. 21.) Korm. rendelet az egyes közlekedési, hírközlési és energiaügyi tárgyú rendeleteknek a polgári törvénykönyvről szóló 2009. évi CXX. törvénnyel összefüggő módosításáról
- 128/2010. (IV. 21.) Korm. rendelet az önkormányzati miniszter feladatkörébe tartozó egyes kormányrendeleteknek a polgári törvénykönyvről szóló 2009. évi CXX. törvény hatálybalépésével összefüggő módosításáról
- 129/2010. (IV. 21.) Korm. rendelet egyes ingatlanügyi jogszabályok módosításáról
- 130/2010. (IV. 21.) Korm. rendelet a Nemzeti Civil Alapprogramról szóló 2003. évi L. törvény végrehajtásáról szóló 160/2003. (X. 7.) Korm. rendelet módosításáról
- 131/2010. (IV. 21.) Korm. rendelet a békéltető testületi tagok kijelölésének szabályairól szóló 215/2008. (VIII. 29.) Korm. rendelet módosításáról
- 132/2010. (IV. 21.) Korm. rendelet az országhatáron átterjedő környezeti hatások vizsgálatáról szóló, Espooban, 1991. február 26. napján elfogadott egyezményhez kapcsolódó, a stratégiai környezeti vizsgálatról szóló, Kijevben, 2003. május 21-én elfogadott jegyzőkönyv kihirdetéséről
- 133/2010. (IV. 22.) Korm. rendelet az Országos Képzési Jegyzékről és az Országos Képzési Jegyzék módosításának eljárásrendjéről
- 134/2010. (IV. 23.) Korm. rendelet a Magyar Köztársaság Kormánya és a Dél-afrikai Köztársaság Kormánya között a gazdasági együttműködésről szóló megállapodás kihirdetéséről
- 135/2010. (IV. 23.) Korm. rendelet a Magyar Köztársaság Kormánya és a Szerb Köztársaság Kormánya között a honvédelem terén folytatott együttműködésről szóló megállapodás kihirdetéséről
- 136/2010. (IV. 27.) Korm. rendelet egyes kormányrendeletek módosításáról
- 137/2010. (IV. 28.) Korm. rendelet a 2007-2013. programozási időszakban az Európai Szomszédsági és Partnerségi Támogatási Eszközből társfinanszírozott Magyarország-Szlovákia-Románia-Ukrajna ENPI Határon Átnyúló Együttműködési Program végrehajtásáról szóló 228/2008. (IX. 12.) Korm. rendelet és a 2007-2013 programozási időszakban az Európai Regionális Fejlesztési Alap, valamint az Előcsatlakozási Támogatási Eszköz pénzügyi alapok egyes, a területi együttműködéshez kapcsolódó programjainak végrehajtásáról szóló 160/2009. (VIII. 3.) Korm. rendelet módosításáról
- 138/2010. (IV. 28.) Korm. rendelet az Európai Mezőgazdasági Vidékfejlesztési Alapból, az Európai Halászati Alapból, valamint az Európai Mezőgazdasági Garancia Alapból támogatott programok és intézkedések pénzügyi, számviteli és ellenőrzési rendszerek kialakításáról, lebonyolításának rendjéről szóló 82/2007. (IV. 25.) Korm. rendelet módosításáról
- 139/2010. (IV. 28.) Korm. rendelet egyes egészségügyi tárgyú kormányrendeletek jogharmonizációs célú módosításáról
- 140/2010. (IV. 28.) Korm. rendelet egyes szociális tárgyú kormányrendeletek módosításáról
- 141/2010. (IV. 28.) Korm. rendelet a kábítószer előállítására alkalmas növények termesztésének, forgalmazásának és felhasználásának rendjéről szóló 162/2003. (X. 16.) Korm. rendelet belső piaci szolgáltatásokról szóló 2006/123/EK irányelvvel összefüggő módosításáról
- 142/2010. (IV. 28.) Korm. rendelet a végrehajtói kézbesítés részletes eljárási szabályairól szóló 250/2004. (VIII. 27.) Korm. rendelet módosításáról
- 143/2010. (IV. 28.) Korm. rendelet az Adó- és Pénzügyi Ellenőrzési Hivatalról szóló 273/2006. (XII. 23.) Korm. rendelet módosításáról
- 144/2010. (IV. 28.) Korm. rendelet a kölcsönös megfeleltetési szabályok betartását ellenőrző szervekről szóló 322/2007. (XII. 5.) Korm. rendelet módosításáról
- 145/2010. (IV. 29.) Korm. rendelet a kémiai terhelési bírság alkalmazásának részletes szabályairól szóló 224/2008. (IX. 9.) Korm. rendelet módosításáról
- 146/2010. (IV. 29.) Korm. rendelet a kutatás-fejlesztési és technológiai innovációs projektek közfinanszírozású támogatásáról
- 147/2010. (IV. 29.) Korm. rendelet a vizek hasznosítását, védelmét és kártételeinek elhárítását szolgáló tevékenységekre és létesítményekre vonatkozó általános szabályokról
- 148/2010. (IV. 29.) Korm. rendelet a Rendőrség szerveiről és a Rendőrség szerveinek feladat- és hatásköréről szóló 329/2007. (XII. 13.) Korm. rendelet, és a határterületről, valamint a határátkelőhely területére nem határátlépés céljából történő belépés és tartózkodás szabályairól szóló 330/2007. (XII. 13.) Korm. rendelet módosításáról
- 149/2010. (IV. 29.) Korm. rendelet a villamos energiával összefüggő egyes kérdésekről szóló 2008. évi LXX. törvény alapján visszafizetendő állami támogatások kiszámításáról és az erőművi átállási költségekről
- 150/2010. (IV. 30.) Korm. rendelet Az oktatási és kulturális ágazathoz tartozó, a közalkalmazotti foglalkoztatást és egyes hatósági eljárásokat szabályozó kormányrendeletek módosításáról
- 151/2010. (IV. 30.) Korm. rendelet A kötelező egészségbiztosítás ellátásairól szóló 1997. évi LXXXIII. törvény végrehajtásáról szóló 217/1997. (X11.1.) Korm. rendelet módosításáról
- 152/2010. (IV. 30.) Korm. rendelet Egyes kormányrendeletek módosításáról

#### Május (152−185)
- 153/2010. (V. 4.) Korm. rendelet Az Országos Közigazgatási Vizsgabizottságról
- 154/2010. (V. 4.) Korm. rendelet A Magyar Köztársaság Kormánya és az Albán Köztársaság Minisztertanácsa között a gazdasági együttműködésről szóló megállapodás kihirdetéséről
- 155/2010. (V. 4.) Korm. rendelet Az EGT Finanszírozási Mechanizmus és a Norvég Finanszírozási Mechanizmus végrehajtási rendjéről szóló 242/2006. (XII. 5.) Korm. rendelet módosításáról
- 156/2010. (V. 6.) Korm. rendelet A Közép-Európai Felsőoktatási Csereprogramról szóló egyezmény (CEEPUS III.) kihirdetéséről
- 157/2010. (V. 6.) Korm. rendelet Az útravaló Ösztöndíjprogramról szóló 152/2005. (VIII. 2.) Korm. rendelet és a szakiskolai tanulmányi ösztöndíjról szóló 328/2009. (XII. 29.) Korm. rendelet módosításáról
- 158/2010. (V. 6.) Korm. rendelet A mezőgazdasági és élelmiszer-ipari termékek exportjával összefüggő intézkedésekről
- 159/2010. (V. 6.) Korm. rendelet A repülőtér létesítésének, fejlesztésének és megszüntetésének, valamint a leszállóhely létesítésének és megszüntetésének szabályairól
- 160/2010. (V. 6.) Korm. rendelet Az integrált ügyintézési és tájékoztatási pont kialakításáról, működtetéséről, valamint a működtető és az érintett szemek együttműködésének rendjéről
- 161/2010. (V. 6.) Korm. rendelet A minősített adat elektronikus biztonságának, valamint a rejtjeltevékenység engedélyezésének és hatósági felügyeletének részletes szabályairól
- 162/2010. (V. 7.) Korm. rendelet A frekvenciasávok nemzeti felosztásának megállapításáról szóló 346/2004. (XII.22.) Korm. rendelet módosításáról
- 163/2010. (V. 11.) Korm. rendelet A termékek megfelelőségének értékeléséhez kapcsolódó egyes ipari és kereskedelmi tárgyú kormányrendeletek módosításáról
- 164/2010. (V. 11.) Korm. rendelet Az Európai Uniós előcsatlakozási eszközök és az Átmeneti Támogatás felhasználásának pénzügyi tervezési, lebonyolítási, számviteli és ellenőrzési rendjéről szóló 119/2004. (IV. 29.) Korm. rendelet és a Nemzeti Fejlesztési Ügynökségről szóló 130/2006. (VI. 15.) Korm. rendelet módosításáról
- 165/2010. (V. 11.) Korm. rendelet A katasztrófák elleni védekezés irányításáról, szervezetéről és a veszélyes anyagokkal kapcsolatos súlyos balesetek elleni védekezésről szóló 1999. évi LXXIV. törvény végrehajtásáról szóló 179/1999. (XII. 10.) Korm. rendelet és a nukleáris és radiológiai veszélyhelyzet esetén végzett lakossági tájékoztatás rendjéről szóló 165/2003. (X. 18.) Korm. rendelet módosításáról
- 166/2010. (V. 11.) Korm. rendelet Az egészségügyi szolgáltatások Egészségbiztosítási Alapból történő finanszírozásának részletes szabályairól szóló 43/1999. (III. 3.) Korm. rendelet módosításáról
- 167/2010. (V. 11.) Korm. rendelet Az országos nukleárisbaleset-elhárítási rendszerről
- 168/2010. (V. 11.) Korm. rendelet Az országos törzshálózati, regionális és egyéb vasúti pályák felsorolásáról
- 169/2010. (V. 11.) Korm. rendelet A polgári légiközlekedés védelmének szabályairól és a Légiközlekedés Védelmi Bizottság jogköréről, feladatairól és működésének rendjéről
- 170/2010. (V. 12.) Korm. rendelet a nem állami, nem helyi önkormányzati közoktatási intézményfenntartókat megillető kiegészítő támogatás igénylésének, megállapításának, folyósításának, elszámolásának, ellenőrzésének rendjéről
- 171/2010. (V. 13.) Korm. rendelet a központi államigazgatási szervekről, valamint a Kormány tagjai és az államtitkárok jogállásáról szóló 2006. évi LVII. törvény 25. § (1) bekezdésében meghatározott egyes testületek működésének felülvizsgálatáról
- 172/2010. (V. 13.) Korm. rendelet a közforgalmú személyszállítási utazási kedvezményekről szóló 85/2007. (IV. 25.) Korm. rendelet módosításáról
- 173/2010. (V. 13.) Korm. rendelet a magyar-horvát összekötő földgázszállító-vezeték kiépítéséhez és a vezeték üzemszerű működtetéséhez kapcsolódó beruházások megvalósításával összefüggő közigazgatási hatósági ügyek kiemelt jelentőségű üggyé nyilvánításáról
- 174/2010. (V. 13.) Korm. rendelet a Nabucco Gas Pipeline International GmbH. által megvalósítandó, a Nabucco gázvezeték magyarországi szakaszának kiépítéséhez és a vezeték üzemszerű működtetéséhez kapcsolódó beruházással összefüggő közigazgatási hatósági ügyek kiemelt jelentőségű üggyé nyilvánításáról
- 175/2010. (V. 13.) Korm. rendelet a Társadalmi Megújulás Operatív Program 1. prioritás 1.1.4. konstrukció "A hátrányos helyzetűek foglalkoztatásáért a Közép-magyarországi Régióban" keretében nyújtható támogatásokról
- 176/2010. (V. 13.) Korm. rendelet az Állami Népegészségügyi és Tisztiorvosi Szolgálat hivatalból indult közigazgatási hatósági eljárása során felmerülő egyéb eljárási költségekről
- 177/2010. (V. 13.) Korm. rendelet az építésügyi és az építésfelügyeleti hatósági eljárásokkal összefüggő egyes kormányrendeletek módosításáról
- 178/2010. (V. 13.) Korm. rendelet a vizek többletéből eredő kockázattal érintett területek meghatározásáról, a veszély- és kockázati térképek, valamint a kockázatkezelési tervek készítéséről, tartalmáról
- 179/2010. (V. 13.) Korm. rendelet a közúti járművezetők és a közúti közlekedési szakemberek képzésének és vizsgáztatásának általános szabályairól szóló 70/2005. (IV. 21.) Korm. rendelet módosításáról
- 180/2010. (V. 13.) Korm. rendelet az egészségügyi technológiák egészségbiztosítási finanszírozásba történő befogadásának alapelveiről, feltételrendszeréről és részletes szabályairól, valamint a már befogadott technológiák körének felülvizsgálatáról és módosításáról
- 181/2010. (V. 13.) Korm. rendelet egyes fejlesztéspolitikai tárgyú kormányrendeletek módosításáról
- 182/2010. (V. 14.) Korm. rendelet egyes építőipari kivitelezési tevékenységgel összefüggő kormányrendeletek módosításáról
- 183/2010. (V. 17.) Korm. rendelet veszélyhelyzet kihirdetéséről és az ennek során teendő intézkedésekről
- 184/2010. (V. 20.) Korm. rendelet az egészségügyi szolgáltatások Egészségbiztosítási Alapból történő finanszírozásának részletes szabályairól szóló 43/1999. (III. 3.) Korm. rendelet módosításáról
- 185/2010. (V. 25.) Korm. rendelet a veszélyhelyzet kihirdetéséről és az ennek során teendő intézkedésekről szóló 183/2010. (V. 17.) Korm. rendelettel kihirdetett veszélyhelyzet feloldásáról

#### Június (186−210)
- 186/2010. (VI. 2.) Korm. rendelet Veszélyhelyzet kihirdetéséről és az ennek során teendő intézkedésekről
- 187/2010. (VI. 2.) Korm. rendeletA veszélyhelyzet kihirdetéséről és az ennek során teendő intézkedésekről
- 188/2010. (VI. 3.) Korm. rendelet Veszélyhelyzet kihirdetéséről és az ennek során teendő intézkedésekről
- 189/2010. (VI. 4.) Korm. rendelet A veszélyhelyzet kihirdetéséről és az ennek során teendő intézkedésekről
- 190/2010. (VI. 8.) Korm. rendelet Veszélyhelyzet kihirdetéséről és az ennek során teendő intézkedésekről szóló 188/2010. (VI. 3.) Korm. rendelettel kihirdetett veszélyhelyzet feloldásáról
- 191/2010. (VI. 8.) Korm. rendelet Veszélyhelyzet kihirdetéséről és az ennek során teendő intézkedésekről szóló 187/2010. (VI. 2.) Korm. rendelettel kihirdetett veszélyhelyzet feloldásáról
- 192/2010. (VI. 10.) Korm. rendelet Az állami vezetők és az államigazgatási szervek köztisztviselői számára biztosított juttatásokról és azok feltételeiről
- 193/2010. (VI. 10.) Korm. rendelet A Kormányzati Ellenőrzési Hivatalról szóló 312/2006. (XII. 23.) Korm. rendelet módosításáról
- 194/2010. (VI. 10.) Korm. rendelet A zálogtárgyak bírósági végrehajtáson kívüli értékesítésének szabályairól szóló 12/2003. (I. 30.) Korm. rendelet módosításáról
- 195/2010. (VI. 11.) Korm. rendelet A veszélyhelyzet kihirdetéséről és az ennek során teendő intézkedésekről szóló 189/2010. (VI. 4.) Korm. rendelettel kihirdetett veszélyhelyzet részleges feloldásáról
- 196/2010. (VI. ?.) Korm. rendelet A veszélyhelyzet kihirdetéséről és az ennek során teendő intézkedésekről szóló 186/2010. (VI. 2.) Korm. rendelettel kihirdetett veszélyhelyzet feloldásáról
- 197/2010. (VI. 17.) Korm. rendelet a veszélyhelyzet kihirdetéséről és az ennek során teendő intézkedésekről szóló 188/2010. (VI. 3.) Korm. rendelettel kihirdetett veszélyhelyzet teljes feloldásáról
- 198/2010. (VI. 17.) Korm. rendelet a veszélyhelyzet kihirdetéséről és az ennek során teendő intézkedésekről szóló 189/2010. (VI. 4.) Korm. rendelettel kihirdetett veszélyhelyzet teljes feloldásáról
- 199/2010. (VI. 18.) Korm. rendelet a helyi önkormányzati képviselők és polgármesterek választásáról szóló 2010. évi L. törvény szerinti, a lakosságszám-adatot nyilvántartó központi szerv kijelöléséről
- 200/2010. (VI. 23.) Korm. rendelet a társadalombiztosítási nyugellátásról szóló 1997. évi LXXXI. törvény végrehajtásáról szóló 168/1997. (X. 6.) Korm. rendelet módosításáról szóló 266/2009. (XII. 1.) Korm. rendelet módosításáról
- 201/2010. (VI. 28.) Korm. rendelet a járóbeteg-ellátás keretében rendelt gyógyszerek, gyógyászati segédeszközök és gyógyfürdőellátások árához nyújtott támogatások elszámolásáról és folyósításáról szóló 134/1999. (VIII. 31.) Korm. rendelet módosításáról
- 202/2010. (VI. 28.) Korm. rendelet az Adó- és Pénzügyi Ellenőrzési Hivatalról szóló 273/2006. (XII. 23.) Korm. rendelet, valamint a Vám- és Pénzügyőrség szervezetéről, valamint egyes szervek kijelöléséről szóló 314/2006. (XII. 23.) Korm. rendelet módosításáról
- 203/2010. (VI. 28.) Korm. rendelet az életüktől és szabadságuktól politikai okból megfosztottak kárpótlásáról szóló 1992. évi XXXII. törvény végrehajtásáról szóló 111/1992. (VII. 1.) Korm. rendelet módosításáról
- 204/2010. (VI. 29.) Korm. rendelet az egészségügyi szolgáltatás gyakorlásának általános feltételeiről, valamint a működési engedélyezési eljárásról szóló 96/2003. (VII. 15.) Korm. rendelet módosításáról szóló 296/2009. (XII. 21.) Korm. rendelet hatályon kívül helyezéséről
- 205/2010. (VI. 29.) Korm. rendelet a közúti járművezetők és a közúti közlekedési szakemberek képzésének és vizsgáztatásának általános szabályairól szóló 70/2005. (IV. 21.) Korm. rendelet módosításáról
- 206/2010. (VI. 29.) Korm. rendelet egyes fejlesztéspolitikai tárgyú kormányrendeletek módosításáról
- 207/2010. (VI. 30.) Korm. rendelet egyes közszolgálati jogviszonnyal összefüggő kormányrendeletek módosításáról
- 208/2010. (VI. 30.) Korm. rendelet a környezeti hatásvizsgálati és az egységes környezethasználati engedélyezési eljárásról szóló 314/2005. (XII. 25.) Korm. rendelet módosításáról
- 209/2010. (VI. 30.) Korm. rendelet a földgázellátásról szóló 2008. évi XL. törvény rendelkezéseinek végrehajtásáról szóló 19/2009. (I. 30.) Korm. rendelet módosításáról
- 210/2010. (VI. 30.) Korm. rendelet az Európai Támogatásokat Auditáló Főigazgatóságról

#### Július (211−223)
- 211/2010. (VII. 1.) Korm. rendelet a lakossági vezetékes gázfogyasztás és távhőfelhasználás szociális támogatásáról szóló 289/2007. (X. 31.) Korm. rendelet módosításáról
- 212/2010. (VII. 1.) Korm. rendelet az egyes miniszterek, valamint a Miniszterelnökséget vezető államtitkár feladat- és hatásköréről
- 213/2010. (VII. 2.) Korm. rendelet a Központi Szolgáltatási Főigazgatóságról szóló 272/2003. (XII. 24.) Korm. rendelet módosításáról
- 214/2010. (VII. 9.) Korm. rendelet a fővárosi, megyei közigazgatási hivatalokról
- 215/2010. (VII. 9.) Korm. rendelet az építési beruházások közbeszerzési eljárás során készítendő dokumentációjának tartalmáról
- 216/2010. (VII. 9.) Korm. rendelet a Balassi Intézet létrehozásáról szóló 309/2006. (XII. 23.) Korm. rendelet módosításáról
- 217/2010. (VII. 22.) Korm. rendelet az egészségügyi felsőfokú szakirányú szakképzési rendszerről szóló 122/2009. (VI. 12.) Korm. rendelet módosításáról
- 218/2010. (VII. 23.) Korm. rendelet az egyszerűsített foglalkoztatásról szóló 2009. évi CLII. törvény növénytermesztési idénymunkára vonatkozó egyes rendelkezéseinek végrehajtásáról szóló 88/2010. (III. 26.) Korm. rendelet módosításáról
- 219/2010. (VII. 27.) Korm. rendelet a Mezőgazdasági Szakigazgatási Hivatal létrehozásáról és működéséről szóló 274/2006. (XII. 23.) Korm. rendelet módosításáról
- 220/2010. (VII. 30.) Korm. rendelet a Közigazgatási és Elektronikus Közszolgáltatások Központi Hivatala létrehozásáról, feladatairól és hatásköréről szóló 276/2006. (XII. 23.) Korm. rendelet módosításáról
- 221/2010. (VII. 30.) Korm. rendelet az Óvodai nevelés országos alapprogramjának kiadásáról szóló 137/1996. (VIII. 28.) Korm. rendelet módosításáról
- 222/2010. (VII. 30.) Korm. rendelet a főépítészi tevékenységről szóló 190/2009. (IX. 15.) Korm. rendelet módosításáról
- 223/2010. (VII. 30.) Korm. rendelet az egyszerűsített foglalkoztatásról szóló 2010. évi LXXV. törvény végrehajtásáról

#### Augusztus (224−234)
- 224/2010. (VIII. 4.) Korm. rendelet a magyar állampolgárságról szóló 1993. évi LV. törvény végrehajtásáról szóló 125/1993. (IX. 22.) Korm. rendelet módosításáról
- 225/2010. (VIII. 12.) Korm. rendelet az Egészségbiztosítási Felügyelet megszüntetésével összefüggésben egyes kormányrendeletek módosításáról
- 226/2010. (VIII. 13.) Korm. rendelet az államháztartás működési rendjéről szóló 292/2009. (XII. 19.) Korm. rendelet módosításáról
- 227/2010. (VIII. 13.) Korm. rendelet a kihirdetett veszélyhelyzet folytán bekövetkezett építménykárok helyreállításával összefüggő kivételes építésügyi szabályokról
- 228/2010. (VIII. 13.) Korm. rendelet az építési beruházások egyszerűsítése érdekében egyes kormányrendeletek módosításáról
- 229/2010. (VIII. 16.) Korm. rendelet egyes szociális tárgyú kormányrendeletek módosításáról
- 230/2010. (VIII. 18.) Korm. rendelet a vizek védelmével kapcsolatos egyes kormányrendeletek módosításáról
- 231/2010. (VIII. 18.) Korm. rendelet a csemegeszőlő és alanyszőlő ültetvény telepítésének engedélyezéséről
- 232/2010. (VIII. 19.) Korm. rendelet a Terrorelhárítási Központról [10]
- 233/2010. (VIII. 30.) Korm. rendelet a nem állami, nem helyi önkormányzati közoktatási intézményfenntartókat megillető kiegészítő támogatás igénylésének, megállapításának, folyósításának, elszámolásának, ellenőrzésének rendjéről szóló 170/2010. (V. 12.) Korm. rendelet egyes rendelkezéseinek hatályba nem lépéséről [11]
- 234/2010. (VIII. 31.) Korm. rendelet a fővárosi és megyei közigazgatási hivatalokat érintő egyes kormányrendeletek módosításáról [12]

#### Szeptember (235−242)
- 235/2010. (IX. 13.) Korm. rendelet az állami kitüntetések adományozásának rendjéről és a Kitüntetési Bizottságról szóló 270/2008. (XI. 18.) Korm. rendelet módosításáról
- 236/2010. (IX. 13.) Korm. rendelet a családok támogatásáról szóló 1998. évi LXXXIV. törvény végrehajtásáról szóló 223/1998. (XII. 30.) Korm. rendeletnek a tankötelezettség teljesítésével összefüggő módosításáról
- 237/2010. (IX. 13.) Korm. rendelet egyes gyermekvédelmi tárgyú kormányrendeletek módosításáról
- 238/2010. (IX. 13.) Korm. rendelet a 2010. május–június hónapokban kihirdetett veszélyhelyzetből eredő kár miatt szükséges, helyreállítással kapcsolatos feladatok közcélú munkavégzés keretében történő ellátásáról
- 239/2010. (IX. 14.) Korm. rendelet az Egyenlő Bánásmód Hatóságról és eljárásának részletes szabályairól szóló 362/2004. (XII. 26.) Korm. rendelet módosításáról
- 240/2010. (IX. 23.) Korm. rendelet a "King's City" nevű komplex turisztikai projekt Sukoró község külterületen megvalósuló nagyberuházással összefüggő közigazgatási hatósági ügyek kiemelt jelentőségű üggyé nyilvánításáról szóló 83/2009. (IV. 10.) Korm. rendelet hatályon kívül helyezéséről
- 241/2010. (IX. 24.) Korm. rendelet az Adó- és Pénzügyi Ellenőrzési Hivatalról szóló 273/2006. (XII. 23.) Korm. rendelet módosításáról
- 242/2010. (IX. 24.) Korm. rendelet az Országos Közigazgatási Vizsgabizottságról szóló 153/2010. (V. 4.) Korm. rendelet módosításáról

#### Október (243−252)
- 243/2010. (X. 5.) Korm. rendelet a vis maior tartalék felhasználásának részletes szabályairól szóló 8/2010. (I. 28.) Korm. rendelet módosításáról, valamint az államháztartás működési rendjéről szóló 292/2009. (XII. 19.) Korm. rendelet módosításáról
- 244/2010. (X. 5.) Korm. rendelet a közúti közlekedési szolgáltatásokról és a közúti járművek üzemben tartásáról szóló 89/1988. (XII. 20.) MT rendelet, valamint a közúti árufuvarozáshoz, személyszállításhoz és a közúti közlekedéshez kapcsolódó egyes rendelkezések megsértése esetén kiszabható bírságok összegéről, valamint a bírságolással összefüggő hatósági feladatokról szóló 156/2009. (VII. 29.) Korm. rendelet módosításáról
- 245/2010. (X. 6.) Korm. rendelet veszélyhelyzet kihirdetéséről és az ennek során teendő intézkedésekről [13]
- 246/2010. (X. 6.) Korm. rendelet az Európai Unió és tagállamai, valamint a Norvég Királyság közötti, a műholdas navigációról szóló együttműködési megállapodás kihirdetéséről [14]
- 247/2010. (X. 12.) Korm. rendelet a veszélyhelyzet kihirdetéséről és az ennek során teendő intézkedésekről szóló 245/2010. (X. 6.) Korm. rendelet módosításáról [1]
- 248/2010. (X. 19.) Korm. rendelet az Országos Nyugdíjbiztosítási Főigazgatóságról szóló 289/2006. (XII. 23.) Korm. rendelet módosításáról [8]
- 249/2010. (X. 19.) Korm. rendelet az egyes gazdálkodó szervezetek részére nyújtott 2010. évi egyedi támogatásokról, költségtérítésekről, valamint az egyéb vállalati támogatások keretében nyújtott termelési támogatásokról szóló 20/2010. (II. 9.) Korm. rendelet módosításáról
- 250/2010. (X. 19.) Korm. rendelet a nyugellátások és a baleseti járadék 2010. novemberi kiegészítéséről
- 251/2010. (X. 19.) Korm. rendelet a 2010. október 6-án kihirdetett veszélyhelyzet meghosszabbításáról [8]
- 252/2010. (X. 21.) Korm. rendelet a Magyar Kármentő Alapról [9]

#### November (253−266)
- 253/2010. (XI. 8.) Korm. rendelet A közbeszerzési és tervpályázati hirdetmények megküldésének és közzétételének részletes szabályairól, a hirdetmények ellenőrzésének rendjéről és díjáról, valamint a Közbeszerzési Értesítőben történő közzététel rendjéről és díjáról szóló 34/2004. (III. 12.) Korm. rendelet módosításáról [15]
- 254/2010. (XI. 8.) Korm. rendelet A köztisztviselők tartós külszolgálatáról szóló 104/2003. (VII. 18.) Korm. rendelet módosításáról
- 255/2010. (XI. 8.) Korm. rendelet A csomagolásról és a csomagolási hulladék kezelésének részletes szabályairól szóló 94/2002. (V. 5.) Korm. rendelet módosításáról
- 256/2010. (XI. 8.) Korm. rendelet A 2011-es magyar EU-elnökség előkészítésével és lebonyolításával összefüggő, a közösségi értékhatárt el nem érő értékű beszerzések sajátos szabályairól
- 257/2010. (XI. 9.) Korm. rendelet Az Országos Statisztikai Adatgyűjtési Program adatgyűjtéseiről és adatátvételeiről szóló 288/2009. (XII. 15.) Korm. rendelet módosításáról
- 258/2010. (XI. 12.) Korm. rendelet A Nemzeti Emlékhely és Kegyeleti Bizottságról
- 259/2010. (XI. 16.) Korm. rendelet Egyes költségvetési szervek központi hivatali jogállásáról
- 260/2010. (XI. 16.) Korm. rendelet A Budapest Főváros Óbudai (Hajógyári) szigeten megvalósuló „Álomsziget” nevű komplex nagyberuházással összefüggő közigazgatási hatósági ügyek kiemelt jelentőségű üggyé nyilvánításáról szóló 57/2009. (III. 17.) Korm. rendelet hatályon kívül helyezéséről
- 261/2010. (XI. 17.) Korm. rendelet A Magyar Köztársaság Kormánya és a Szíriai Arab Köztársaság Kormánya között a gazdasági együttműködésről szóló megállapodás kihirdetéséről
- 262/2010. (XI. 17.) Korm. rendelet A Nemzeti Földalapba tartozó földrészletek hasznosításának részletes szabályairól
- 263/2010. (XI. 17.) Korm. rendelet A Nemzeti Földalapba tartozó földrészletek szociális földprogram megvalósítása céljából az önkormányzatok számára történő ingyenes tulajdonba vagy vagyonkezelésbe adásának szabályairól
- 264/2010. (XI. 17.) Korm. rendelet A környezetvédelmi termékdíjmentesség, a termékdíj visszaigénylésének és átvállalásának, valamint a használt gumiabroncs behozatalának feltételeiről szóló 53/2003. (IV. 11.) Korm. rendelet módosításáról
- 265/2010. (XI. 19.) Korm. rendelet A Nemzeti Külgazdasági Hivatalról
- 266/2010. (XI. 30.) Korm. rendelet Az Igazságügyi Hivatalról szóló 303/2006. (XII. 23.) Korm. rendelet módosításáról

#### December (267−376)
- 267/2010. (XII. 3.) Korm. rendelet Az egyes miniszterek, valamint a Miniszterelnökséget vezető államtitkár feladat- és hatásköréről szóló 212/2010. (VII. 1.) Korm. rendelet és az ezzel összefüggő egyes kormányrendeletek módosításáról
- 268/2010. (XII. 3.) Korm. rendelet A Kormányzati Informatikai Fejlesztési Ügynökségről
- 269/2010. (XII. 3.) Korm. rendelet A Gyógyító-megelőző ellátás jogcím-csoportból finanszírozott egészségügyi szolgáltatók korábbi évekből felhalmozott adósságának rendezésére fordítható konszolidációs támogatásról
- 270/2010. (XII. 8.) Korm. rendelet A megújuló energiaforrásból vagy hulladékból nyert energiával termelt villamos energia, valamint a kapcsoltan termelt villamos energia kötelező átvételéről és átvételi áráról szóló 389/2007. (XII. 23.) Korm. rendelet módosításáról
- 271/2010. (XII. 8.) Korm. rendelet A Magyar Államkincstárról szóló 311/2006. (XII. 23.) Korm. rendelet módosításáról és a Nemzetgazdasági Minisztérium Nemzeti Programengedélyező Iroda jogutódjának kijelöléséről
- 272/2010. (XII. 8.) Korm. rendelet a borászati termékek eredetmegjelöléseinek és földrajzi jelzéseinek közösségi oltalmára irányuló eljárásról, valamint ezen termékek ellenőrzéséről szóló 178/2009. (IX. 4.) Korm. rendelet módosításáról
- 273/2010. (XII. 9.) Korm. rendelet A Nemzeti Adó- és Vámhivatal szervezetéről és egyes szervek kijelöléséről
- 274/2010. (XII. 15.) Korm. rendelet A magyar–horvát államhatárt Drávaszerdahely és Donji Miholjac (Alsómiholjac) között keresztező Városföld–Slobodnica nagynyomású földgázszállító vezeték vámúttá nyilvánításáról
- 275/2010. (XII. 15.) Korm. rendelet A szerződésekben előírt kamat egyoldalú módosításának feltételeiről
- 276/2010. (XII. 15.) Korm. rendelet Az egyes rendészeti tárgyú kormányrendeletek módosításáról
- 277/2010. (XII. 15.) Korm. rendelet A köztisztviselők képesítési előírásairól szóló 9/1995. (II. 3.) Korm. rendelet módosításáról
- 278/2010. (XII. 15.) Korm. rendelet A tűzvédelmi bírságnak, valamint a biztosítók tűzvédelmi hozzájárulásának a központi költségvetésbe történő befizetése és elszámolása rendjéről, valamint felhasználásának és ellenőrzésének módjáról szóló 180/1998. (XI. 6.) Korm. rendelet módosításáról
- 279/2010. (XII. 15.) Korm. rendelet Az egészségügyi szolgáltatások Egészségbiztosítási Alapból történő finanszírozásának részletes szabályairól szóló 43/1999. (III. 3.) Korm. rendelet módosításáról
- 280/2010. (XII. 15.) Korm. rendelet A nehéz tehergépkocsik közlekedésének korlátozásáról szóló 190/2008. (VII. 29.) Korm. rendelet, valamint a közúti közlekedés szabályairól szóló 1/1975. (II. 5.) KPM–BM együttes rendelet módosításáról
- 281/2010. (XII. 15.) Korm. rendelet A szálláshely-szolgáltatási tevékenység folytatásának részletes feltételeiről és a szálláshely-üzemeltetési engedély kiadásának rendjéről szóló 239/2009. (X. 20.) Korm. rendelet módosításáról
- 282/2010. (XII. 15.) Korm. rendelet A honvédelmi szervezetek működésének az államháztartás működési rendjétől eltérő szabályairól szóló 346/2009. (XII. 30.) Korm. rendelet és más Magyar Honvédséget érintő kormányrendeletek módosításáról
- 283/2010. (XII. 15.) Korm. rendelet Az egyes miniszterek, valamint a Miniszterelnökséget vezető államtitkár feladat- és hatásköréről szóló 212/2010. (VII. 1.) Korm. rendelet és a bírósági ügyintézők által ellátható egyes feladatokról szóló 56/2008. (III. 26.) Korm. rendelet módosításáról
- 284/2010. (XII. 15.) Korm. rendelet Egyes fejezeti kezelésű előirányzatokból nyújtott egyedi támogatásokról
- 285/2010. (XII. 16.) Korm. rendelet  Az állambiztonsági szolgálatok mágnesszalagra rögzített adatbázisaiban található adatok felülvizsgálatáról szóló 102/2010. (IV. 2.) Korm. rendelet hatályon kívül helyezéséről
- 286/2010. (XII. 16.) Korm. rendelet a Nemzeti Települési Szennyvíz-elvezetési és -tisztítási Megvalósítási Programról szóló 25/2002. (II. 27.) Korm. rendelet és a Nemzeti Települési Szennyvízelvezetési és -tisztítási Megvalósítási Programmal összefüggő szennyvízelvezetési agglomerációk lehatárolásáról szóló 26/2002. (II. 27.) Korm. rendelet módosításáról
- 287/2010. (XII. 16.) Korm. rendelet A Hamisítás Elleni Nemzeti Testületről
- 288/2010. (XII. 21.) Korm. rendelet A fővárosi és megyei kormányhivatalokról
- 289/2010. (XII. 21.) Korm. rendelet Egyes kormányrendeleteknek a naptári napban való határidő-számítással összefüggésben történő módosításáról
- 290/2010. (XII. 21.) Korm. rendelet Egyes migrációs tárgyú kormányrendeleteknek az egyes migrációs tárgyú törvények jogharmonizációs célú módosításáról szóló 2010. évi XXXV. törvénnyel összefüggő módosításáról
- 291/2010. (XII. 22.) Korm. rendelet A Magyar Köztársaság Kormánya és a Moldovai Köztársaság Kormánya között az Európai Közösség és a Moldovai Köztársaság között az engedély nélkül tartózkodó személyek visszafogadásáról szóló, 2007. október 10-én, Brüsszelben aláírt Megállapodás végrehajtásáról szóló, 2010. február 19-én, Budapesten aláírt Jegyzőkönyv kihirdetéséről
- 292/2010. (XII. 22.) Korm. rendelet A köztisztviselők és a kormánytisztviselők tartalékállományba helyezéséről
- 293/2010. (XII. 22.) Korm. rendelet A rendőrség belső bűnmegelőzési és bűnfelderítési feladatokat ellátó szerve kijelöléséről, valamint feladatai ellátásának, a kifogástalan életvitel ellenőrzés és a megbízhatósági vizsgálat részletes szabályainak megállapításáról
- 294/2010. (XII. 22.) Korm. rendelet Az Új Magyarország Vidékfejlesztési Program keretében a LEADER helyi akciócsoportok részére nyújtandó működési előlegről szóló 220/2009. (X. 8.) Korm. rendelet módosításáról
- 295/2010. (XII. 22.) Korm. rendelet A terrorizmust elhárító szerv kijelöléséről és feladatai ellátásának részletes szabályairól
- 296/2010. (XII. 22.) Korm. rendelet A kutatás-fejlesztési és technológiai innovációs projektek közfinanszírozású támogatásáról szóló 146/2010. (IV. 29.) Korm. rendelet módosítása
- 297/2010. (XII. 23.) Korm. rendelet A társadalombiztosítási nyugdíjrendszerbe történő átlépéshez kapcsolódó eljárási szabályokról
- 298/2010. (XII. 23.) Korm. rendelet Az Európai Közösséget létrehozó Szerződés 87. cikkének (1) bekezdése szerinti állami támogatásokkal kapcsolatos eljárásról és a regionális támogatási térképről szóló 85/2004. (IV. 19.) Korm. rendelet módosításáról
- 299/2010. (XII. 23.) Korm. rendelet Az Eximbank által folyósítható kötött segélyhitelek feltételeiről és a segélyhitelnyújtás részletes szabályairól szóló 232/2003. (XII. 16.) Korm. rendelet módosításáról
- 300/2010. (XII. 23.) Korm. rendelet Egyes kormányrendeleteknek a jogalkotásról szóló 2010. évi CXXX. törvény hatálybalépésével összefüggő módosításáról
- 301/2010. (XII. 23.) Korm. rendelet A jogszabálytervezetek és szabályozási koncepciók közzétételéről és véleményezéséről
- 302/2010. (XII. 23.) Korm. rendelet Az Európai Unió jogának való megfelelés érdekében szükséges jogszabály-előkészítési feladatok teljesítéséről
- 303/2010. (XII. 23.) Korm. rendelet A Nemzeti Innovációs Hivatalról
- 304/2010. (XII. 23.) Korm. rendelet A 2010. október 6-án kihirdetett veszélyhelyzet meghosszabbításáról, továbbá a károsultak támogatásával összefüggő egyéb szabályokról
- 305/2010. (XII. 23.) Korm. rendelet A 2011. évi népszámlálás végrehajtásával kapcsolatos egyes feladatokról 30189
- 306/2010. (XII. 23.) Korm. rendelet A levegő védelméről
- 307/2010. (XII. 23.) Korm. rendelet A felszíni vizek minősége védelmének szabályairól szóló 220/2004. (VII. 21.) Korm. rendelet és a települési hulladékkezelési közszolgáltatási díj megállapításának részletes szakmai szabályairól szóló 64/2008. (III. 28.) Korm. rendelet módosításáról
- 308/2010. (XII. 23.) Korm. rendelet A környezetvédelmi vezetési és hitelesítési rendszerben (EMAS) részt vevő szervezetek nyilvántartásáról
- 309/2010. (XII. 23.) Korm. rendelet Egyes légiközlekedési tárgyú kormányrendeletek módosításáról
- 310/2010. (XII. 23.) Korm. rendelet Az elektromos és elektronikai berendezések hulladékainak visszavételéről szóló 264/2004. (IX. 23.) Korm. rendelet módosításáról
- 311/2010. (XII. 23.) Korm. rendelet A Nemzeti Civil Alapprogramról szóló 2003. évi L. törvény végrehajtásáról szóló 160/2003. (X. 7.) Korm. rendelet módosításáról
- 312/2010. (XII. 23.) Korm. rendelet A Magyar Kármentő Alapról szóló 252/2010. (X. 21.) Korm. rendelet módosításáról
- 313/2010. (XII. 23.) Korm. rendelet Az államháztartás működési rendjéről szóló 292/2009. (XII. 19.) Korm. rendelet módosításáról
- 314/2010. (XII. 27.) Korm. rendelet Az Országos Munkavédelmi és Munkaügyi Főfelügyelőségről, valamint a munkavédelmi és munkaügyi hatóságok kijelöléséről
- 315/2010. (XII. 27.) Korm. rendelet A Nemzeti Foglalkoztatási Szolgálatról
- 316/2010. (XII. 27.) Korm. rendelet A Nemzeti Fogyasztóvédelmi Hatóságról szóló 225/2007. (VIII. 31.) Korm. rendelet módosításáról
- 317/2010. (XII. 27.) Korm. rendelet A földhivatalokról, a Földmérési és Távérzékelési Intézetről, a Földrajzinév Bizottságról és az ingatlan-nyilvántartási eljárás részletes szabályairól szóló 338/2006. (XII. 23.) Korm. rendelet módosításáról
- 318/2010. (XII. 27.) Korm. rendelet Az Országos Nyugdíjbiztosítási Főigazgatóságról szóló 289/2006. (XII. 23.) Korm. rendelet módosításáról
- 319/2010. (XII. 27.) Korm. rendelet Az egészségbiztosítási szervekről
- 320/2010. (XII. 27.) Korm. rendelet A Magyar Kereskedelmi Engedélyezési Hivatalról és a területi mérésügyi és műszaki biztonsági hatóságokról
- 321/2010. (XII. 27.) Korm. rendelet A műszaki biztonsági hatóságok műszaki biztonsági tevékenységének és a Magyar Kereskedelmi Engedélyezési Hivatal piacfelügyeleti eljárásának részletes szabályairól
- 322/2010. (XII. 27.) Korm. rendelet A pártfogó felügyelői, jogi segítségnyújtási, áldozatsegítési és kárpótlási feladatokat ellátó szervekről
- 323/2010. (XII. 27.) Korm. rendelet Az Állami Népegészségügyi és Tisztiorvosi Szolgálatról, a népegészségügyi szakigazgatási feladatok ellátásáról, valamint a gyógyszerészeti államigazgatási szerv kijelöléséről
- 324/2010. (XII. 27.) Korm. rendelet A Kulturális Örökségvédelmi Hivatalról, a kulturális örökségvédelmi szakigazgatási szervekről, és eljárásaikra vonatkozó általános szabályokról
- 325/2010. (XII. 27.) Korm. rendelet Az Oktatási Hivatalról szóló 307/2006. (XII. 23.) Korm. rendelet módosításáról
- 326/2010. (XII. 27.) Korm. rendelet A Nemzeti Közlekedési Hatóságról szóló 263/2006. (XII. 20.) Korm. rendelet módosításáról
- 327/2010. (XII. 27.) Korm. rendelet A Mezőgazdasági Szakigazgatási Hivatalról
- 328/2010. (XII. 27.) Korm. rendelet A fővárosi és megyei kormányhivatalok mezőgazdasági szakigazgatási szerveinek kijelöléséről
- 329/2010. (XII. 27.) Korm. rendelet Egyes építésügyi, építésfelügyeleti és állami főépítészi szervezetet érintő rendelkezések módosításáról
- 330/2010. (XII. 27.) Korm. rendelet A Nemzeti Államigazgatási Központról
- 331/2010. (XII. 27.) Korm. rendelet A Nemzeti Rehabilitációs és Szociális Hivatalról, valamint eljárásának részletes szabályairól
- 332/2010. (XII. 27.) Korm. rendelet A Nemzeti Rehabilitációs és Szociális Hivatal feladatainak megállapításával összefüggő egyes kormányrendeletek módosításáról
- 333/2010. (XII. 27.) Korm. rendelet A lakossági vezetékes gázfogyasztás és távhőfelhasználás szociális támogatásáról szóló 289/2007. (X. 31.) Korm. rendelet módosításáról
- 334/2010. (XII. 27.) Korm. rendelet A társadalombiztosítás ellátásaira és a magánnyugdíjra jogosultakról, valamint e szolgáltatások fedezetéről szóló 1997. évi LXXX. törvény végrehajtásáról szóló 195/1997. (XI. 5.) Korm. rendelet módosításáról
- 335/2010. (XII. 27.) Korm. rendelet Egyes központi államigazgatási szervek személyügyi nyilvántartási és integrált emberi erőforrás-gazdálkodási rendszeréről
- 336/2010. (XII. 27.) Korm. rendelet A Magyar Közigazgatási Ösztöndíj programról
- 337/2010. (XII. 27.) Korm. rendelet A kötelező legkisebb munkabér (minimálbér) és a garantált bérminimum megállapításáról
- 338/2010. (XII. 27.) Korm. rendelet A vasúti vizsgaközpont kijelöléséről
- 339/2010. (XII. 28.) Korm. rendelet A fogyasztóvédelmi hatóság által kiszabott egyes bírságok felhasználásáról
- 340/2010. (XII. 28.) Korm. rendelet Egyes kormányrendeleteknek az egyszerűsített honosítási eljárás bevezetésével összefüggő módosításáról
- 341/2010. (XII. 28.) Korm. rendelet Az egyes iparjogvédelmi beadványok elektronikus úton való benyújtására vonatkozó részletes szabályokról szóló 147/2007. (VI. 26.) Korm. rendelet, valamint a Magyar Szabadalmi Hivatal név- és feladatkörének változásával érintett egyéb kormányrendeletek módosításáról
- 342/2010. (XII. 28.) Korm. rendelet A kisebbségi önkormányzatoknak a központi költségvetésből, valamint fejezeti kezelésű előirányzatból nyújtott támogatások feltételrendszeréről és elszámolásának rendjéről
- 343/2010. (XII. 28.) Korm. rendelet A fenntartható bioüzemanyag-termelés követelményeiről és igazolásáról
- 344/2010. (XII. 28.) Korm. rendelet Az átruházott hitelkockázatot megtestesítő kitettségekről
- 345/2010. (XII. 28.) Korm. rendelet A pénz- és tőkepiaci szervezetek, az egyes pénz- és tőkepiaci szolgáltatásokat is végző egyéb vállalkozások, valamint a számviteli törvény szerinti egyes egyéb szervezetek (éves) beszámoló készítési és könyvvezetési kötelezettségének sajátosságairól szóló kormányrendeletek módosításáról
- 346/2010. (XII. 28.) Korm. rendelet A kormányzati célú hálózatokról
- 347/2010. (XII. 28.) Korm. rendelet A Magyar Állam nevében tulajdonosi jogokat gyakorló szervezetek rábízott állami vagyonnal kapcsolatos éves beszámoló készítési és könyvvezetési kötelezettségéről
- 348/2010. (XII. 28.) Korm. rendelet Az állami vagyonnal való gazdálkodásról szóló 254/2007. (X. 4.) Korm. rendelet módosításáról
- 349/2010. (XII. 28.) Korm. rendelet Egyes pénzügyi tárgyú kormányrendeletek módosításáról
- 350/2010. (XII. 28.) Korm. rendelet Az államháztartás szervezetei beszámolási és könyvvezetési kötelezettségének sajátosságairól szóló 249/2000. (XII. 24.) Korm. rendelet, valamint a kincstári elszámolások beszámolási és könyvvezetési kötelezettségének sajátosságairól szóló 240/2003. (XII. 17.) Korm. rendelet módosításáról
- 363/2010. (XII. 30.) Korm. rendelet Az egészségügyi ellátórendszer fejlesztéséről szóló 2006. évi CXXXII. törvény végrehajtásáról szóló 337/2008. (XII. 30.) Korm. rendelet módosításáról
- 364/2010. (XII. 30.) Korm. rendelet Az egészségügyi szolgáltatók gyógyszerrendelésének és kiszolgáltatásának értékeléséről, valamint a háziorvosi és a gyógyszertári érdekeltségi rendszer kialakításáról
- 365/2010. (XII. 30.) Korm. rendelet Az egészségügyi szolgáltatások Egészségbiztosítási Alapból történő finanszírozásának részletes szabályairól szóló 43/1999. (III. 3.) Korm. rendelet és az egészségügyi szolgáltatás gyakorlásának általános feltételeiről, valamint a működési engedélyezési eljárásról szóló 96/2003. (VII. 15.) Korm. rendelet módosításáról
- 366/2010. (XII. 30.) Korm. rendelet A kötelező egészségbiztosítás ellátásairól szóló 1997. évi LXXXIII. törvény végrehajtásáról szóló 217/1997. (XII. 1.) Korm. rendelet és a térítési díj ellenében igénybe vehető egyes egészségügyi szolgáltatások térítési díjáról szóló 284/1997. (XII. 23.) Korm. rendelet módosításáról
- 367/2010. (XII. 30.) Korm. rendelet A Bethlen Gábor Alapról szóló 2010. évi CLXXXII. törvény végrehajtásáról
- 368/2010. (XII. 30.) Korm. rendelet A magyar igazolvány és a magyar hozzátartozói igazolvány kiadásával kapcsolatos eljárásról szóló 318/2001. (XII. 29.) Korm. rendelet módosításáról
- 369/2010. (XII. 31.) Korm. rendelet A megújuló energiaforrásból vagy hulladékból nyert energiával termelt villamos energia, valamint a kapcsoltan termelt villamos energia kötelező átvételéről és átvételi áráról szóló 389/2007. (XII. 23.) Korm. rendelet módosításáról [5]
- 370/2010. (XII. 31.) Korm. rendelet Egyes fejlesztési tárgyú kormányrendeletek módosításáról
- 371/2010. (XII. 31.) Korm. rendelet A fegyveres szervek hivatásos állományú tagjainak szolgálati viszonyáról szóló 1996. évi XLIII. törvény 276/A. §-a szerinti távolléti díj iránti kérelem elbírálásának rendjéről
- 372/2010. (XII. 31.) Korm. rendelet A felszámolók névjegyzékéről szóló 114/2006. (V. 12.) Korm. rendelet módosításáról szóló 275/2009. (XII. 3.) Korm. rendelet módosításáról
- 373/2010. (XII. 31.) Korm. rendelet A Központi Szolgáltatási Főigazgatóságról szóló 272/2003. (XII. 24.) Korm. rendelet módosításáról szóló 343/2009. (XII. 30.) Korm. rendelet, valamint egyes beszerzési tárgyú kormányrendeletek módosításáról 32080
- 374/2010. (XII. 31.) Korm. rendelet A Közpolitikai Kutatások Intézete központi hivatali jogállásáról
- 375/2010. (XII. 31.) Korm. rendelet A közfoglalkoztatáshoz nyújtható támogatásokról
- 376/2010. (XII. 31.) Korm. rendelet A Balaton és a parti zóna nádasainak védelméről, valamint az ezeken folytatott nádgazdálkodás szabályairól szóló 22/1998. (II. 13.) Korm. rendelet módosításáról  [5]

### Egyéb fontosabb jogszabályok

#### Rendeletek

##### Január
- 1/2010. (I.8.) EüM—KvVM együttes rendelet Az egyes veszélyes anyagokkal, illetve veszélyes készítményekkel kapcsolatos egyes tevékenységek korlátozásáról szóló 41/2000. (XI. 20.) EüM—KöM együttes rendelet módosításáról
- 1/2010. (I. 8.) IRM rendelet Az Igazságügyi és Rendészeti Minisztériumban, továbbá az igazságügyi és rendészeti miniszter irányítása, illetve felügyelete alá tartozó szerveknél a fontos és bizalmas munkakörökről és a nemzetbiztonsági ellenőrzés szintjének megállapításáról szóló 5/2007.(XI. 21.) IRM rendelet módosításáról
- 1/2010. (I. 8.) KHEM rendelet A belvízi utakon közlekedő úszólétesítmények hajózásra alkalmassága és megfelelősége feltételeiről, az üzemképesség vizsgálatáról és tanúsításáról szóló 13/2001. (IV. 10.) KöViM rendelet módosításáról
- 1/2010. (I. 8.) NFGM rendelet Az aeroszol termékek és aeroszol csomagolások forgalmazásának követelményeiről
- 2/2010.(I. 8.) NFGM rendelet Az új Magyarország Fejlesztési Terv keretében megvalósuló beruházások forint árfolyamának változásából eredő költségnövekményének kompenzációjáról
- 3/2010.(I .8.) NFGM rendelet A Társadalmi Megújulás Operatív Program előirányzatából nyújtott, az Európai Közösséget létrehozó Szerződés 87. cikkének (1) bekezdése hatálya alá tartozó támogatások felhasználásáról szóló 25/2007. (1X.12.) MeHVM rendelet módosításáról
- 4/2010. (I. 8.) NFGM rendelet Az építésügyi célelőirányzatról szóló 10/2009. (IV. 14.) NFGM rendelet módosításáról
- 1/2010. (I. 8.) OKM rendelet A kerettantervek kiadásának és jóváhagyásának rendjéről, valamint egyes oktatási jogszabályok módosításáról szóló 17/2004. (V. 20.) OM rendelet módosításáról
- 1/2010. (I. 8.) PM rendelet Az ISIN azonosítóról
- 1/2010. (I. 14.) FVM rendelet Az agrárgazdasági és agrár-vidékfejlesztési szakterületeken a szakértői tevékenység végzésének feltételeiről
- 2/2010. (I. 14.) FVM rendelet A pénzügyi- és gazdasági válság kapcsán mezőgazdasági termelő vállalkozások részére a központi költségvetésből nyújtandó átmeneti állami támogatás igénybevételének eljárási szabályairól
- 1/2010. (I. 14.) HM rendelet A Magyar Honvédség hivatásos és szerződéses állományú tagjainak beosztási kategóriába történő részletes besorolásáról, illetve a beosztásokban rendszeresített rendfokozatokról szóló 34/2007. (VIII. 17.) HM rendelet módosításáról
- 2/2010. (I. 14.) KHEM rendelet A Kőolaj- és Földgázbányászati Biztonsági Szabályzatról
- 1/2010. (I. 14.) KvVM rendelet A Szarvasi Történelmi Emlékpark Természetvédelmi Terület létesítéséről és a természetvédelmi kezelő megnevezéséről szóló 8/1991. (IV. 26.) KTM rendelet módosításáról
- 2/2010. (I. 14.) KvVM rendelet A Villányi Templom-hegy természetvédelmi terület természetvédelmi kezelési tervéről
- 5/2010. (I. 14.) NFGM rendelet Az iparügyekért felelős miniszter szabályozási feladatkörébe tartozó forgalmazási követelmények tekintetében eljáró megfelelőségértékelő szervezetek kijelölésének, valamint a kijelölt szervezetek tevékenységének különös szabályairól
- 6/2010. (I. 14.) NFGM rendelet A közigazgatási hatósági eljárás és szolgáltatás általános szabályairól szóló 2004. évi CXL. törvény 94. § (2) bekezdés b) pontjának alkalmazásáról
- 2/2010. (I. 14.) OKM rendelet A muzeális intézmények működési engedélyéről
- 3/2010. (I. 14.) OKM rendelet Az előadó-művészeti szervezetek működésével kapcsolatos hatósági eljárások részletes szabályairól, továbbá a zenekarok és énekkarok tevékenységéhez szükséges tárgyi feltételekről, valamint a fizető nézőszám alsó határáról szóló 7/2009. (III. 4.) OKM rendelet módosításáról
- 1/2010. (I. 14.) PTNM rendelet A polgári nemzetbiztonsági szolgálatok alkalmazottainak lakás célú munkáltatói támogatásáról szóló 2/1995. (XII. 12.) TNM rendelet módosításáról
- 2/2010. (I. 15.) PM–ÖM együttes rendelet A helyi önkormányzatokat és a többcélú kistérségi társulásokat 2008. évben egyes központi költségvetési kapcsolatokból megillető forrásokról szóló 2/2008. (I. 30.) PM–ÖTM együttes rendelet végrehajtásának elszámolásáról
- 2/2010. (I. 19.) IRM rendelet A közúti közlekedési igazgatási hatósági eljárások díjairól szóló 29/2004. (VI. 16.) BM rendelet módosításáról
- 7/2010. (I. 19.) NFGM rendelet A Nemzeti Fejlesztési és Gazdasági Minisztérium egyes fejezeti kezelésű előirányzatai kezeléséről és támogatásainak lebonyolításáról
- 4/2010. (I. 19.) OKM rendelet A pedagógiai szakszolgálatokról
- 1/2010. (I. 19.) ÖM rendelet A bölcsődék és a közoktatási intézmények infrastrukturális fejlesztéséhez, valamint közösségi buszok beszerzéséhez kapcsolódó, központosított előirányzatból származó támogatás igénybevételének részletes feltételeiről
- 3/2010.(I.21.) KHEM rendelet A közúti szállításra vonatkozó egyes szociális jogszabályok alapján végzett közlekedési hatósági ellenőrzés részletes szabályairól szóló 43/2007. (IV. 4.) GKM rendelet módosításáról
- 8/2010. (I.21.) NFGM rendelet A nemzeti fejlesztési és gazdasági miniszter hatáskörébe tartozó szakképesítések megszerzésére irányuló szakmai vizsga szervezésére feljogosított intézményekről szóló 1/2009. (1.20.) NFGM rendelet, valamint a nemzeti fejlesztési és gazdasági miniszter hatáskörébe tartozó szakképesítések szakmai és vizsgakövetelményeinek kiadásáról szóló 3/2009.(1.27.) NFGM rendelet módosításáról
- 9/2010. (I.21.) NFGM rendelet A Környezet és Energia Operatív Program prioritásaira rendelt források felhasználásának részletes szabályairól és egyes támogatási jogcímeiről
- 3/2010. (I.21.) PM rendelet A befektetési szolgáltatási tevékenységet, befektetési szolgáltatási tevékenységet kiegészítő szolgáltatást, árutőzsdei szolgáltatást végzők Pénzügyi Szerrezetek Állami Felügyelete részére történő adatszolgáltatási kötelezettségéről
- 4/2010. (I. 22.) KHEM rendelet A belföldi közforgalmú menetrend szerinti vasúti személyszállítás és helyközi (távolsági) autóbusz-közlekedés, valamint a nevelési-oktatási intézmények által rendelt belföldi autóbusz különjáratok legmagasabb díjairól szóló 48/2007. (IV. 26.) GKM rendelet módosításáról
- 2/2010. (I. 22.) ÖM rendelet A hivatásos önkormányzati tűzoltóságok hivatásos állománya választható természetbeni juttatásainak fajtáiról, mértékéről, kifizetésének rendjéről és módjáról
- 4/2010. (I. 22.) PM rendelet A Kártalanítási Alap javára teljesített befizetéseknek, az Alap kezelésének és az Alap kezelője adatszolgáltatási kötelezettségének szabályairól
- 1/2010. (I. 25.) MNB rendelet A jegybanki alapkamat mértékéről
- 2/2010. (I. 26.) EüM rendelet Az egészségügyi kártevőirtó tevékenységről és az egészségügyi kártevőirtó tevékenység engedélyezésének részletes szabályairól
- 3/2010. (I. 26.) EüM rendelet Az ápolói tevékenység kompetenciáiról
- 3/2010. (I. 26.) FVM rendelet A szőlőfeldolgozás és a borkészítés során keletkező melléktermékek kivonására vonatkozó kötelezettségről szóló 123/2008. (1X.16.) FVM rendelet módosításáról
- 2/2010. (I. 26.) HM rendelet A közhatalmi honvédelmi szervezetek kiegészítő és kisegítő tevékenységéből származó bevételek, valamint a terven felüli közhatalmi bevételek felhasználásáról
- 4/2010. (I. 26.) ÖM rendelet A helyi önkormányzatok és a többcélú kistérségi társulások létszámcsökkentési döntéseivel kapcsolatos egyszeri költségvetési támogatás igényléséről, döntési rendszeréről, folyósításának és elszámolásának részletes feltételeiről
- 5/2010. (I. 26.) PM rendelet A pénzügyminiszter hatáskörébe tartozó szakképesítések szakmai vizsgáinak szervezésére feljogosított intézményekről szóló 43/2008. (XII. 31.) PM rendelet módosításáról
- 2/2010. (I. 28.) MNB rendelet A forint- és az eurobankjegyek utánzatáról
- 3/2010. (I. 28.) MNB rendelet A forint- és az euroérmék utánzatáról
- 4/2010.(1.28.) FVM rendelet Az Európai Mezőgazdasági Garancia Alapból finanszírozott egységes területalapú támogatás (SAPS), valamint az ahhoz kapcsolódó kiegészítő nemzeti támogatások (top up) 2009. évi igénybevételével kapcsolatos egyes kérdésekről szóló 37/2009. (IV. 3.) FVM rendelet módosításáról
- 5/2010.(I.28.) FVM rendelet Az Európai Mezőgazdasági Vidékfejlesztési Alapból támogatott intézkedések monitoring adatszolgáltatási rendjére vonatkozó részletes szabályokról szóló 18/2009.(?.) FVM rendelet, valamint az Európai Mezőgazdasági Vidékfejlesztési Alapból nyújtandó, a vidéki gazdaság és lakosság számára nyújtott alapszolgáltatások körében a kistérségi közlekedési szolgáltatások fejlesztésére igénybe vehető támogatások részletes feltételeiről szóló 9/2008. (I.24.) FVM rendelet módosításáról
- 3/2010. (I. 28.) IRM rendelet A tűzvédelem és a műszaki mentés különös szabályairól a büntetés-végrehajtási szervezetnél című 14/1999. (X. 22.) IM rendelet módosításáról
- 5/2010. (I. 28.) ÖM rendelet A belterületi belvízrendezési célok támogatása igénylésének, döntési rendszerének, folyósításának, elszámolásának és ellenőrzésének részletes szabályairól
- 6/2010. (I.28.) PM-ÖM együttes rendelet A helyi önkormányzatokat és a többcélú kistérségi társulásokat 2010. évben egyes központi költségvetési kapcsolatokból megillető forrásokról
- 5/2010.(I.29.) OKM rendelet Az esélyegyenlőséget szolgáló intézkedések és az integrációs rendszerben részt vevő intézményekben dolgozó pedagógusok támogatásáról

##### Február
- 6/2010. (II. 2.) FVM rendelet Az Európai Mezőgazdasági Vidékfejlesztési Alapból az Új Magyarország Vidékfejlesztési Program I. és II. intézkedéscsoportjához kapcsolódó képzések tárgyában nyújtandó támogatások részletes feltételeiről szóló 139/2008. (X. 22.) FVM rendelet módosításáról
- 7/2010. (II. 2.) FVM rendelet A vad védelméről, a vadgazdálkodásról, valamint a vadászatról szóló 1996. évi LV. törvény végrehajtásának szabályairól szóló 79/2004. (V. 4.) FVM rendelet módosításáról
- 8/2010. (II. 4.) FVM rendelet Az egyes nemzeti hatáskörben működtetett támogatások feltételeiről szóló miniszteri rendeletek módosításáról
- 9/2010. (II. 4.) FVM rendelet A szeszesitalpiac ellátását szolgáló bor lepárlásához a 2009/2010. borpiaci évben nyújtott támogatás feltételeiről
- 10/2010. (II. 4.) FVM rendelet A termésnövelő anyagok engedélyezéséről, tárolásáról, forgalmazásáról és felhasználásáról szóló 36/2006. (V. 18.) FVM rendelet módosításáról
- 11/2010. (II. 4.) FVM rendelet Az erdőterv rendelet előkészítésének, és a körzeti erdőterv készítésének szabályairól
- 6/2010. (II. 4.) OKM rendelet Az előadó-művészeti szervezetek beszámolójának formai és tartalmi követelményeiről, a benyújtásával és elfogadásával kapcsolatos részletes szabályokról, továbbá az elszámolható költségekről
- 1/2010. (II. 5.) SZMM rendelet A szociális és munkaügyi miniszter hatáskörébe tartozó szakképesítések szakmai és vizsgakövetelményeiről szóló 15/2008. (VIII. 13.) SZMM rendelet módosításáról
- 4/2010. (II. 9.) EüM rendelet A várólista-sorrend kialakításának és az eltérés lehetőségének egészségügyi szakmai feltételeiről szóló 45/2006. (XII. 27.) EüM rendelet módosításáról
- 12/2010. (II. 9.) FVM rendelet A növényvédő szerek forgalomba hozatalának és felhasználásának engedélyezéséről, valamint a növényvédő szerek csomagolásáról, jelöléséről, tárolásáról és szállításáról szóló 89/2004. (V. 15.) FVM rendelet módosításáról
- 1/2010. (II. 9.) TM rendelet A közalkalmazottak jogállásáról szóló 1992. évi XXXIII. törvénynek a nemzet- és kisebbségpolitikáért felelős miniszter irányítása alá tartozó költségvetési szervnél történő végrehajtásáról
- 5/2016. (II. 10.) BM rendelet A törvénnyel kihirdetett nemzetközi szerződés alapján kiállítandó közokirat kiadásáért fizetendő igazgatási szolgáltatási díjról
- 1/2010. (II. 11.) MeHVM rendelet A közalkalmazottak jogállásáról szóló 1992. évi XXXIII. törvénynek a Miniszterelnöki Hivatalt vezető miniszter irányítása alá tartozó költségvetési szerveknél történő végrehajtásáról szóló 1/2009.0.30.) MeHVM rendelet módosításáról
- 3/2010. (II. 11.) KvVM rendelet A Kaszonyi-hegy Természetvédelmi Terület létesítéséről szóló 15/1991. (X11.24.) KTM rendelet módosításáról
- 7/2010. (II. 11.) OKM rendelet A tankönyvvé nyilvánítás, a tankönyvtámogatás, valamint az iskolai tankönyvellátás rendjéről szóló 23/2004. (VII1.27.) OM rendelet módosításáról
- 2/2010. (II. 16.) MeHVM rendelet A Miniszterelnökség fejezetnél a hazai nemzeti és etnikai kisebbségek, valamint a határon túli magyarok támogatásával kapcsolatos fejezeti kezelésű előirányzatok felhasználásának szabályairól
- 5/2010. (II. 16.) EüM rendelet Az Egészségügyi Szakképzési és Továbbképzési Tanács szervezetéről és működéséről
- 13/2010. (II. 16.) FVM rendelet A növényvédő szerek forgalomba hozatalának és felhasználásának engedélyezéséről, valamint a növényvédő szerek csomagolásáról, jelöléséről, tárolásáról és szállításáról szóló 89/2004. (V. 15.) FVM rendelet módosításáról szóló 12/2010. (II. 9.) FVM rendelet módosításáról
- 5/2010. (II. 16.) KHEM rendelet A közlekedési hálózat finanszírozási célokat szolgáló egyes fejezeti kezelésű előirányzatok felhasználásának szabályozásáról, valamint az országos közúthálózattal összefüggő feladatok ellátásáról
- 6/2010. (II. 16.) KHEM rendelet Az országos közutak kezelésének szabályozásáról szóló 6/1998. (III. 11.) KHVM rendelet módosításáról
- 7/2010. (II. 16.) KHEM rendelet Egyes fejezeti kezelésű előirányzatok felhasználásáról
- 2/2010. (II. 16.) SZMM rendelet A felnőttképzési tevékenység megkezdésének és folytatásának részletes szabályairól
- 8/2010. (II. 18.) KHEM rendelet A közúti járművek műszaki megvizsgálásáról szóló 5/1990. (IV. 12.) KöHÉM rendelet módosításáról
- 6/2010. (II. 18.) ÖM rendelet Az állami sportcélú támogatások felhasználásáról és elosztásáról
- 7/2010. (II. 18.) ÖM rendelet Egyes fejezeti kezelésű előirányzatok felhasználásával kapcsolatos miniszteri rendeletek, valamint a lovas szolgáltató tevékenységről szóló 14/2008. (XII. 20.) ÖM rendelet módosításáról
- 3/2010. (II. 18.) SZMM rendelet A szakképzési hozzájárulásról és a képzés fejlesztésének támogatásáról szóló 2003. évi LXXXVI. törvény végrehajtásáról szóló 13/2008. (VII. 22.) SZMM rendelet módosításáról
- 4/2010. (II. 22.) MNB rendelet A jegybanki alapkamat mértékéről
- 14/2010. (II. 23.) FVM rendelet A tehéntej termékpálya szabályozásában alkalmazott kvótarendszerről
- 4/2010. (II. 23.) IRM rendelet A közbiztonság és a közrend védelmében, illetve fenntartásában közreműködő szervezetekre vonatkozó egyes törvények módosításáról szóló törvénnyel összefüggő egyes rendészeti tárgyú miniszteri rendeletek módosításáról
- 6/2010. (II. 24.) EüM rendelet Az ápolói tevékenység kompetenciáiról szóló 3/2010. (I. 26.) EüM rendelet módosításáról
- 15/2010. (II. 25.) FVM rendelet Egyes, az Európai Mezőgazdasági Vidékfejlesztési Alapból nyújtott támogatások részletes feltételeit megállapító miniszteri rendeletek módosításáról
- 16/2010. (II. 25.) FVM rendelet Az Európai Mezőgazdasági Vidékfejlesztési Alapból az évelő lágy szárú energiaültetvények telepítéséhez nyújtandó támogatások részletes feltételeiről szóló 71/2007. (VII. 27.) FVM rendelet módosításáról
- 4/2010. (II. 25.) KvVM rendelet A környezetvédelmi, természetvédelmi, valamint a vízügyi hatósági eljárások igazgatási szolgáltatási díjairól szóló 33/2005. (XII. 27.) KvVM rendelet módosításáról
- 9/2010. (II. 26.) KHEM rendelet A közúti közlekedésben használt menetíró készülékekről szóló, 1985. december 20-i 3821/85/EGK tanácsi rendelet végrehajtásáról szóló 124/2005. (XII. 29.) GKM rendelet, valamint a Központi Nukleáris Pénzügyi Alap működéséről és eljárásrendjéről szóló 14/2005. (VII. 25.) IM rendelet módosításáról
- 4/2010. (II. 26.) SZMM rendelet Egyes felnőttképzési tárgyú miniszteri rendeletek módosításáról
- 10/2010. (II. 26.) KHEM rendelet A bányatérképek méretarányára és tartalmára vonatkozó Bányabiztonsági Szabályzatról
- 8/2010. (II. 26.) ÖM rendelet Az önkormányzatok és jogi személyiségű társulásaik európai uniós fejlesztési pályázatai saját forrás kiegészítése 2010. évi támogatásának rendjéről

##### Március
- 7/2010. (III. 2.) EüM rendelet A minőségi és hatékony gyógyszerrendelés értékelésének szabályairól szóló 17/2009. (V. 14.) EüM rendelet módosításáról
- 3/2010. (III. 2.) HM rendelet A XIII. Honvédelmi Minisztérium költségvetési fejezethez tartozó egyes fejezeti kezelésű előirányzatok 2010. évi felhasználásának rendjéről
- 10/2010. (III. 2.) NFGM rendelet Egyes ipari és kereskedelmi tárgyú miniszteri rendeletek módosításáról
- 8/2010. (III. 2.) OKM rendelet A pedagógiai-szakmai szolgáltatásokat ellátó intézményekről és a pedagógiai-szakmai szolgáltatásokban való közreműködés feltételeiről szóló 10/1994. (V. 13.) MKM rendelet módosításáról
- 49/2010. (III. 5.) Korm. rendelet Az Általános Közlekedési Hitelszövetkezet betéteseinek kártalanításáról
- 15/2010. (III. 5.) KHEM rendelet A személyszállítási közszolgáltatási menetrendek egységes egyeztetési eljárásáról
- 5/2010. (III. 9.) HM rendelet A honvédelmi miniszter feladatkörébe tartozó miniszteri rendeleteknek a közigazgatási hatósági eljárás és szolgáltatás általános szabályairól szóló 2004. évi CXL. törvény módosításáról szóló 2008. évi CXI. törvény hatálybalépésével összefüggő módosításáról
- 5/2010. (III. 9.) IRM rendelet Egyes fejezeti kezelésű előirányzatok felhasználásáról
- 9/2010. (III. 9.) OKM rendelet A XX. Oktatási és Kulturális Minisztérium költségvetési fejezethez tartozó fejezeti kezelésű előirányzatok 2010. évi felhasználásának szabályairól
- 5/2010. (III. 9.) SZMM rendelet A munkavédelemről szóló 1993. évi XCIII. törvény egyes rendelkezéseinek végrehajtásáról szóló 5/1993. (XII. 26.) MüM rendelet módosításáról
- 19/2010. (III. 11.) FVM rendelet A közigazgatási hatósági eljárás és szolgáltatás általános szabályairól szóló 2004. évi CXL. törvény módosításáról szóló 2008. évi CXI. törvény hatálybalépésével, valamint az Európai Parlament és Tanács 2006. december 12-i, a belső piaci szolgáltatásokról szóló 2006/123/EK irányelv átültetésével összefüggésben egyes agrárpiaci tárgyú miniszteri rendeletek módosításáról
- 20/2010. (III. 11.) FVM rendelet A tejágazatot érintő egyedi piactámogatási intézkedésről
- 10/2010. (III. 11.) OKM rendelet A „Minősített Közművelődési Intézmény Cím” és a „Közművelődési Minőség Díj” adományozásáról
- 11/2010. (III. 11.) OKM rendelet A helyi önkormányzatok által fenntartott múzeumok 2010. évi szakmai támogatásáról
- 12/2010. (III. 11.) OKM rendelet A Minősített Könyvtár cím és a Könyvtári Minőségi Díj adományozásáról
- 6/2010. (III. 12.) SZMM rendelet A szociális és munkaügyi miniszter irányítása alá tartozó fejezeti kezelésű előirányzatok felhasználásáról
- 7/2010. (III. 12.) PM rendelet Az egyszerűsített felszámolás során a felszámolói díj kiegészítéséhez nyújtott költségvetési támogatás központi költségvetéssel történő elszámolásának szabályairól
- 16/2010. (III. 12.) KHEM rendelet A transzeurópai hagyományos vasúti rendszer járművek-zaj alrendszerére vonatkozó kölcsönös átjárhatóságot biztosító műszaki előírásokról
- 17/2010. (III. 12.) KHEM rendelet A hagyományos és nagysebességű transzeurópai vasúti rendszerben a vasúti alagutak biztonságával kapcsolatos kölcsönös átjárhatóság műszaki előírásairól
- 18/2010. (III. 12.) KHEM rendelet A transzeurópai hagyományos vasúti rendszer üzemeltetési és forgalomirányítási alrendszerével kapcsolatos kölcsönös átjárhatóságára vonatkozó műszaki előírásokról
- 19/2010. (III. 12.) KHEM rendelet A transzeurópai hagyományos vasúti rendszer ellenőrző-irányító és jelző alrendszerére vonatkozó kölcsönös átjárhatóságot biztosító műszaki előírásokról
- 20/2010. (III. 12.) KHEM rendelet A hagyományos és nagysebességű transzeurópai vasúti rendszerben a „mozgáskorlátozott személyekkel” kapcsolatos kölcsönös átjárhatóság műszaki előírásairól
- 8/2010. (III. 12.) EüM rendelet A dimetil-fumarát biocidot tartalmazó termékek forgalmazásának megtiltásáról szóló 14/2009. (IV. 29.) EüM rendelet módosításáról
- 6/2010. (III. 12.) IRM rendelet A közjegyzői és végrehajtói működéshez, valamint a közvetítői névjegyzékbe vételhez szükséges, a bűnügyi nyilvántartási rendszerben kezelt adatok igazolásával összefüggő miniszteri rendeletek módosításáról
- 21/2010. (III. 16.) FVM rendelet Egyes Európai Mezőgazdasági Vidékfejlesztési Alapból nyújtandó támogatásokról szóló miniszteri rendeletek módosításáról
- 22/2010. (III. 16.) FVM rendelet Az Európai Mezőgazdasági Garancia Alapból finanszírozott egységes területalapú támogatás (SAPS), valamint az ahhoz kapcsolódó kiegészítő nemzeti támogatások (top up) 2010. évi igénybevételével kapcsolatos egyes kérdésekről
- 23/2010. (III. 16.) FVM rendelet Egyes vidékfejlesztési támogatásokkal kapcsolatos miniszteri rendeleteknek a közigazgatási hatósági eljárás és szolgáltatás általános szabályairól szóló 2004. évi CXL. törvény módosításáról szóló 2008. évi CXI. törvény hatálybalépésével, valamint a belső piaci szolgáltatásokról szóló 2006/123/EK irányelv átültetésével összefüggő módosításáról
- 9/2010. (III. 18.) EüM rendelet A kézilőfegyverek, lőszerek, gáz- és riasztófegyverek megszerzésének és tartásának egészségi alkalmassági feltételeiről és vizsgálatáról szóló 22/1991. (X1. 15.) NM rendelet módosításáról
- 11/2010. (III. 18.) NFGM rendelet A nemzeti fejlesztési és gazdasági miniszter által adományozható elismerésekről szóló 21/2008. (X. 22.) NFGM rendelet módosításáról
- 8/2010. (III. 18.) PM rendelet A fel nem használt közteherjegyek forgalomból történő kivonásával, értékének megtérítésével, valamint a közteherjegyek selejtezésével kapcsolatos eljárási és elszámolási szabályokról
- 5/2010. (III. 19.) MNB rendelet A „Kosztolányi” emlékérme kibocsátásáról
- 10/2010. (III. 19.) EüM rendelet A fertőző betegségek és a járványok megelőzése érdekében szükséges járványügyi intézkedésekről szóló 18/1998. (VI. 3.) NM rendelet módosításáról
- 11/2010. (III. 19.) EüM rendelet Az egészségügyi szolgáltatók és működési engedélyük nyilvántartásáról, valamint az egészségügyi szakmai jegyzékről szóló 2/2004. (XI. 17.) EüM rendelet módosításáról
- 24/2010. (III. 19.) FVM rendelet A zöldség-gyümölcs termelői csoportok támogatásáról
- 25/2010. (III. 19.) FVM rendelet A borászati üzemek működésének engedélyezéséről, valamint a tevékenységükre vonatkozó higiéniai szabályokról
- 26/2010. (III. 19.) FVM rendelet Az élelmiszerek jelöléséről szóló 19/2004. (II. 26.) FVM–ESZCSM–GKM együttes rendelet módosításáról
- 7/2010. (III. 19.) IRM rendelet A házi őrizet végrehajtásáról szóló 6/2003. (IV. 4.) IM–BM együttes rendelet módosításáról
- 22/2010. (III. 19.) KHEM rendelet A bányászati hulladékok kezeléséről szóló 14/2008. (IV. 3.) GKM rendelet módosításáról
- 13/2010. (III. 19.) OKM rendelet A sajátos nevelési igényű gyermekekkel, tanulókkal foglalkozó gyógypedagógiai pótlékra jogosultak támogatása és az osztályfőnöki pótlékra jogosultak támogatása igénylésének, döntési rendszerének, folyósításának, elszámolásának és ellenőrzésének részletes szabályairól
- 14/2010. (III. 19.) OKM rendelet Az I. kategóriába sorolt zenekar és énekkar 2010. évi központi költségvetési támogatása igénybevételének rendjéről
- 15/2010. (III. 19.) OKM rendelet A nemzetiségi nevelési, oktatási feladatokhoz nyújtott kiegészítő támogatás igénylésének, döntési rendszerének, folyósításának, elszámolásának és ellenőrzésének részletes szabályairól
- 2/2010. (III. 23.) EüM rendelet Az Európai Közösségi jog hatálya alá tartozó, feltétel nélkül elismerésre kerülő egyes egészségügyi oklevelek, bizonyítványok és a képesítés megszerzéséről szóló egyéb tanúsítványok megnevezéséről és az ezen okiratok birtokosaival azonos jogállású személyek köréről szóló 4/2008. (I. 16.) EüM rendelet módosításáról
- 5/2010. (III. 23.) KvVM rendelet A Tállyai Patócs-hegy természetvédelmi terület természetvédelmi kezelési tervéről
- 9/2010. (III. 23.) PM rendelet A Magyar Export-Import Bank Részvénytársaság és a Magyar Exporthitel Biztosító Részvénytársaság központi költségvetéssel történő elszámolásának részletes szabályairól szóló 16/1998. (V. 20.) PM rendelet módosításáról
- 7/2010. (III. 23.) SZMM rendelet A regionális fejlesztési és képzési bizottságok működéséről szóló 4/2008. (IV. 22.) SZMM rendelet módosításáról
- 23/2010. (III. 24.) KHEM rendelet Egyes földgáz árszabályozással kapcsolatos miniszteri rendeletek módosításáról
- 8/2010. (III. 25.) IRM–PM együttes rendelet A minősített adatok kezelése szabályozásának változása és a büntető anyagi jogi jogszabályok módosulása kapcsán szükséges az igazságügyi és rendészeti miniszter és a pénzügyminiszter együttes rendeleteinek módosításáról
- 24/2010. (III. 25.) KHEM rendelet A tengeri hajók felszereléseiről és ezek megfelelősége feltételeiről és tanúsításáról szóló 11/2002. (II. 6.) KöViM rendelet módosításáról
- 3/2010.(III.26.) MeHVM rendelet Az elektronikus hírközlési szolgáltatásokhoz szükséges azonosítók lekötésének és használatának díjáról szóló 11/2005. (IX. 28.) IHM rendelet módosításáról
- 4/2010.(III.26.) MeHVM rendelet A védelmi feladatokban részt vevő elektronikus hírközlési szolgáltatók kijelöléséről és felkészülési feladataik meghatározásáról
- 5/2010.(III.26.) MeHVM rendelet A rádióberendezésekről és az elektronikus hírközlő végberendezésekről, valamint megfelelőségük kölcsönös elismeréséről szóló 5/2004. (IV. 13.) IHM rendelet módosításáról
- 6/2010.(III.26.) MeHVM rendelet A polgári frekvenciagazdálkodás egyes hatósági eljárásairól szóló 6/2004. (IV. 13.) IHM rendelet módosításáról
- 7/2010.(III.26.) MeHVM rendelet A fejezeti kezelésű előirányzatokkal kapcsolatos eljárási rendről és hatáskörökről
- 27/2010. (III. 26.) FVM rendelet Az Európai Halászati Alap társfinanszírozásában megvalósuló támogatások igénybevételének általános szabályairól szóló 25/2009. (111.17.) FVM rendelet, valamint az Európai Halászati Alapból a 2. támogatási tengely szerint nyújtandó támogatások részletes feltételeiről szóló 26/2009.(111.17.) FVM rendelet módosításáról
- 6/2010. (III. 29.) MNB rendelet A jegybanki alapkamat mértékéről
- 28/2010. (III. 30.) FVM rendelet A tejtermelőket sújtó különleges hátrányok kezeléséhez kapcsolódó, 2010. évi különleges támogatás igénybevételének szabályairól
- 29/2010. (III. 30.) FVM rendelet A zöldség, gyümölcs és a dohány szerkezetátalakítási nemzeti program Európai Mezőgazdasági Garancia Alapból finanszírozott különleges támogatásának igénybevételéhez kapcsolódó feltételek megállapításáról
- 30/2010. (III. 30.) FVM rendelet A növény-egészségügyi feladatok végrehajtásának részletes szabályairól szóló 7/2001. (I. 17.) FVM rendelet módosításáról
- 31/2010. (III. 30.) FVM rendelet Az Európai Mezőgazdasági Vidékfejlesztési Alapból nyújtott agrár-környezetgazdálkodási támogatások igénybevételének részletes feltételeiről szóló 61/2009. (V. 14.) FVM rendelet, valamint más, az Európai Mezőgazdasági Vidékfejlesztési Alapból nyújtott támogatásokról szóló miniszteri rendeletek módosításáról
- 32/2010. (III. 30.) FVM rendelet Az egységes területalapú támogatások és egyes vidékfejlesztési támogatások igényléséhez teljesítendő „Helyes Mezőgazdasági és Környezeti Állapot” fenntartásához szükséges feltételrendszer, valamint az állatok állategységre való átváltási arányának meghatározásáról szóló 50/2008. (IV. 24.) FVM rendelet módosításáról
- 6/2010. (III. 30.) HM—EüM együttes rendelet Egyes HM-EüM együttes rendeleteknek a közigazgatási hatósági eljárás és szolgáltatás általános szabályairól szóló 2004. évi CXL. törvény módosításáról szóló 2008. évi CXI. törvény hatálybalépésével összefüggő módosításáról
- 16/2010. (III. 30.) OKM rendelet Az érettségi és a szakmai vizsgák támogatása igénylésének, döntési rendszerének, folyósításának, elszámolásának és ellenőrzésének részletes szabályairól
- 17/2010. (III. 30.) OKM rendelet Egyes sajátos közoktatási feladatok támogatása igénylésének, döntési rendszerének, folyósításának, elszámolásának és ellenőrzésének részletes szabályairól
- 13/2010. (III. 31.) EüM rendelet Az egészségügyi szolgáltatások nyújtásához szükséges szakmai minimumfeltételekről szóló 60/2003. (X. 20.) ESZCSM rendelet és az egészségügyi szolgáltatások nyújtásához szükséges szakmai minimumfeltételekről szóló 60/2003. (X. 20.) ESZCSM rendelet módosításáról szóló 48/2009. (XII. 29.) EüM rendelet módosításáról
- 25/2010. (III. 31.) KHEM–PM együttes rendelet A gépjármű regisztrációs adójának egyedi adó-megállapítási díjáról, valamint az annak megfizetésére vonatkozó egyéb eljárási szabályokról szóló 13/2008. (III. 31.) GKM–PM együttes rendelet módosításáról
- 26/2010. (III. 31.) KHEM rendelet A védelmi feladatokban részt vevő postai szolgáltatók kijelöléséről és felkészülési feladataik meghatározásáról
- 27/2010. (III. 31.) KHEM rendelet A közúti járművek műszaki megvizsgálásáról szóló 5/1990. (IV. 12.) KöHÉM rendelet, valamint a közúti járművek forgalomba helyezésével és forgalomban tartásával, környezetvédelmi felülvizsgálatával és ellenőrzésével, továbbá a gépjárműfenntartó tevékenységgel kapcsolatos egyes közlekedési hatósági eljárások díjáról szóló 91/2004. (VI. 29.) GKM rendelet módosításáról
- 6/2010. (III. 31.) KvVM rendelet A Karancs-Medves Tájvédelmi Körzet természetvédelmi kezelési tervéről
- 7/2010. (III. 31.) KvVM rendelet Az egyes tevékenységek és berendezések illékony szerves vegyület kibocsátásának korlátozásáról szóló 10/2001. (IV. 19.) KöM rendelet módosításáról
- 8/2010. (III. 31.) KvVM rendelet A légszennyezettségi agglomerációk és zónák kijelöléséről szóló 4/2002. (X. 7.) KvVM rendelet módosításáról
- 10/2010. (III. 31.) PM rendelet A Vám- és Pénzügyőrségről szóló törvény végrehajtásáról szóló 24/2004. (IV. 23.) PM rendelet módosításáról
- 11/2010. (III. 31.) PM rendelet Egyes, az általános forgalmi adót és a jövedéki adót érintő kiváltságok, kedvezmények és mentességek érvényesítésének végrehajtásáról
- 8/2010. (III. 31.) SZMM rendelet Az egyszerűsített foglalkoztatásról szóló 2009. évi CLII. törvény hatálybalépésével kapcsolatos egyes átmeneti intézkedésekről
- 9/2010. (III. 31.) IRM rendelet A közúti közlekedési igazgatási feladatokról, a közúti közlekedési okmányok kiadásáról és visszavonásáról szóló 35/2000. (XI. 30.) BM rendelet módosításáról
- 10/2010. (III. 31.) IRM rendelet A szabad vízen való tartózkodás alapvető szabályairól szóló 46/2001. (XII. 27.) BM rendelet módosításáról
- 11/2010. (III. 31.) IRM rendelet A Büntető Törvénykönyvről szóló 1978. évi IV. törvény módosítása és a minősített adat védelméről szóló 2009. évi CLV. törvény miatt szükséges egyes büntetőjogi tárgyú rendeletek módosításáról
- 12/2010. (III. 31.) PM–HM együttes rendelet Egyes, katonai célú felhasználással kapcsolatos jövedéki rendelkezések részletes szabályairól

##### Április
- 12/2010. (IV. 2.) IRM rendelet Egyes migrációs tárgyú miniszteri rendeleteknek a Vízuminformációs Rendszer alkalmazásával, valamint a Vízumkódex hatálybalépésével összefüggő jogharmonizációs célú módosításáról
- 28/2010. (IV. 2.) KHEM rendelet Egyes hajózási tárgyú miniszteri rendeletek módosításáról
- 14/2010. (IV. 7.) EüM rendelet kozmetikai termékek biztonságosságáról, gyártási, forgalmazási feltételeiről és közegészségügyi ellenőrzéséről szóló 40/2001. (XI. 23.) EüM rendelet módosításáról
- 33/2010. (IV. 7.) FVM rendelet állatgyógyászati termékekről szóló 128/2009. (X. 6.) FVM rendelet módosításáról
- 29/2010. (IV. 7.) KHEM rendelet országos közutak építésével kapcsolatos minőségi követelmények megvalósulásának ellenőrzéséről
- 12/2010. (IV. 7.) NFGM rendelet területrendezési előirányzat felhasználásának részletes szabályairól
- 18/2010. (IV. 7.) OKM rendelet alapfokú művészetoktatás támogatása igénylésének, döntési rendszerének, folyósításának, elszámolásának és ellenőrzésének részletes szabályairól
- 15/2010. (IV. 9.) EüM rendelet A szakképzésről szóló törvény alapján alap-, közép-, emeltszintű, valamint felsőfokú egészségügyi szakképesítéssel, egészségügyi főiskolai végzettséggel vagy felsőoktatási intézményben, orvos- és egészségtudományi képzési terület alapképzési szakán szerzett szakképzettséggel rendelkezők egészségügyi szakirányú szakmai továbbképzéséről
- 34/2010. (IV. 9.) FVM rendelet Az Európai Mezőgazdasági Garancia Alapból, az Európai Mezőgazdasági Vidékfejlesztési Alapból, valamint a központi költségvetésből finanszírozott egyes támogatások 2010. évi igénybevételével kapcsolatos egységes eljárási szabályokról
- 35/2010. (IV. 9.) FVM rendelet Az Európai Mezőgazdasági Vidékfejlesztési Alapból kertészeti ültetvények korszerűsítéséhez, korszerű ültetvények létesítéséhez nyújtandó támogatások részletes feltételeiről
- 9/2010. (IV. 9.) KvVM rendelet A környezetvédelmi, természetvédelmi, valamint a vízügyi hatósági eljárások igazgatási szolgáltatási díjairól szóló 33/2005. (XII. 27.) KvVM rendelet módosításáról szóló 4/2010. (II. 25.) KvVM rendelet módosításáról
- 11/2010. (IV. 28.) KvVM rendelet a folyók mértékadó árvízszintjeiről
- 36/2010. (IV. 13.) FVM rendelet Az erdészeti termőhelyfeltárás részletes szabályairól
- 37/2010. (IV. 13.) FVM rendelet A Magyar Élelmiszerkönyv kötelező előírásairól szóló 152/2009. (XI. 12.) FVM rendelet módosításáról
- 13/2010. (IV. 13.) NFGM rendelet A XIX. Uniós fejlesztések fejezetbe tartozó fejezeti kezelésű előirányzatok 2010.évi felhasználásának rendjéről
- 14/2010. (IV. 13.) NFGM rendelet A területfejlesztés intézményrendszere 2010.évi működtetését szolgáló előirányzatok felhasználásának részletes szabályairól
- 9/2010. (IV. 13.) SZMM rendelet A kollektív szerződések bejelentésének és nyilvántartásának részletes szabályairól szóló 2/2004. (I. 15.) FMM rendelet módosításáról
- 30/2010. (IV. 15.) KHEM rendelet A villamosenergia-piaci egyetemes szolgáltatás árképzéséről, valamint az egyetemes szolgáltatás keretében nyújtandó termékcsomagokról szóló 44/2008. (XII. 31.) KHEM rendelet módosításáról szóló 70/2009. (XII. 4.) KHEM rendelet módosításáról
- 31/2010. (IV. 15.) KHEM rendelet A villamos energia és a földgáz egyetemes szolgáltató által alkalmazható számlaképről
- 16/2010. (IV. 15.) EüM rendelet Az egészségügyi felsőfokú szakirányú szakmai képzés részletes szabályairól
- 38/2010. (IV. 15.) FVM rendelet Az Európai Mezőgazdasági Vidékfejlesztési Alapból a védett őshonos és a veszélyeztetett mezőgazdasági állatfajták genetikai állományának tenyésztésben történő megőrzésére nyújtandó támogatások részletes feltételeiről
- 39/2010. (IV. 15.) FVM rendelet A cukorrépa-termelők 2010. évi nemzeti kiegészítő támogatásáról
- 40/2010. (IV. 15.) FVM rendelet Az erdészeti hatósági eljárásban fizetendő igazgatási szolgáltatási díjakról
- 32/2010. (IV. 15.) KHEM rendelet A felügyeleti díj mértékéről és a felügyeleti díjjal kapcsolatos adatszolgáltatásról és hatósági feladatokról szóló 15/2004. (IV. 24.) IHM rendelet módosításáról
- 10/2010. (IV. 15.) SZMM rendelet A felnőttképzési szakértői tevékenység folytatásának részletes szabályairól
- 7/2010. (IV. 16.) MNB rendelet A jegybanki információs rendszerhez szolgáltatandó információk és az információt szolgáltatók köréről, a szolgáltatás módjáról és határidejéről szóló 32/2009. (XII. 1.) MNB rendelet módosításáról
- 8/2010. (IV. 16.) MNB rendelet Az „Őrségi Nemzeti Park” emlékérme kibocsátásáról
- 17/2010. (IV. 16.) EüM–FVM–KvVM együttes rendelet A biocid termékek előállításának és forgalomba hozatalának feltételeiről szóló 38/2003. (VII. 7.) ESZCSM–FVM–KvVM együttes rendelet módosításáról
- 33/2010. (IV. 16.) KHEM–ÖM együttes rendelet A helyi közösségi közlekedés támogatásáról
- 9/2010. (IV. 16.) ÖM rendelet A települések polgári védelmi besorolásáról szóló 18/1996. (VII. 25.) BM rendelet módosításáról
- 10/2010. (IV. 16.) ÖM rendelet A választási eljárásról szóló 1997. évi C. törvénynek az országgyűlési képviselők választásán történő végrehajtásáról szóló 35/2009. (XII. 30.) ÖM rendelet módosításáról
- 18/2010. (IV. 20.) EüM rendelet Az egészségügyért felelős miniszter szabályozási feladatkörébe tartozó forgalmazási követelmények tekintetében eljáró megfelelőségértékelő szervezetek kijelölésének, valamint a kijelölt szervezetek tevékenységének különös szabályairól
- 41/2010. (IV. 20.) FVM rendelet A juh- és kecskefélék egyedeinek Egységes Nyilvántartási és Azonosítási Rendszeréről szóló 182/2009. (XII. 30.) FVM rendelet módosításáról
- 11/2010. (IV. 20.) SZMM rendelet A települési önkormányzat részére szociális nyári gyermekétkeztetés céljából 2010. évben nyújtott támogatás igénylésének, folyósításának és elszámolásának részletes szabályairól
- 12/2010. (IV. 20.) SZMM rendelet A szakmai vizsga szervezésére vonatkozó engedély megszerzésére irányuló engedélyezési eljárás igazgatási szolgáltatási díjáról és a díj megfizetésének szabályairól
- 8/2010. (IV. 21.) MeHVM rendelet Az egyetemes elektronikus hírközlési szolgáltatással kapcsolatos egyes miniszteri rendeletek módosításáról
- 9/2010. (IV. 21.) MeHVM rendelet Az egyetemes elektronikus hírközlési szolgáltatásokkal kapcsolatos pénzügyi terhek megtérítésének részletes szabályairól
- 19/2010. (IV. 22.) EüM rendelet Egyes egészségügyi tárgyú miniszteri rendeleteknek a védőnői tevékenységgel összefüggő módosításáról
- 42/2010. (IV. 22.) FVM rendelet A madárinfluenza elleni védekezés részletes szabályairól szóló 143/2007. (XII. 4.) FVM rendelet, valamint a veszettség elleni védekezés részletes szabályairól szóló 164/2008. (X11.20.) FVM rendelet módosításáról
- 13/2010. (IV. 22.) IRM rendelet A magyar-horvát államhatár A, B, C és D határszakaszain a határvonal és a határjelek felújításának, megjelölésének és karbantartásának 2002-2009. évi munkálatairól készült Zárójegyzőkönyv, valamint a Kiegészítés és módosítás a határvonal leírásához és térképeihez 2009. című okmányok jóváhagyásáról
- 14/2010. (IV. 22.) IRM rendelet Az államhatár felújítására, megjelölésére és karbantartására létrehozott Magyar–Szlovén Vegyesbizottság tizenhetedik ülésszakáról készült, Budapesten, 2009. november 11-én aláírt jegyzőkönyv jóváhagyásáról
- 15/2010. (IV. 22.) IRM rendelet A büntetés-végrehajtási szervezet hivatásos állományú tagjaira vonatkozó egyes munkáltatói jogkörök gyakorlásáról
- 34/2010. (IV. 22.) KHEM rendelet A belvízi utakon közlekedő úszólétesítmények hajózásra alkalmassága és megfelelősége feltételeiről, az üzemképesség vizsgálatáról és tanúsításáról szóló 13/2001. (IV. 10.) KöViM rendelet módosításáról
- 13/2010. (IV. 22.) SZMM rendelet A digitális írástudás elsajátítására irányuló képzési részek alóli mentesség szabályairól
- 43/2010. (IV. 23.) FVM rendelet A növényvédelmi tevékenységről
- 44/2010. (IV. 23.) FVM rendelet A személyes fogyasztásra szánt állati eredetű termékek behozataláról
- 45/2010. (IV. 23.) FVM rendelet Az egyes állatbetegségek és zoonózisok felszámolására, az ellenük való védekezésre és figyelemmel kísérésükre irányuló nemzeti programok 2010. évi finanszírozásának szabályairól
- 7/2010. (IV. 23.) HM rendelet A honvédelmi ágazatban foglalkoztatottak közalkalmazotti jogviszonyával összefüggő egyes kérdések rendezéséről szóló 27/2008. (XII. 31.) HM rendelet módosításáról
- 8/2010. (IV. 23.) HM rendelet A kedvezményes üdültetés rendjéről szóló 35/2002. (V.10.) HM rendelet módosításáról
- 35/2010. (IV. 23.) KHEM rendelet A belföldi közforgalmú menetrend szerinti vasúti személyszállítás és helyközi (távolsági) autóbusz-közlekedés, valamint a nevelési-oktatási intézmények által rendelt belföldi autóbusz különjáratok legmagasabb díjairól szóló 48/2007. (IV. 26.) GKM rendelet módosításáról
- 1/2010. (IV. 23.) KüM rendelet A konzuli védelem részletes szabályairól szóló 17/2001. (XI. 15.) KüM rendelet módosításáról
- 19/2010. (IV. 23.) OKM rendelet A kulturális szakértői tevékenység folytatásának feltételeiről és a kulturális szakértői nyilvántartás vezetéséről
- 9/2010. (IV. 26.) MNB rendelet A jegybanki alapkamat mértékéről
- 46/2010. (IV. 27.) FVM rendelet Az állami alapadatok felhasználásával végzett sajátos célú földmérési és térképészeti tevékenységről
- 47/2010. (IV. 27.) FVM rendelet A globális műholdas helymeghatározó rendszerek alkalmazásával végzett pontmeghatározások végrehajtásáról, dokumentálásáról, ellenőrzéséről, vizsgálatáról és átvételéről
- 48/2010. (IV. 27.) FVM rendelet Az ingatlan-nyilvántartásról szóló 1997. évi CXLI. törvény végrehajtásáról szóló 109/1999. (XII. 29.) FVM rendelet és a számítógépes ingatlan-nyilvántartási rendszerből lekérdezés útján szolgáltatható egyes ingatlan-nyilvántartási adatok szolgáltatásáról és igazgatási szolgáltatási díjáról, valamint az ingatlan-nyilvántartási eljárás igazgatási szolgáltatási díjának megállapításáról és a díjak megfizetésének részletes szabályairól szóló 176/2009. (XII. 28.) FVM rendelet módosításáról
- 49/2010. (IV. 27.) FVM rendelet Az Európai Mezőgazdasági Vidékfejlesztési Alapból a kertészeti gépek, technológiai berendezések beszerzéséhez nyújtandó támogatások részletes feltételeiről szóló 26/2008. (III. 7.) FVM rendelet módosításáról
- 50/2010. (IV. 27.) FVM rendelet Az erdőgazdálkodás szakszerűségének biztosítása érdekében végzett erdészeti szakirányítási tevékenységhez nyújtott csekély összegű (de minimis) támogatásról
- 16/2010. (IV. 27.) IRM rendelet A Rendőrség szervei illetékességi területének megállapításáról szóló 67/2007. (XII. 28.) IRM rendelet módosításáról
- 13/2010. (IV. 27.) PM rendelet A költségvetési viszontgarancia vállalásának és érvényesítésének részletes szabályairól szóló 48/2002. (XII. 28.) PM rendelet módosításáról
- 14/2010. (IV. 27.) PM rendelet A számla, egyszerűsített számla és nyugta adóigazgatási azonosításáról, valamint a nyugta adását biztosító pénztárgép és taxaméter alkalmazásáról szóló 24/1995. (XI. 22.) PM rendelet módosításáról
- 10/2010. (IV. 28.) KvVM rendelet A közigazgatási hatósági eljárás és szolgáltatás általános szabályairól szóló 2004. évi CXL. törvény módosításáról szóló 2008. évi CXI. tömény hatálybalépésével, valamint a belső piaci szolgáltatásokról szóló 2006/123/EK irányelv átültetésével összefüggésben egyes környezetvédelmi, természetvédelmi és vízügyi tárgyú miniszteri rendeletek módosításáról és hatályon kívül helyezéséről
- 11/2010. (IV. 28.) KvVM rendelet A folyók mértékadó árvízszintjeiről
- 15/2010. (IV. 28.) NFGM rendelet A Nemzeti Fejlesztési és Gazdasági Minisztérium egyes előirányzatai felhasználásában, kezelésében részfeladatokat ellátó közreműködő szervezetekről szóló 28/2008. (XII. 31.) NFGM rendelet módosításáról
- 16/2010. (IV. 28.) NFGM rendelet A termékek megfelelőségének értékeléséhez kapcsolódó egyes ipari és kereskedelmi tárgyú miniszteri rendeletek módosításáról
- 11/2010. (IV. 28.) ÖM rendelet A hivatásos katasztrófavédelmi szerveknél, a tűzoltóságoknál, valamint az ez irányú szakágazatban foglalkoztatottak szakmai képesítési követelményeiről és szakmai képzéseiről szóló 10/2008. (X.30.) ÖM rendelet módosításáról
- 15/2010. (IV. 28.) PM rendelet A Vám- és Pénzügyőrség három hónapnál rövidebb időtartamú külföldi szolgálatot teljesítő hivatásos állományú tagjai és közalkalmazottai részére nyújtható napidíj és költségtérítés mértékéről, megállapításának, kifizetésének és elszámolásának rendjéről
- 16/2010. (IV. 28.) PM rendelet Az egyes szerencsejátékok engedélyezésével, lebonyolításával és ellenőrzésével kapcsolatos feladatok végrehajtásáról szóló 32/2005. (X. 21.) PM rendelet módosításáról
- 17/2010. (IV. 28.) PM rendelet Egyes pénzügyminiszteri rendeletek módosításáról
- 2/2010. (IV. 28.) PTNM rendelet A polgári nemzetbiztonsági szolgálatok hivatásos állományú tagjai szolgálati viszonyának létesítéséről, tartalmáról és megszüntetéséről szóló 1/1997. (II. 26.) TNM rendelet és a polgári nemzetbiztonsági szolgálatok hivatásos állományú tagjai nyugellátásának eljárási rendjéről szóló 1/2000. (I. 18.) TNM rendelet módosításáról
- 3/2010. (IV. 28.) PTNM rendelet A polgári nemzetbiztonsági szolgálatok hivatásos állományú tagjainak illetményéről, valamint egyéb pénzbeli és természetbeni ellátásáról szóló 4/1997. (II. 28.) TNM rendelet módosításáról
- 14/2010. (IV. 28.) SZMM rendelet A munkabiztonsági szakértői tevékenység gyakorlására irányuló engedélyezési eljárás során fizetendő igazgatási szolgáltatási díjakról
- 51/2010. (IV. 29.) FVM rendelet A földművelésügyi ágazathoz tartozó szakképesítések szakmai és vizsgakövetelményei kiadásáról szóló 8/2008. (I. 23.) FVM rendelet módosításáról
- 20/2010. (IV. 29.) EüM rendelet Egyes gyógyszerészeti tárgyú egészségügyi miniszteri rendeletek módosításáról
- 17/2010. (IV. 29.) IRM rendelet A 2007–2013. közötti programozási időszakban a Szolidaritási programokból származó támogatások felhasználásának alapvető szabályairól, intézményrendszeréről, a pénzügyi irányítási és ellenőrzési rendszerekről
- 36/2010. (IV. 29.) KHEM rendelet A villamosenergia-piaci egyetemes szolgáltatás árképzéséről, valamint az egyetemes szolgáltatás keretében nyújtandó termékcsomagokról szóló 44/2008. (XII. 31.) KHEM rendelet módosításáról
- 18/2010. (IV. 29.) PM rendelet A pénzügyi szolgáltatás közvetítői hatósági képzés követelményrendszeréről és a hatósági vizsgáról
- 52/2010. (IV. 30.) FVM rendelet a kistermelői élelmiszer-termelés, -előállítás és -értékesítés feltételeiről

##### Május
- 21/2010. (V. 4.) EüM rendelet Az egészségügyi ágazat honvédelmi feladatairól
- 53/2010. (V. 4.) FVM rendelet Az állami alapadatok felhasználásával végzett sajátos célú földmérési és térképészeti tevékenységről szóló 46/2010. (IV. 27.) FVM rendelet módosításáról
- 9/2010. (V. 4.) HM rendelet Egyes szolgálati viszonnyal összefüggő miniszteri rendeletek módosításáról
- 20/2010. (V. 4.) IRM rendelet A Rendőrség nyomozó hatóságainak hatásköréről és illetékességéről szóló 3/2008. (I. 16.) IRM rendelet módosításáról
- 12/2010. (V. 4.) KvVM rendelet A folyók mértékadó árvízszintjéről szóló 11/2010. (IV. 28.) KvVM rendelet módosításáról
- 37/2010. (V. 4.) KHEM rendelet A magyar légtér légiközlekedés céljára történő kijelöléséről szóló 26/2007. (111.1.) GKM–HM–KvVM együttes rendelet módosításáról
- 2/2010. (V. 4.) KüM rendelet A Külügyminisztérium fejezetnél az egyes fejezeti kezelésű előirányzatok felhasználásának és ellenőrzésének szabályairól
- 54/2010. (V. 5.) FVM rendelet az ingatlan-nyilvántartásról szóló 1997. évi CXLI. törvény végrehajtásáról szóló 109/1999. (XII. 29.) FVM rendelet módosításáról
- 55/2010. (V. 6.) FVM rendelet az egyes agrártámogatási tárgyú miniszteri rendeletek módosításáról
- 56/2010. (V. 6.) FVM rendelet az Európai Mezőgazdasági Vidékfejlesztési Alapból a falumegújításra és -fejlesztésre igénybe vehető támogatások részletes feltételeiről szóló 135/2008. (X. 18.) FVM rendelet és az Európai Mezőgazdasági Vidékfejlesztési Alapból nyújtandó, a vidéki örökség megőrzéséhez igénybe vehető támogatások részletes feltételeiről szóló 138/2008. (X. 18.) FVM rendelet módosításáról
- 21/2010. (V. 6.) IRM–MeHVM együttes rendelet A fizetési meghagyásos eljárás lefolytatásának támogatására szolgáló informatikai rendszer informatikai biztonsági követelményeiről
- 38/2010. (V. 6.) KHEM rendelet Az autópályák, autóutak és főutak használatának díjáról szóló
- 13/2010. (V. 6.) KvVM–FVM együttes rendelet 36/2007.(111.26.) GKM rendelet módosításáról A Vásárhelyi-terv keretében megvalósuló Szamos-Krasznaközi árvízi tározó területével érintett földrészletek jegyzékéről, valamint az egyszeri térítés, az igénybevétel és a kártalanítás részletes szabályairól
- 19/2010. (V. 6.) PM-IRM együttes rendelet A pénzügyminiszter irányítása alá tartozó nyomozó hatóságok nyomozásának részletes szabályairól és a nyomozási cselekmények jegyzőkönyv helyett más módon való rögzítésének szabályairól szóló 17/2003. (VII. 1.) PM-IM együttes rendelet módosításáról
- 11/2010. (V. 7.) MeHVM rendelet Egyes miniszteri rendeletek módosításáról
- 22/2010. (V. 7.) EüM rendelet A munkavállalókat érő mesterséges optikai sugárzás expozícióra vonatkozó minimális egészségi és biztonsági követelményekről
- 23/2010. (V. 7.) EüM rendelet A gyógyintézetek vezetőjének és vezetőhelyetteseinek képesítési követelményeiről, valamint a vezetői megbízás betöltése érdekében kiírt pályázat részletes eljárási szabályairól szóló 13/2002. (111. 28.) EüM rendelet és az egységes egészségügyi ágazati humánerőforrás-monitoringrendszer működésének részletes szabályairól szóló 36/2009. (X1.3.) EüM rendelet módosításáról
- 24/2010. (V. 7.) EüM rendelet Az étrend-kiegészítőkről szóló 37/2004. (IV. 26.) ESZCSM rendelet módosításáról
- 57/2010. (V. 7.) FVM rendelet Az élelmiszerek forgalomba hozatalának, valamint előállításának engedélyezéséről, illetve bejelentéséről
- 58/2010. (V. 7.) FVM rendelet Az iskolagyümölcs-program 2010/2011. tanévi végrehajtásáról
- 59/2010. (V. 7.) FVM rendelet A szőlőtermelési potenciálról szóló 86/2009. (VII. 17.) FVM rendelet módosításáról
- 22/2010. (V. 7.) IRM rendelet A fizetési meghagyásos eljárásban és a fizetési meghagyás végrehajtásának elrendelése iránti eljárásban alkalmazandó papír alapú és elektronikus űrlapokról
- 23/2010. (V. 7.) IRM rendelet A fizetési meghagyásos eljárás automatikus ügyelosztási rendszerének működéséről és az új közjegyző kijelölése iránti kérelem előterjesztését megalapozó kérelmek számáról
- 24/2010. (V. 7.) IRM rendelet A fizetési meghagyásos eljárás során érvényesülő költségkedvezmény előfeltételeiről, engedélyezéséről, megvonásáról és a költségek előlegezéséről, továbbá az előlegezett, valamint a nem előlegezett költségek megfizetéséről és behajtásáról, a költségkedvezmény engedélyezésének alapjául szolgáló körülmények igazolásáról
- 25/2010. (V. 7.) IRM rendelet A fizetési meghagyásos eljárásért és a fizetési meghagyásos eljárást követő végrehajtási eljárás elrendeléséért fizetett eljárási díjból és végrehajtási díjból, valamint a biztosítási intézkedés elrendeléséért fizetett díjakból származó bevétel felosztásáról, továbbá az egyes közjegyzőket megillető összeg kiszámításának módjáról
- 39/2010. (V. 7.) KHEM rendelet A közúti közlekedéssel kapcsolatos egyes bírságok kivetésének részletes szabályairól és a bírságok felhasználásának rendjéről szóló 45/2005. (VI. 23.) GKM rendelet módosításáról
- 14/2010. (V. 11.) KvVM rendelet Az európai közösségi jelentőségű természetvédelmi rendeltetésű területekkel érintett földrészletekről
- 20/2010. (V. 11.) OKM rendelet A kerettantervek kiadásának és jóváhagyásának rendjéről, valamint egyes oktatási jogszabályok módosításáról szóló 17/2004. (V. 20.) OM rendelet módosításáról
- 60/2010. (V. 11.) FVM rendelet A XII. Földművelésügyi és Vidékfejlesztési Minisztérium költségvetési fejezethez tartozó fejezeti kezelésű előirányzatok 2010. évi felhasználásának szabályairól
- 61/2010. (V. 11.) FVM rendelet Az Egri borvidék védett eredetű borairól szóló 102/2009. (VIII. 5.) FVM rendelet módosításáról
- 62/2010. (V. 11.) FVM rendelet A hagyományos különleges terméknek minősülő mezőgazdasági termékek és élelmiszerek elismerésének és ellenőrzésének rendjéről szóló 15/2008. (II. 15.) FVM rendelet módosításáról
- 63/2010. (V. 11.) FVM rendelet A szőlőtermelési potenciálról szóló 86/2009. (VII. 17.) FVM rendelet módosításáról
- 10/2010. (V. 11.) HM–IRM együttes rendelet A Magyar Honvédség katonai nyomozó hatóságairól és a bűncselekmények parancsnoki nyomozásáról szóló 19/2003. (V. 8.) HM–IM együttes rendelet módosításáról
- 26/2010. (V. 11.) IRM rendelet A fizetési meghagyásos eljárásban és a fizetési meghagyásos eljárást követő végrehajtás elrendelése iránti eljárásban az eljárási díj, a végrehajtási díj, a biztosítási intézkedés elrendeléséért fizetendő díj megfizetésének módjáról és visszatérítéséről, valamint a másolati díj mértékéről, megfizetésének módjáról és visszatérítéséről
- 27/2010. (V. 11.) IRM rendelet A bírósági végrehajtással kapcsolatos egyes miniszteri rendeletek módosításáról
- 15/2010. (V. 11.) KvVM–FVM–IRM együttes rendelet A veszélyes állatokról és tartásuk engedélyezésének részletes szabályairól szóló 8/1999. (VIII. 13.) KöM–FVM–NKÖM–BM együttes rendelet, valamint az állatkert és állatotthon létesítésének, működésének és fenntartásának részletes szabályairól szóló 3/2001. (II. 23.) KöM–FVM–NKÖM–BM együttes rendelet módosításáról
- 5/2010. (V. 11.) PTNM–IRM együttes rendelet A polgári nemzetbiztonsági szolgálatok hivatásos állományú tagjai által elkövetett katonai vétségek parancsnoki nyomozásáról szóló 7/2003. (VI. 27.) MeHVM–IM együttes rendelet módosításáról
- 25/2010. (V. 12.) EüM rendelet Egyes kémiai biztonsági tárgyú miniszteri rendeletek jogharmonizációs célú módosításáról
- 26/2010. (V. 12.) EüM rendelet Az egészségügyről szóló 1997. évi CLIV. töménynek a szerv- és szövetátültetésre, valamint -tárolásra és egyes kórszövettani vizsgálatokra vonatkozó rendelkezései végrehajtásáról szóló 18/1998. (X11.27.) EüM rendelet módosításáról
- 27/2010. (V. 12.) EüM rendelet A minőségi és hatékony gyógyszerrendelés értékelésének szabályairól szóló 17/2009. (V.14.) EüM rendelet módosításáról
- 28/2010. (V. 12.) EüM rendelet A gyógyító-megelőző eljárások során alkalmazott egészségügyi technológiák egészségbiztosítási finanszírozásba történő befogadásához kapcsolódó eljárás során alkalmazandó szakmai szempontrendszerről és szakmapolitikai prioritásokról, valamint a befogadásához kapcsolódó egyes eljárásokért fizetendő igazgatási szolgáltatási díjakról
- 29/2010. (V. 12.) EüM rendelet A közúti járművezetők egészségi alkalmasságának megállapításáról szóló 13/1992. (VI. 26.) NM rendelet módosításáról
- 64/2010. (V. 12.) FVM rendelet A szőlészeti és a borászati adatszolgáltatás, valamint a származási bizonyítványok kiadásának rendjéről, továbbá a borászati termékek előállításáról, forgalomba hozataláról és jelöléséről szóló 127/2009. (IX. 29.) FVM rendelet módosításáról
- 65/2010. (V.12.) FVM rendelet A Magyar Élelmiszerkönyv kötelező előírásairól szóló 152/2009. (X1.12.) FVM rendelet és a kistermelői élelmiszer-termelés, -előállítás és -értékesítés feltételeiről szóló 52/2010. (IV. 30.) FVM rendelet módosításáról
- 11/2010. (V.12.) HM rendelet Egyes HM rendeletek minősített adat védelméről szóló 2009. évi CLV. tömény hatálybalépésével összefüggő módosításáról
- 12/2010. (V.12.) HM rendelet A hivatásos, szerződéses és hadköteles katonák, valamint a honvédségi közalkalmazottak egyes költségtérítéseiről szóló 21/2002. (IV. 10.) HM rendelet, továbbá a hivatásos és szerződéses katonák más kereső foglalkozásáról szóló 28/2002. (IV. W.) HM rendelet módosításáról
- 28/2010. (V. 12.) IRM rendelet A fizetési meghagyásos eljárás, a fizetési meghagyás végrehajtásának elrendelése során érvényesülő ügyviteli és iratkezelési szabályokról
- 15/2010. (V. 12.) ÖM rendelet A tűzoltási, műszaki mentési tevékenységhez kapcsolódó tűzvédelmi technika alkalmazhatóságáról
- 66/2010. (V. 12.) FVM rendelet A növényi és állati eredetű élelmiszerekben és takarmányokban, illetve azok felületén található megengedett növényvédőszer-maradékok határértékéről, valamint ezek hatósági ellenőrzéséről
- 67/2010. (V. 12.) FVM rendelet A méhanyanevelő telep üzemeltetéséről, valamint a méhanya és szaporítóanyag előállításáról, felhasználásáról
- 68/2010. (V. 12.) FVM rendelet A növényfajták állami elismeréséről szóló 40/2004. (IV. 7.) FVM rendelet módosításáról
- 29/2010. (V. 12.) IRM–KüM–PTNM együttes rendelet	A három hónapot meg nem haladó tartózkodásra jogosító vízum kiadását megelőző kötelező egyeztetés eseteiről
- 30/2010. (V. 12.) IRM rendelet A közalkalmazottak jogállásáról szóló 1992. évi XXXIII. törvénynek az igazságügyi és rendészeti miniszter irányítása alá tartozó szerveknél történő végrehajtásáról szóló 10/2009. (IV. 17.) IRM rendelet módosításáról
- 31/2010. (V. 12.) IRM rendelet A Rendőrség hivatásos állományú tagjaira vonatkozó egyes munkáltatói jogkörök gyakorlásáról
- 32/2010. (V. 12.) IRM rendelet A Rendőrség, a Rendőrtiszti Főiskola és a rendészeti szakközépiskolák egyenruha-ellátásra jogosult személyi állományának ruházati és öltözködési szabályzatáról szóló 12/2009. (IV. 30.) IRM rendelet, valamint a Rendőrségnél rendszeresíthető kényszerítő eszközök típusairól és fajtáiról szóló 32/2009. (VIII. 19.) IRM rendelet módosításáról
- 33/2010. (V. 12.) IRM-ÖM együttes rendelet A belügyminiszter irányítása alatt álló fegyveres szervek hivatásos állományú tagjai Fegyelmi Szabályzatáról szóló 11/2006. (III. 14.) BM rendeletnek a minősített adat védelméről szóló 2009. évi CLV. törvénnyel összefüggő módosításáról
- 34/2010. (V. 12.) IRM rendelet Az igazságügyi és rendészeti miniszter hatáskörébe tartozó szakképesítések szakmai és vizsgakövetelményeinek kiadásáról szóló 15/2008. (VII. 28.) IRM rendelet módosításáról
- 35/2010. (V. 12.) IRM rendelet Egyes rendészeti tárgyú miniszteri rendeleteknek a minősített adat védelméről szóló 2009. évi CLV. törvénnyel összefüggő módosításáról
- 40/2010. (V. 12.) KHEM rendelet A földtani szakértői tevékenység folytatásának részletes szabályairól
- 41/2010. (V. 12.) KHEM rendelet A közúti járművek forgalomba helyezésének és forgalomban tartásának műszaki feltételeiről szóló 6/1990. (IV. 12.) KöHÉM rendelet módosításáról
- 16/2010. (V. 12.) ÖM rendelet Az önkormányzati és területfejlesztési miniszter hatáskörébe tartozó szakképesítések szakmai és vizsgakövetelményeinek kiadásáról szóló 25/2008. (IV. 29.) ÖTM rendelet módosításáról
- 20/2010. (V. 12.) PM rendelet Egyes vámjogi tárgyú PM rendeletek módosításáról
- 21/2010. (V. 12.) PM rendelet A nyilvánosan forgalomba hozott értékpapírokkal kapcsolatos tájékoztatási kötelezettség részletes szabályairól szóló 24/2008. (VIII. 15.) PM rendelet módosításáról
- 30/2010. (V.13.) EüM rendelet Az egyes főbb betegségcsoportok finanszírozási eljárásrendjének szerkesztése és szakmai egyeztetése lefolytatásának egységes szabályairól szóló 13/2009. (IV. 22.) EüM rendelet módosításáról
- 31/2010. (V. 13.) EüM rendelet A finanszírozási eljárásrendekről
- 32/2010. (V. 13.) EüM rendelet A XXI. Egészségügyi Minisztérium költségvetési fejezethez tartozó fejezeti kezelésű előirányzatok 2010. évi felhasználásának szabályairól
- 69/2010. (V. 13.) FVM rendelet Az Európai Mezőgazdasági Vidékfejlesztési Alapból az erdészeti célra használt géppark fejlesztéséhez és korszerűsítéséhez nyújtandó támogatások részletes feltételeiről szóló 144/2008. (XI. 7.) FVM rendelet módosításáról
- 70/2010. (V. 13.) FVM rendelet Az Európai Mezőgazdasági Vidékfejlesztési Alapból nyújtandó vidékfejlesztési támogatásról szóló 1698/2005/EK tanácsi rendelet 59. cikke szerinti készségek elsajátítására, ösztönzésére és végrehajtására igénybe vehető támogatás részletes feltételeiről szóló 79/2007. (VII. 30.) FVM rendelet, valamint a Helyi Vidékfejlesztési Közösségek és a LEADER helyi akciócsoportok részére az Európai Mezőgazdasági Vidékfejlesztési Alapból nyújtandó vidékfejlesztési támogatásról szóló 1698/2005/EK tanácsi rendelet keretében nyújtott támogatás részletes feltételeiről szóló 141/2008. (X. 30.) FVM rendelet módosításáról
- 42/2010. (V. 13.) KHEM rendelet A díjfizetés ellenében használható autópályákról, autóutakról és főutakról szóló 37/2007. (III. 26.) GKM rendelet módosításáról
- 17/2010. (V. 13.) NFGM rendelet A cseppfolyós propán-, butángázok és ezek elegyei tartályban vagy palackban történő forgalmazásának szabályairól és hatósági felügyeletéről szóló 94/2003. (X11.18.) GKM rendelet, valamint a termékek megfelelőségének értékeléséhez kapcsolódó egyes ipari és kereskedelmi tárgyú miniszteri rendeletek módosításáról szóló 16/2010. (IV. 28.) NFGM rendelet módosításáról
- 18/2010. (V. 13.) NFGM rendelet A területek biológiai aktivitásértékének számításáról szóló 9/2007. (IV. 3.) ÖTM rendelet módosításáról
- 15/2010. (V. 13.) SZMM rendelet A fontos és bizalmas munkakörökről, valamint a biztonsági ellenőrzés szintjéről
- 16/2010. (V. 13.) SZMM rendelet a harmadik országbeli állampolgárok magyarországi foglalkoztatásának engedélyezéséről
- 33/2010. (V.13.) EüM-FVM együttes rendelet Az élelmiszerekkel kapcsolatos tápanyag-összetételre és egészségre vonatkozó állításokkal kapcsolatos egyes szabályokról
- 71/2010. (V.13.) FVM rendelet Az erdészeti szakszemélyzet és a jogosult erdészeti szakszemélyzet nyilvántartásba vételének és nyilvántartásból való törlésének, továbbképzésének, szolgálati tevékenységének részletes szabályairól, valamint az erdészeti hatósági és igazgatási feladatokat ellátó személyek szolgálati tevékenységének egyes szabályairól
- 72/2010. (V.13.) FVM rendelet A gyümölcs szaporítóanyagok előállításáról és forgalomba hozataláról
- 73/2010. (V.13.) FVM rendelet A növényvédő szerek forgalomba hozatalának és felhasználásának engedélyezéséről, valamint a növényvédő szerek csomagolásáról, jelöléséről, tárolásáról és szállításáról szóló 89/2004. (V.15.) FVM rendelet módosításáról
- 13/2010. (V.13.) HM rendelet A honvédelmi ágazat katasztrófák elleni védekezésének irányításáról és feladatairól szóló 23/2005. (VI. 16.) HM rendelet módosításáról
- 36/2010. (V.13.) IRM rendelet A felszámolók, a vagyonfelügyelők és az ideiglenes vagyonfelügyelők elektronikus kijelölésének szabályairól
- 43/2010. (V.13.) KHEM rendelet A közforgalmú, közútpótló folyami révek, kompok és az azokhoz szükséges parti létesítmények, kiszolgáló utak fenntartási, felújítási, valamint új eszköz beszerzési támogatása igénybevételének részletes szabályairól
- 16/2010. (V.13.) KvVM rendelet A 2010. évi lakossági víz- és csatornaszolgáltatás támogatás igénylésének és elbírálásának részletes feltételeiről, valamint az egészséges ivóvízzel való ellátás ideiglenes módozatainak ellentételezéséről
- 19/2010. (V. 13.) NFGM rendelet Az építésügyi hatósági eljárásokról, valamint a telekalakítási és az építészeti-műszaki dokumentációk tartalmáról szóló 37/2007. (X11.13.) ÖTM rendelet módosításáról
- 20/2010. (V. 13.) NFGM-PM együttes rendelet A 2007-2013 időszakban az Európai Regionális Fejlesztési Alapból, az Európai Szociális Alapból és a Kohéziós Alapból származó támogatások felhasználásának általános eljárási szabályairól szóló 16/2006. (XII. 28.) MeHVM-PM együttes rendelet módosításáról
- 21/2010. (V. 13.) OKM rendelet Az informatikai fejlesztési feladatok támogatása igénylésének, döntési rendszerének, folyósításának, elszámolásának és ellenőrzésének részletes szabályairól
- 22/2010. (V. 13.) OKM rendelet A 2010/2011. tanév rendjéről, valamint egyes oktatási jogszabályok módosításáról
- 23/2010. (V. 13.) OKM rendelet A szerzői és a szomszédos jogok közös kezelését végző egyesületek nyilvántartásának szabályairól szóló 16/1999. (X1.18.) NKÖM rendelet módosításáról
- 17/2010. (V. 13.) ÖM rendelet Üdülőhelyi feladatok kiegészítő támogatásáról
- 22/2010. (V. 13.) PM rendelet A Vám- és Pénzügyőrség hivatásos állományának egészségi, pszichikai és fizikai alkalmasságának vizsgálatáról szóló 20/2008. (VI. 19.) PM rendelet módosításáról
- 17/2010. (V. 13.) SZMM rendelet Az európai globalizációs alkalmazkodási alapból származó támogatások igénylésével és felhasználásával kapcsolatos szabályokról
- 18/2010. (V. 13.) SZMM rendelet A szociális és munkaügyi miniszter irányítása alá tartozó fejezeti kezelésű előirányzatok felhasználásáról szóló 6/2010. (III. 12.) SZMM rendelet módosításáról
- 34/2010. (V. 14.) EüM rendelet A gyógyászati segédeszközök társadalombiztosítási támogatásba történő befogadásáról, támogatással történő rendeléséről, forgalmazásáról, javításáról és kölcsönzéséről szóló 14/2007. (III. 14.) EüM rendelet módosításáról
- 35/2010. (V. 14.) EüM rendelet Az egészségügyi szakellátás társadalombiztosítási finanszírozásának egyes kérdéseiről szóló 9/1993. (IV. 2.) NM rendelet, valamint a fertőző betegségek és a járványok megelőzése érdekében szükséges járványügyi intézkedésekről szóló 18/1998. (VI. 3.) NM rendelet módosításáról
- 36/2010. (V. 14.) EüM rendelet A törzskönyvezett gyógyszerek és a különleges táplálkozási igényt kielégítő tápszerek társadalombiztosítási támogatásba való befogadásának szempontjairól és a befogadás vagy a támogatás megváltoztatásáról szóló 32/2004. (IV. 26.) ESZCSM rendelet módosításáról
- 14/2010. (V. 14.) HM rendelet A Magyar Honvédség külföldi szolgálatot teljesítő és külföldi tanulmányokat folytató személyi állománya devizaellátmányáról és egyes ellátmányon kívüli pénzbeli járandóságairól szóló 26/2007. (VI. 20.) HM rendelet módosításáról
- 37/2010. (V. 14.) IRM rendelet A Cégközlönyben megjelenő közlemények közzétételéről és költségtérítéséről szóló 22/2006. (V.18.) IM rendelet módosításáról
- 21/2010. (V. 14.) NFGM rendelet Az egyes ipari és kereskedelmi tevékenységek gyakorlásához szükséges képesítésekről
- 24/2010. (V. 14.) OKM rendelet Az alap- és mesterképzési szakok képzési és kimeneti követelményeiről szóló 15/2006. (IV. 3.) OM rendelet módosításáról
- 25/2010. (V. 14.) OKM rendelet Az oktatási és kulturális miniszter ágazatába tartozó szakképesítések szakmai és vizsgakövetelményeiről
- 38/2010. (V. 19.) IRM rendelet Az igazságügyi és rendészeti miniszter hatáskörébe tartozó szakképesítések szakmai és vizsgakövetelményeinek kiadásáról szóló 15/2008. (VII. 28.) IRM rendelet módosításáról
- 17/2010. (V. 19.) KvVM rendelet Az európai közösségi jelentőségű természetvédelmi rendeltetésű területekkel érintett földrészletekről szóló 14/2010. (V. 11.) KvVM rendelet módosításáról
- 12/2010. (V. 25.) MeHVM rendelet A Magyar Köztársaság minisztériumainak felsorolásáról szóló 2010. évi XLII. törvény 6. §-ának végrehajtásáról
- 26/2010. (V. 27.) OKM rendelet Az oktatási és kulturális miniszter ágazatába tartozó szakképesítések szakmai és vizsgakövetelményeiről szóló 25/2010. (V. 14.) OKM rendelet módosításáról
- 1/2010. (V. 29.) KIM rendelet A Magyar Köztársaság minisztériumainak felsorolásáról szóló 2010. évi XLII. törvény 6. §-ának végrehajtásáról szóló 12/2010. (V. 25.) MeHVM rendelet hatályon kívül helyezéséről

##### Június
- 2/2010. (VI. 8.) KIM rendelet Az egyes állami szervek és állami tulajdonú, valamint egyéb szervezetek átadás-átvételi eljárásáról
- 1/2010. (VI. 18.) NFM rendelet A szélerőmű kapacitás létesítésére irányuló pályázati kiírás feltételeiről, a pályázat minimális tartalmi követelményeiről, valamint a pályázati eljárás szabályairól szóló 33/2009. (VI. 30.) KHEM rendelet módosításáról
- 3/2010. (VI. 28.) KIM rendelet Az egyedi azonosításra kétséget kizáróan alkalmas ingó dolgok zálogjogi nyilvántartásának részletes szabályairól szóló 80/2009. (XII. 28.) IRM rendelet módosításáról
- 1/2010. (VI. 28.) NGM rendelet A vám- és pénzügyőrség hivatásos állományú tagjainak szolgálati viszonyával kapcsolatos egyes szabályokról szóló 15/1997. (V. 8.) PM rendelet módosításáról
- 1/2010. (VI. 30.) VM rendelet az Európai Mezőgazdasági Vidékfejlesztési Alapból nyújtandó vidékfejlesztési támogatásról szóló 1698/2005/EK tanácsi rendelet 59. cikke szerinti készségek elsajátítására, ösztönzésére és végrehajtására igénybe vehető támogatás részletes feltételeiről szóló 79/2007. (VII. 30.) FVM rendelet módosításáról
- 2/2010. (VI. 30.) VM rendelet a Magyar Takarmánykódex kötelező előírásairól szóló 44/2003. (IV. 26.) FVM rendelet módosításáról

##### Július
- 3/2010. (VII. 5.) VM rendelet az élelmiszer-előállítással és -forgalmazással kapcsolatos adatszolgáltatásról és nyomonkövethetőségről
- 4/2010. (VII. 5.) VM rendelet a kistermelői élelmiszer-termelés, -előállítás és -értékesítés feltételeiről szóló 52/2010. (IV. 30.) FVM rendelet és az élelmiszerek jelöléséről szóló 19/2004. (II. 26.) FVM-ESZCSM-GKM együttes rendelet módosításáról
- 5/2010. (VII. 7.) VM rendelet a növényvédő szerek forgalomba hozatalának és felhasználásának engedélyezéséről, valamint a növényvédő szerek csomagolásáról, jelöléséről, tárolásáról és szállításáról szóló 89/2004. (V. 15.) FVM rendelet módosításáról
- 5/2010. (VII. 8.) NFM rendelet A földgáz rendszerhasználati díjak megállapításáról szóló 31/2009. (VI. 25.) KHEM rendelet módosításáról
- 4/2010. (VII.16.) KIM rendeletA helyi önkormányzati képviselők és polgármesterek 2010. október 3. napjára kitűzött választása, valamint a települési kisebbségi önkormányzati képviselők választása eljárási határidőinek és határnapjainak megállapításáról
- 5/2010. (VII. 16.) KIM rendelet A választási eljárásról szóló 1997. évi C. töménynek a helyi önkormányzati képviselők és polgármesterek, valamint a kisebbségi önkormányzati képviselők választásán történő végrehajtásáról
- 7/2010. (VII. 21.) KIM rendelet A helyi önkormányzati képviselők és polgármesterek, valamint a kisebbségi önkormányzati képviselők választása költségeinek normatíváiról, tételeiről, elszámolási és belső ellenőrzési rendjéről
- 6/2010. (VII. 22.) VM rendelet A borszektor nemzeti támogatási programjával összefüggő miniszteri rendeletek módosításáról
- 7/2010. (VII. 23.) VM rendelet A szőlőültetvények kivágásához nyújtott támogatás feltételeiről szóló 100/2008. (VIII.6.) FVM rendelet módosításáról
- 10/2010. (VII.27.) MNB rendelet Az „Úszó-Európa-bajnokság, 2010” emlékérme kibocsátásáról
- 2/2010. (VII. 27.) NGM rendelet A kincstári számlavezetés és finanszírozás, afeladatfinanszírozási körbe tartozó előirányzatok felhasználása, valamint egyes államháztartási adatszolgáltatások rendjéről szóló 46/2009. (XII.30.) PM rendelet módosításáról
- 3/2010. (VII. 30.) NGM rendelet Az egyszerűsített foglalkoztatásból származó jövedelem és közteher bejelentésére, befizetésére vonatkozó eljárási szabályokról
- 2/2010. (VII. 30.) NEFMI rendelet A közúti járművezetők egészségi alkalmasságának megállapításáról szóló 13/1992. (VI.26.) NM rendelet módosításáról szóló 29/2010. (V.12.) EüM rendelet hatálybalépéséről
- 6/2010. (VII. 30.) NFM rendelet A Mélyfúrási Biztonsági Szabályzatról
- 7/2010. (VII. 30.) NFM rendelet A villamosenergia-iparban fennálló vagy eltöltött munkaviszonnyal összefüggésben igénybe vehető villamosenergia-vásárlási kedvezményről szóló 116/2007. (XII. 29.) GKM rendelet módosításáról
- 8/2010. (VII. 30.) VM rendelet Az elháríthatatlan külső ok (vis maior) esetén alkalmazandó egyes szabályokról, valamint egyes agrár tárgyú miniszteri rendeletek módosításáról szóló 44/2007.(VI. 8.)FVM rendelet módosításáról
- 3/2010. (VII. 30.) NEFMI rendelet Az állami sportcélú támogatások felhasználásáról és elosztásáról szóló 6/2010. (II. 18.) ÖM rendelet módosításáról

##### Augusztus
- 9/2010. (VIII. 4.) VM rendelet A zöldség-gyümölcs termelői szervezetek kiegészítő nemzeti támogatásáról
- 8/2010. (VIII. 6.) NFM rendelet A propán-bután töltő- és tároló üzemek Biztonsági Szabályzatáról
- 1/2010. (VIII. 18.) BM rendelet Az elzárás, illetőleg a pénzbírságot helyettesítő elzárás végrehajtásának részletes szabályairól szóló 7/2000. (III. 29.) IM–BM együttes rendelet módosításáról [16]
- 8/2010. (VIII. 18.) KIM rendelet A választási eljárásról szóló 1997. évi C. törvénynek az országgyűlési képviselők választásán történő végrehajtásáról szóló 35/2009. (XII. 30.) ÖM rendelet és a választási eljárásról szóló 1997. évi C. törvénynek a helyi önkormányzati képviselők és polgármesterek, valamint a kisebbségi önkormányzati képviselők választásán történő végrehajtásáról szóló 5/2010. (VII. 16.) KIM rendelet módosításáról
- 5/2010. (VIII. 18.) NEFMI rendelet a régészeti lelőhelyek feltárásának, illetve a régészeti lelőhely, lelet megtalálója anyagi elismerésének részletes szabályairól
- 10/2010. (VIII. 18.) VM rendelet a felszíni víz vízszennyezettségi határértékeiről és azok alkalmazásának szabályairól [16]
- 11/2010. (VIII. 30.) VM rendelet Az Európai Mezőgazdasági Vidékfejlesztési Alapból a mezőgazdasági területek erdősítéséhez nyújtandó támogatás igénybevételének részletes szabályairól szóló 88/2007. (VIII. 17.) FVM rendelet, valamint egyes erdőtelepítési és erdőfelújítási támogatási FVM rendeletek módosításáról [11]
- 12/2010. (VIII. 30.) VM rendelet Az Európai Mezőgazdasági Vidékfejlesztési Alapból a termelői csoportok létrehozásához és működéséhez nyújtandó támogatások részletes feltételeirő szóló 59/2007. (VII. 10.) FVM rendelet módosításáról
- 13/2020. (VIII. 30.) VM rendelet Az Európai Mezőgazdasági Vidékfejlesztési Alapból finanszírozott egyes agrár-vidékfejlesztési támogatások igénybe-ételéhez kapcsolódó benyújtási határidő módosításáról
- 9/2010. (VIII. 31.) NFM rendelet A transzeurópai hagyományos vasúti rendszer üzemeltetési és forgalomirányítási alrendszerével kapcsolatos kölcsönös átjárhatóságára vonatkozó műszaki előírásokról szóló 18/2010. (III. 12.) KHEM rendelet módosításáról [12]

##### Szeptember
- 6/2010. (IX. 2.) NEFMI rendelet Az egészségügyért felelős miniszter hatáskörébe tartozó egészségügyi szakképesítések megszerzésére irányuló szakmai vizsga szervezésére kijelölt, az egészségügyért felelős miniszter irányítása alá tartózó intézményekről [17]
- 7/2010. (IX. 2.) NEFMI rendelet A kozmetikai termékek biztonságosságáról, gyártási, forgalmazási feltételeirõl és közegészségügyi ellenőrzéséről szóló 40/2001. (XI. 23.) EüM rendelet módosításáról
- 8/2010. (IX. 3.) NEFMI rendelet Egyes szociális tárgyú miniszteri rendeletek módosításáról [18]
- 14/2010. (IX. 3.) VM rendelet Az Európai Mezőgazdasági Vidékfejlesztési Alapból a szaktanácsadási szolgáltatások igénybevételéhez nyújtandó támogatások részletes feltételeiről szóló 52/2007. (VI. 28.) FVM rendelet módosításáról
- 15/2010. (IX. 3.) VM rendelet Az Európai Mezőgazdasági Vidékfejlesztési Alapból a fiatal mezőgazdasági termelők indulásához a 2009. évtõl nyújtandó támogatások részletes feltételeiről szóló 113/2009. (VIII. 29.) FVM rendelet módosításáról
- 13/2010. (IX. 6.) MNB rendelet A kötelező tartalékráta mértékéről [19]
- 5/2010. (IX. 8.) NGM rendelet A kincstári számlavezetés és finanszírozás, a feladatfinanszírozási körbe tartozó előirányzatok felhasználása, valamint egyes államháztartási adatszolgáltatások rendjéről szóló 46/2009. (XII. 30.) PM rendelet módosításáról [20]
- 9/2010. (IX. 17.) NEFMI rendelet A megváltozott munkaképességű személyek foglalkoztatásához nyújtható költségvetési támogatás megállapításának részletes szabályairól szóló 15/2005. (IX.2.) FMM rendelet módosításáról
- 16/2010. (IX. 17.) VM rendelet Az Európai Mezőgazdasági Garancia Alapból a borászati gépek, technológiai berendezések beszerzéséhez nyújtott támogatás igényléséről
- 14/2010. (IX. 21.) MNB rendelet A „Bíró László, a golyóstoll szabadalmaztatója” emlékérme kibocsátásáról
- 10/2010. (IX. 23.) NEFMI rendelet A szakorvos, szakfogorvos, szakgyógyszerész és klinikai szakpszichológus szakképesítés megszerzéséről szóló 66/1999. (XII. 25.) EüM rendelet módosításáról
- 6/2010. (IX. 29.) NGM rendelet A szociális és munkaügyi miniszter hatáskörébe tartozó szakképesítések szakmai és vizsgakövetelményeiről szóló 15/2008. (VIII. 13.) SZMM rendelet, valamint a pénzügyminiszter hatáskörébe tartozó szakképesítések szakmai vizsgáinak szervezésére feljogosított intézményekről szóló 43/2008. (XII. 31.) PM rendelet módosításáról
- 10/2010. (IX. 29.) NFM rendelet A hajózási képesítésekről szóló 15/2001. (IV. 27.) KöViM rendelet, valamint a belvízi utakon közlekedő úszólétesítmények hajózásra alkalmassága és megfelelősége feltételeiről, az üzemképesség vizsgálatáról és tanúsításáról szóló 13/2001. (IV. 10.) KöViM rendelet módosításáról szóló 9/2009. (III. 6.) KHEM rendelet módosításáról
- 11/2010. (IX. 30.) NFM rendelet A földgáz rendszerhasználati díjak megállapításáról szóló 31/2009. (VI. 25.) KHEM rendelet módosításáról
- 12/2010. (IX. 30.) NFM rendelet Az egyetemes szolgáltatók részére vételre felajánlott földgázforrás költségalapú áráról szóló 3/2010. (VI. 30.) NFM rendelet módosításáról
- 17/2010. (IX. 30.) VM rendelet Az Európai Mezőgazdasági Vidékfejlesztési Alapból nem termelő mezőgazdasági beruházásokhoz nyújtandó támogatások részletes feltételeiről szóló 33/2008. (III. 27.) FVM rendelet módosításáról
- 18/2010. (IX. 30.) VM rendelet Az Európai Mezőgazdasági Vidékfejlesztési Alapból az Új Magyarország Vidékfejlesztési Program I. és II. intézkedéscsoportjához kapcsolódó képzések tárgyában nyújtandó támogatások részletes feltételeiről szóló 139/2008. (X. 22.) FVM rendelet, valamint az Európai Mezőgazdasági Vidékfejlesztési Alapból a mezőgazdasági utak fejlesztéséhez nyújtandó támogatások részletes feltételeiről szóló 125/2009. (IX. 29.) FVM rendelet módosításáról
- 19/2010. (IX. 30.) VM rendelet Az Európai Mezőgazdasági Vidékfejlesztési Alapból az erdőszerkezet átalakításához nyújtandó támogatások részletes feltételeiről szóló 139/2009. (X. 22.) FVM rendelet módosításáról

##### Október
- 20/2010. (X. 1.) VM rendelet A termelői csoportokról szóló 81/2004. (V. 4.) FVM rendelet módosításáról [21]
- 15/2010. (X. 5.) HM rendelet A hivatásos és szerződéses katonák, a honvédségi közalkalmazottak egyes pénzbeli szociális juttatásairól szóló 11/2009. (VII. 10.) HM rendelet és a Honvédelmi Minisztérium által nyújtott lakhatási támogatásokról szóló 19/2009. (XII. 29.) HM rendelet módosításáról [15]
- 13/2010. (X. 5.) NFM rendelet A meghatározott össztömeget, tengelyterhelést és méretet meghaladó járművek közlekedéséről
- 11/2010. (X. 6.) NEFMI rendelet A nevelési-oktatási intézmények működéséről szóló 11/1994. (VI. 8.) MKM rendelet, a 2010/2011. tanév rendjéről, valamint egyes oktatási jogszabályok módosításáról szóló 22/2010. (V. 13.) OKM rendelet és a pedagógiai szakszolgálatokról szóló 4/2010. (I. 19.) OKM rendelet módosításáról [14]
- 9/2010. (X. 8.) KIM rendelet A Pálfi István Emlékérem alapításáról és adományozásáról [6]
- 15/2010. (X. 12.) MNB rendelet A pénzforgalom lebonyolításáról szóló 18/2009. (VIII. 6.) MNB rendelet módosításáról [22]
- 3/2010. (X. 12.) KüM rendelet A tartós külszolgálatot teljesítő köztisztviselők és munkavállalók alapellátmányának, illetve ideiglenes külföldi kiküldetése napidíjának összegéről és azok kifizetéséről szóló 7/2009. (VI. 26.) KüM rendelet módosításáról
- 21/2010. (X. 12.) VM rendelet Az Európai Mezőgazdasági Vidékfejlesztési Alapból a védett őshonos és a veszélyeztetett mezőgazdasági állatfajták genetikai állományának tenyésztésben történő megőrzésére nyújtandó támogatások részletes feltételeiről szóló 38/2010. (IV. 15.) FVM rendelet módosításáról
- 2/2010. (X. 15.) BM rendelet Egyes miniszteri rendeletek módosításáról [7]
- 10/2010. (X. 15.) KIM rendelet A fejezeti kezelésű előirányzatokkal kapcsolatos eljárási rendről és hatáskörökről szóló 7/2010. (III. 26.) MeHVM rendelet módosításáról
- 12/2010. (X. 15.) NEFMI rendelet Az Európai Közösségi jog hatálya alá tartozó, feltétel nélkül elismerésre kerülő egyes egészségügyi oklevelek, bizonyítványok és a képesítés megszerzéséről szóló egyéb tanúsítványok megnevezéséről és az ezen okiratok birtokosaival azonos jogállású személyek köréről szóló 4/2008. (I. 16.) EüM rendelet módosításáról
- 22/2010. (X. 15.) VM rendelet az egységes területalapú támogatás, valamint a különleges tejtámogatás összegének megállapításáról, továbbá az Európai Mezőgazdasági Garancia Alapból finanszírozott egységes területalapú támogatás (SAPS), valamint az ahhoz kapcsolódó kiegészítő nemzeti támogatások (top up) 2010. évi igénybevételével kapcsolatos egyes kérdésekről szóló 22/2010. (III. 16.) FVM rendelet, valamint a kiegészítő történelmi bázis jogosultság megállapításáról szóló 160/2008. (XII. 18.) FVM rendelet módosításáról
- 23/2010. (X. 20.) VM rendelet Az Európai Mezőgazdasági Vidékfejlesztési Alapból az állattartó telepek korszerűsítéséhez nyújtandó támogatások részletes feltételeiről szóló 27/2007. (IV. 17.) FVM rendelet módosításáról [2]
- 24/2010. (X. 20.) VM rendelet Az állati hulla elszállítási és ártalmatlanítási költségeinek támogatásáról szóló 56/2008. (IV. 25.) FVM rendelet módosításáról
- 25/2010. (X. 20.) VM rendelet A növényegészségügyi feladatok végrehajtásának részletes szabályairól szóló 7/2001. (I. 17.) FVM rendelet módosításáról
- 3/2010. (X. 21.) BM rendelet A Belügyminisztérium és a belügyminiszter irányítása, illetve felügyelete alá tartozó szervek fontos és bizalmas munkaköreiről és a nemzetbiztonsági ellenőrzés szintjének megállapításáról [9]
- 11/2010. (X. 25.) KIM rendelet a 61/2009. (XII. 14.) IRM rendelet módosításáról és egyes rendelkezéseinek hatályon kívül helyezéséről [23](jogszabályszerkesztés)

##### November
- 15/2010. (XI. 15.) NFM rendelet A Közlekedés Operatív Program 4. prioritásának első konstrukciójára vonatkozó részletes szabályokról szóló 10/2008. (VIII. 1.) NFGM rendelet módosításáról
- 17/2010. (XI. 25.) NFM rendelet A közlekedési, az informatikai és a postaügyi ágazathoz tartozó szakképesítések szakmai és vizsgakövetelményeinek kiadásáról
- 36/2010. (XI. 30.) VM rendelet a Magyar Nemzeti Vidéki Hálózatról

##### December
- 5/2010. (XII. 3.) BM rendelet A Katasztrófa elhárítási célelőirányzatok felhasználásáról
- 17/2010. (XII. 3.) HM rendelet A honvédelmi miniszter által alapítható és adományozható elismerésekről szóló 27/2002. (IV. 17.) HM rendelet módosításáról
- 4/2010. (XII. 3.) KüM rendelet A Külügyminisztérium fejezetnél az egyes fejezeti kezelésű előirányzatok felhasználásának és ellenőrzésének szabályairól szóló 2/2010. (V. 4.) KüM rendelet módosításáról
- 18/2010. (XII. 3.) NFM rendelet Egyes földgázár-szabályozással összefüggő miniszteri rendeletek módosításáról
- 19/2010. (XII. 3.) NFM rendelet Az egyetemes szolgáltatók részére vételre felajánlott földgázforrás és a hazai termelésű földgáz mennyiségéről és áráról, valamint az igénybevételre jogosultak és kötelezettek köréről
- 6/2010. (XII. 10.) BM rendelet a Magyar EU elnökségi feladatok végrehajtásának rendőri biztosítására használt speciális gépjárművek fenntartásáról
- 16/2010. (XII. 15.) KIM rendelet Az európai területi együttműködési csoportosulással kapcsolatos jóváhagyásai eljárás részletes szabályairól
- 10/2010. (XII. 22.) BM rendelet egyes rendvédelmi szervek hivatásos állományú tagjai egészségi, pszichikai és fizikai alkalmasságáról, közalkalmazottai és köztisztviselői munkaköri egészségi alkalmasságáról, a szolgálat-, illetve keresőképtelenség megállapításáról, valamint az egészségügyi alapellátásról szóló 57/2009. (X. 30.) IRM–ÖM–PTNM együttes rendelet módosításáról
- 12/2010. (XII. 23.) BM rendelet Egyes miniszteri rendeleteknek az egyes migrációs tárgyú törvények jogharmonizációs célú módosításáról szóló 2010. évi CXXXV. törvény végrehajtásához szükséges módosításáról szóló BM rendeletről
- 12/2010. (XII. 23.) NGM rendelet A prémiumévek programmal, valamint a különleges foglalkoztatási állománnyal kapcsolatos egyes munkáltatói költségek költségvetési megtérítésének eljárási szabályairól szóló 8/2005. (II. 8.) PM rendelet módosításáról
- 18/2010. (XII. 23.) NEFMI rendelet Egyes egészségügyi tárgyú miniszteri rendeleteknek a naptári napban történő határidő-számítással összefüggésben szükséges módosításáról
- 19/2010. (XII. 23.) NEFMI rendelet A közúti járművezetők egészségi alkalmasságának megállapításáról szóló 13/1992. (VI. 26.) NM rendelet módosításáról
- 30/2010. (XII. 23.) NFM rendelet A vasúti rendszer kölcsönös átjárhatóságáról
- 31/2010. (XII. 23.) NFM rendelet A vasúti járművek üzembehelyezése engedélyezéséről, időszakos vizsgálatáról és hatósági nyilvántartásáról
- 32/2010. (XII. 23.) NFM rendelet A villamos energia rendszerhasználati díjakról szóló 119/2007. (XII. 29.) GKM rendelet módosításáról
- 45/2010. (XII. 23.) VM rendelet Az egyes veszélyes anyagok elektromos és elektronikai berendezésekben való alkalmazásának korlátozásáról szóló 16/2004. (X. 8.) KvVM rendelet módosításáról
- 13/2010. (XII. 28.) BM rendelet Az egyes miniszteri rendeleteknek a naptári napban való határidő-számítással összefüggésben történő módosításáról
- 22/2010. (XII. 28.) KIM rendelet A pártfogó felügyelői, jogi segítségnyújtó és áldozatsegítő szolgálatként, valamint kárpótlási hatóságként kijelölt szervnél működő pártfogó felügyelők, kormánytisztviselők és kormányzati ügykezelők ügyviteli vizsgájáról
- 23/2010. (XII. 28.) KIM rendelet A Magyar Szabadalmi Hivatal előtti iparjogvédelmi eljárások igazgatási szolgáltatási díjairól szóló 19/2005. (IV. 12.) GKM rendelet módosításáról
- 24/2010. (XII. 28.) KIM rendelet A szerzői és szomszédos jogok közös kezelését végző egyesületek nyilvántartásának szabályairól
- 25/2010. (XII. 28.) KIM rendelet A szerzői és szomszédos jogok közös kezelését végző egyesületek felügyeleti díjára vonatkozó részletes szabályok-ról
- 26/2010. (XII. 28.) KIM rendelet Az önkéntes műnyilvántartás részletes szabályairól
- 27/2010. (XII. 28.) KIM rendelet Egyes iparjogvédelmi tárgyú miniszteri rendeletek módosításáról
- 14/2010. (XII. 28.) NGM rendelet A kiemelt adózók kijelöléséről, valamint az adóteljesítmény számítási módjáról és az alkalmazásával megállapított értékhatárokról szóló 37/2006. (XII. 25.) PM rendelet módosításáról
- 15/2010. (XII. 28.) NGM rendelet A közhasznú tevékenységet folytató személyt, szervezetet, továbbá a külföldi illetőségű adományozót és a tőle származó pénzbeni adomány kedvezményezettjét terhelő igazolási kötelezettségekről, valamint az általános forgalmi adó-visszatéríttetési kérelmek kötelező adattartalmáról és az utólagos általános forgalmi adóvisszatérítés egyes eljárási szabályairól
- 16/2010 (XII. 28.) NGM rendelet A Nemzeti Adó- és Vámhivatalnál alkalmazásra kerülő kényszerítő eszközök rendszeresítésére vonatkozó eljárási szabályokról és a rendszeresíthető kényszerítő eszközök típusairól és fajtáiról
- 20/2010. (XII. 28.) NEFMI rendelet A gyógyászati segédeszközök társadalombiztosítási támogatásba történő befogadásáról, támogatással történő rendeléséről, forgalmazásáról, javításáról és kölcsönzéséről szóló 14/2007. (III. 14.) EüM rendelet módosításáról
- 33/2010. (XII. 28.) NFM rendelet Az autópályák, autóutak és főutak használatának díjáról szóló 36/2007. (III. 26.) GKM rendelet módosításáról
- 21/2010. (XII. 30.) NEFMI rendelet A gondozási szükséglet, valamint az egészségi állapoton alapuló szociális rászorultság vizsgálatának és igazolásának részletes szabályairól szóló 36/2007. (XII. 22.) SZMM rendelet módosításáról
- 22/2010. (XII. 30.) NEFMI rendelet A szociális módszertani intézmények kijelöléséről és feladatairól, valamint a szociális szolgáltatók, intézmények engedélyezési eljárásának szakértői díjáról szóló 3/2008. (IV. 15.) SZMM rendelet módosításáról
- 23/2010. (XII. 30.) NEFMI rendelet A megváltozott munkaképességű személyek foglalkoztatásához nyújtható költségvetési támogatás megállapításának részletes szabályairól szóló 15/2005. (IX. 2.) FMM rendelet módosításáról
- 24/2010. (XII. 30.) NEFMI rendelet A Nemzeti Család- és Szociálpolitikai Intézet feladatainak megállapításával összefüggő egyes miniszteri rendeletek módosításáról
- 25/2010. (XII. 30.) NEFMI rendelet A Nemzeti Rehabilitációs és Szociális Hivatal feladatainak megállapításával összefüggő egyes miniszteri rendeletek módosításáról
- 26/2010. (XII. 30.) NEFMI rendelet A személyes gondoskodást nyújtó szociális intézmények szakmai feladatairól és működésük feltételeiről szóló 1/2000. (I. 7.) SZCSM rendelet módosításáról
- 27/2010. (XII. 30.) NEFMI rendelet A személyes gondoskodást nyújtó szociális ellátások igénybevételéről szóló 9/1999. (XI. 24.) SZCSM rendelet módosításáról
- 28/2010. (XII. 30.) NEFMI rendeletA személyes gondoskodást nyújtó gyermekjóléti, gyermekvédelmi intézmények, valamint személyek szakmai feladatairól és működésük feltételeiről szóló 15/1998. (IV. 30.) NM rendelet, a helyettes szülők, a nevelőszülők, a családi napközit működtetők képzésének szakmai és vizsgakövetelményeiről, valamint az örökbefogadás előtti tanácsadásról és felkészítő tanfolyamról szóló 29/2003. (V. 20.) ESZCSM rendelet és a javítóintézetek rendtartásáról szóló 30/1997. (X. 11.) NM rendelet módosításáról
- 4/2010. (XII. 31.) BM rendelet A belügyminiszter irányítása alá tartozó szemek, valamint a hivatásos tűzoltóságok egyenruha-ellátásra jogosult személyi állományának ruházati és öltözködési szabályzatáról [5]
- 28/2010. (XII.31.) KIM rendelet A közjegyzői eljárásokkal kapcsolatos egyes rendeletek módosításáról
- 29/2010. (XII. 31.) KIM rendelet A hagyatéki eljárás egyes cselekményeiről
- 30/2010. (XII. 31.) KIM rendelet Az egyes miniszteri rendeleteknek az államigazgatási szemek területi integrációjával összefüggő módosításáról
- 19/2010. (XII. 31.) NGM rendelet A pénzügyi szolgáltatás közvetítői hatósági képzés követelményrendszeréről és a hatósági vizsgáról szóló 18/2010. (IV. 29.) PM rendelet módosításáról
- 20/2010. (XII. 31.) NGM rendelet A Magyar Kereskedelmi Engedélyezési Hivatal műszaki biztonsági, valamint hatáskörébe utalt építésügyi hatósági eljárásokért fizetendő igazgatási szolgáltatási díjakról
- 21/2010. (XII. 31.) NGM rendelet Az önkormányzati adóhatóságok által rendszeresíthető bevallási, bejelentési nyomtatványok tartalmáról szóló 35/2008. (XII. 31.) PM rendelet módosításáról
- 35/2010. (XII. 31.) NFM rendelet Egyes folyékony tüzelő- és fűtőanyagok kéntartalmának csökkentéséről szóló 17/2003. (IV. 4.) GKM-KvVM-PM együttes rendelet módosításáról
- 36/2010. (XII. 31.) NFM rendelet A bioüzemanyag fenntarthatósági követelményeknek való megfelelésével kapcsolatos üvegházhatású-gázkibocsátás elkerülés kiszámításának szabályairól
- 46/2010. (XII. 31.) VM rendelet Az Európai Mezőgazdasági Vidékfejlesztési Alapból az agrár-erdészeti rendszerek mezőgazdasági földterületeken történő első létrehozásához nyújtandó támogatás igénybevételének részletes szabályairól szóló 46/2009. (IV. 16.) FVM rendelet, valamint az Európai Mezőgazdasági Vidékfejlesztési Alapból a mezőgazdasági területek erdősítéséhez nyújtandó támogatás igénybevételének részletes szabályairól szóló 88/2007. (VIII. 17.) FVM rendelet módosításáról
- 47/2010. (XII. 31.) VM rendelet A Magyar Méhészeti Nemzeti Program alapján a 2010-2013 közötti végrehajtási időszakokban a központi költségvetés, valamint az Európai Mezőgazdasági Garancia Alap társfinanszírozásában megvalósuló támogatások igénybevételének szabályairól
- 48/2010. (XII. 31.) VM rendelet A Nemzeti Diverzifikációs Program keretében megvalósuló támogatások igénybevételének általános szabályairól szóló 144/2009. (XI. 6.) FVM rendelet, valamint a zöldség, gyümölcs és a dohány szerkezetátalakítási nemzeti program Európai Mezőgazdasági Garancia Alapból finanszírozott különleges támogatásának igénybevételéhez kapcsolódó feltételek megállapításáról szóló 29/2010. (III.30.) FVM rendelet módosításáról [5]

#### Kormányhatározatok

##### Január (1001−1017)
- 1001/2010. (I. 14.) Korm. határozat (?) A Kossuth- és Széchenyi-díj Bizottság tagja kinevezéséről
- 1002/2010. (I. 19.) Korm. határozat A 2010. évi központi költségvetés általános tartalékának előirányzatából történő felhasználásról
- 1003/2010. (I. 19.) Korm. határozat Döntési moratórium elrendeléséről
- 1004/2010. (I.21.) Korm. határozat A Nők és Férfiak Társadalmi Egyenlőségét Elősegítő Nemzeti Stratégia – Irányok és Célok 2010-2021
- 1005/2010. (I.21.) Korm. határozat A Nemzeti Éghajlatváltozási Programról
- 1006/2010. (I. 21.) Korm. határozat A Magyar Köztársaság és az Indiai Köztársaság között a szociális biztonságról szóló Egyezmény szövegének végleges megállapítására adott felhatalmazásról
- 1007/2010. (I. 21.) Korm. határozat A Miniszterelnöki Hivatalban, a minisztériumokban, az igazgatási és az igazgatás jellegű tevékenységet ellátó központi költségvetési szerveknél foglalkoztatottak létszámáról szóló 2057/2008. (V. 14.) Korm. határozat módosításáról
- 1008/2010. (I. 22.) Korm. határozat A Magyar Köztársaság és az Európai Unió közötti Harmadik Kiegészítő Egyetértési Megállapodás szövegének végleges megállapítására adott felhatalmazásról
- 1009/2010. (I. 22.) Korm. határozat A Magyar Köztársaság Kormánya, a Dán Királyság Kormánya, az Egyesült Királyság Kormánya, a Francia Köztársaság Kormánya, a Görög Köztársaság Kormánya, a Lengyel Köztársaság Kormánya, a Német Szövetségi Köztársaság Kormánya, az Olasz Köztársaság Kormánya, az Orosz Föderáció Kormánya, a Szlovák Köztársaság Kormánya, a Spanyol Királyság Kormánya, a Svájci Konföderáció Kormánya és a Svéd Királyság Kormánya között az Európai Röntgen-szabadelektronlézer Létesítmény (European X-Ray Free-Electron Laser, XFEL) építéséről és üzemeltetéséről szóló Egyezmény szövegének végleges megállapítására adott felhatalmazásról
- 1010/2010. (I. 22.) Korm. határozat A Közép-európai légiforgalmi szolgálatokról (CEATS) szóló Megállapodások felmondásáról rendelkező CEATS Felmondási Megállapodás szövegének végleges megállapítására adott felhatalmazásról
- 1011/2010. (I. 22.) Korm. határozat A Széchenyi Kártya Program folytatásáról
- 1012/2010. (I. 22.) Korm. határozat A Nemzeti Ifjúsági Stratégia 2010–2011. évekre vonatkozó cselekvési tervéről
- 1013/2010. (I. 22.) Korm. határozat Az Ifjúsági Koordinációs Bizottság felállításáról
- 1014/2010. (I. 28.) Korm. határozat Az afganisztáni Nemzetközi Biztonsági Közreműködő Erők (ISAF) műveleteiben történő további magyar katonai szerepvállalásról szóló 2186/2008. (XII. 29.) Korm. határozat módosításáról
- 1015/2010. (I. 28.) Korm. határozat Az Oktatásért Közalapítvány alapító okiratának módosításáról
- 1016/2010. (I. 28.) Korm. határozat A 2010. évi központi költségvetés általános tartalékának előirányzatából történő felhasználásról
- 1017/2010. (I. 29.) Korm. határozatA Nemzeti Közlekedési Hatóság gazdálkodását érintő egyes kérdésekről

##### Február (1018−1051)
- 1018/2010. (II. 2.) Korm. határozat a Magyar Köztársaság Kormánya és az Amerikai Egyesült Államok Kormánya között a jövedelemadók területén a kettős adóztatás elkerüléséről és az adóztatás kijátszásának megakadályozásáról szóló Egyezmény szövegének végleges megállapítására adott felhatalmazásról
- 1019/2010. (II. 4.) Korm. határozat Az Önkormányzati Minisztérium 2009. évi kötelezettségvállalással nem terhelt maradványának átcsoportosításáról
- 1020/2010. (II. 5.) Korm. határozat A Magyar Köztársaság Kormánya és a Ciprusi Köztársaság Kormánya közötti kétoldalú kutatás-fejlesztési együttműködésről szóló megállapodás szövegének végleges megállapítására adott felhatalmazásról
- 1021/2010. (III. 5.) Korm. határozat A Magyar—Román Kisebbségügyi Együttműködési Szakbizottság VII. és a Magyar—Szlovák Kisebbségi Vegyes Bizottság IX. ülésén elfogadott ajánlások jóváhagyásáról
- 1022/2010. (II. 5.) Korm. határozat A Magyar Köztársaság Kormánya és a Szíriai Arab Köztársaság Kormánya között a gazdasági együttműködésről szóló megállapodás szövegének végleges megállapítására adott felhatalmazásról
- 1023/2010. (II. 5.) Korm. határozat A Fogyatékos Személyek Esélyegyenlőségéért Közalapítvány Alapító Okiratának módosításáról
- 1024/2010. (II. 5.) Korm. határozat Az egységes európai igazságügyi portál létrehozásához kötődő hazai feladatokról
- 1025/2010. (II. 5.) Korm. határozat A Kormány 2010. I. félévi munkatervéről
- 1026/2010. (II. 5.) Korm. határozat A Magyar Köztársaság és a Kambodzsai Királyság között a beruházások ösztönzéséről és kölcsönös védelméről szóló Megállapodás létrehozására adott felhatalmazásról
- 1027/2010. (II. 9.) Korm. határozat Az Európai Összehasonlító Kisebbségkutatások Közalapítvány alapító okiratának módosításáról
- 1028/2010. (II. 9.) Korm. határozat A Magyar Köztársaság Kormánya és az Amerikai Egyesült Államok Kormánya közötti tudományos és technológiai együttműködési megállapodás szövegének végleges megállapítására adott felhatalmazásról
- 1029/2010. (II. 9.) Korm. határozat A Stratégiai Légiszállítási Képességről szóló többoldalú Egyetértési Megállapodás első módosításáról szóló Megállapodás szövegének végleges megállapítására adott felhatalmazásról
- 1030/2010. (II. 9.) Korm. határozat A „Sikeres Magyarországért” Önkormányzati Infrastruktúrafejlesztési Hitelprogram és az Új Magyarország Vállalkozásfejlesztési Hitelprogram keretösszegének emeléséről
- 1031/2010. (II. 9.) Korm. határozat A Magyar Mozgókép Közalapítvány alapító okiratának módosításáról
- 1032/2010. (II. 9.) Korm. határozat A Tiszavasvári Város Önkormányzat tulajdonában lévő hulladéklerakó telep környezeti kármentesítéséről szóló 1229/2009. (XII. 29.) Korm. határozat módosításáról
- 1033/2010. (II. 9.) Korm. határozat A 2010. évi központi költségvetés címrendjének módosításáról
- 1034/2010. (II. 12.) Korm. határozat A 2010.évi központi költségvetés általános tartalékának előirányzatából történő felhasználásról
- 1035/2010. (II. 12.) Korm. határozat A központi költségvetési szerveknél foglalkoztatottak 2010. évben fizetendő eseti kereset-kiegészítésének finanszírozásáról
- 1036/2010. (II. 14.) Korm. határozat A 2010. évi központi költségvetés általános tartalékának előirányzatából történő felhasználásról
- 1037/2010. (II. 17.) Korm. határozat A stabilitási tartalék felhasználásának feltételéről
- 1038/2010. (II. 18.) Korm. határozat Az új Országos Fogyatékosügyi Program végrehajtásának 2007–2010. évekre vonatkozó középtávú intézkedési tervéről szóló 1062/2007. (VIII. 7.) Korm. határozat módosításáról
- 1039/2010. (II. 22.) Korm. határozat A Szociális és Munkaügyi Minisztérium 2009. évi kötelezettségvállalással nem terhelt maradványának átcsoportosításáról
- 1040/2010. (II. 23.) Korm. határozat A Magyar Köztársaság Kormánya és a Horvát Köztársaság Kormánya között a közös államhatárt keresztező villamos távvezetékek építésével, üzemeltetésével, fenntartásával, rekonstrukciójával és üzemzavar-elhárításával kapcsolatos együttműködésről szóló Megállapodás szövegének végleges megállapítására adott felhatalmazásról
- 1041/2010. (II. 22.) Korm. határozat A központi költségvetési szerveknél foglalkoztatottak 2010. évben fizetendő eseti kereset-kiegészítésének finanszírozásáról szóló 1035/2010. (II. 12.) Korm. határozat módosításáról
- 1042/2010. (II. 23.) Korm. határozat A Közlekedési, Hírközlési és Energiaügyi Minisztérium 2009. évi kötelezettségvállalással nem terhelt maradványának átcsoportosításáról
- 1043/2010. (II. 26.) Korm. határozat A Magyar Köztársaság Kormánya és az Algériai Demokratikus és Népi Köztársaság Kormánya között a gazdasági együttműködésről szóló megállapodás szövegének végleges megállapítására adott felhatalmazásról
- 1044/2010. (II. 26.) Korm. határozat A Magyar Köztársaság Kormánya és a Vallon Kormány, valamint a Belgiumi Francia Közösség közötti együttműködési megállapodás jegyzőkönyve szövegének végleges megállapítására adott felhatalmazásról
- 1045/2010. (II. 26.) Korm. határozat Az Európai Mezőgazdasági Garancia Alapból fizetendő 2010. évi egységes területalapú támogatáshoz (SAPS) nyújtandó nemzeti kiegészítő támogatás (top up) forrásáról
- 1046/2010. (II. 26.) Korm. határozat Egyes határátlépéssel járó csapatmozgások engedélyezéséről
- 1047/2010. (II. 26.) Korm. határozat Költségvetési fejezetek közötti előirányzat-átcsoportosításról
- 1048/2010. (II. 26.) Korm. határozat A Nemzeti Digitális Közmű projekt megvalósításáról
- 1049/2010. (II. 26.) Korm. határozat A Miniszterelnöki Hivatalban, a minisztériumokban, az igazgatási és az igazgatás jellegű tevékenységet ellátó központi költségvetési szerveknél foglalkoztatottak létszámáról szóló 2057/2008. (V. 14.) Korm. határozat módosításáról
- 1050/2010. (II. 26.) Korm. határozat A döntési moratórium elrendeléséről szóló 1003/2010. (I. 19.) Korm. határozat módosításáról
- 1051/2010. (II. 26.) Korm. határozat A MALÉV Magyar Légiközlekedési Zártkörűen Működő Részvénytársaságban történő magyar állami tulajdonszerzésről

##### Március (1052−1082)
- 1052/2010. (III. 2.) Korm. határozat A 2010. évi központi költségvetés általános tartalékának előirányzatából történő felhasználásról és a Malév Magyar Légiközlekedési Zrt. tőkehelyzetének rendezéséről
- 1053/2010. (III. 2.) Korm. határozat Az Uniós fejlesztések fejezet 2009. évi kötelezettségvállalással nem terhelt maradványának átcsoportosításáról
- 1054/2010. (III. 5.) Korm. határozat Az MFB Közösségi Közlekedésfejlesztési Hitelprogram meghirdetéséről
- 1055/2010. (III. 5.) Korm. határozat A védelmi felkészítés egyes kérdéseiről
- 1056/2010. (III. 5.) Korm. határozat A 2010. évi központi költségvetés általános tartalékának előirányzatából történő felhasználásról
- 1057/2010. (III. 5.) Korm. határozat A 2010. évi központi költségvetés általános tartalékának előirányzatából történő felhasználásról
- 1058/2010. (III. 5.) Korm. határozat Az ELI (Extreme Light Infrastructure) integrált európai kutatási nagyberendezés I. fázisának magyarországi megvalósítása érdekében szükséges intézkedésekről és feladatokról
- 1059/2010. (III. 5.) Korm. határozat Az afganisztáni Nemzetközi Biztonsági Közreműködő Erők (ISAF) műveleteiben történő további magyar katonai szerepvállalásról szóló 2186/2008. (XII. 29.) Korm. határozat módosításáról szóló 1014/2010. (I. 28.) Korm. határozat módosításáról
- 1060/2010. (III. 5.) Korm. határozat A Miniszterelnökség fejezet, az Önkormányzati Minisztérium és a Szociális és Munkaügyi Minisztérium 2009. évi kötelezettségvállalással nem terhelt maradványának átcsoportosításáról
- 1061/2010. (III. 11.) Korm. határozat A 2010. évi központi költségvetés általános tartalékának előirányzatából történő felhasználásról
- 1062/2010. (III. 15.) Korm. határozat A Magyar Köztársaság Kiváló Művésze, a Magyar Köztársaság Érdemes Művésze és a Magyar Köztársaság Babérkoszorú-díjak 2010. évi adományozásáról
- 1063/2010. (III. 15.) Korm. határozat A „Márciusi Ifjak Díj – a fiatal magyar tehetségekért" 2010. évi adományozásáról
- 1064/2010. (III. 16.) Korm. határozat A rendelkezésre állási támogatásra jogosult személyek foglalkoztatásának támogatásához szükséges költségvetési forrás átcsoportosításáról
- 1065/2010. (III. 16.) Korm. határozat Az Új Magyarország Fejlesztési Terv Társadalmi Infrastruktúra Operatív Program 2.2.4. „Struktúraváltoztatást támogató infrastruktúrafejlesztés a fekvőbeteg szakellátásban” című 2009.évi pályázatával, valamint a Társadalmi Infrastruktúra Operatív Program 2.2.2. „Sürgősségi ellátás fejlesztése – SO1 és SO2 (és ezeken belül gyermek sürgősségi ellátás) támogatására” című pályázatával összefüggő egyes többletkapacitások előzetes befogadásáról
- 1066/2010. (III. 18.) Korm. határozat Az Új Magyarország Agrár Forgóeszköz Hitelprogramról szóló 1008/2008. (II. 23.) Korm. határozat egyes feltételeinek módosításáról
- 1067/2010. (III. 18.) Korm. határozat Az Országos Foglalkoztatási Közalapítvány Alapító Okiratának módosításáról
- 1068/2010. (III. 18.) Korm. határozat A Magyar Honvédség irányításának és felsőszintű vezetésének rendjéről szóló 2134/2006. (VII. 27.) Korm. határozat módosításáról
- 1069/2010. (III. 18.) Korm. határozat A 2010. évi központi költségvetés általános tartalékának előirányzatából történő felhasználásról
- 1070/2010. (III. 18.) Korm. határozat A 2010. évi központi költségvetés általános tartalékának előirányzatából történő felhasználásról, valamint az Igazságügyi és Rendészeti Minisztérium felhatalmazásáról közbeszerzési eljárása kiírására és intézkedési terv készítéséről
- 1071/2010. (III. 19.) Korm. határozat A Magyar Nemzeti Vagyonkezelő Zrt. a Magyar Állam tulajdonában lévő, az Országos Onkológiai Intézet vagyonkezelésében álló ingatlan vagyonkezelésbe adására és rehabilitációs központ létrehozására irányuló pályázatával összefüggő többletkapacitások előzetes befogadásáról
- 1072/2010. (III. 24.) Korm. határozat A Kormány irányítási és felügyeleti jogkörébe tartozó költségvetési fejezetek 2011-2013. évi költségvetési támogatási keretszámairól
- 1073/2010. (III. 25.) Korm. határozat A Magyar Köztársaság Kormánya és az Albán Köztársaság Minisztertanácsa között a gazdasági együttműködésről szóló megállapodás szövegének végleges megállapítására adott felhatalmazásról
- 1074/2010. (III. 25.) Korm. határozat A trópusi faanyagokról szóló 2006. évi nemzetközi megállapodás szövegének végleges megállapítására adott felhatalmazásról
- 1075/2010. (III. 25.) Korm. határozat A 2010. évi központi költségvetés általános tartalékának előirányzatából történő felhasználásról
- 1076/2010. (III. 31.) Korm. határozat Magyarország Módosított Nemzeti Energiahatékonysági Cselekvési Tervéről
- 1077/2010. (III. 31.) Korm. határozat A Komplex telep-program 2010–2014 című pályázatról
- 1078/2010. (III. 31.) Korm. határozat A Vám- és Pénzügyőrségnél foglalkoztatottak létszámáról
- 1079/2010. (III. 31.) Korm. határozat A fejezetek egyensúlyi tartalékának és a központi egyensúlyi tartalék felhasználásáról, illetve a 2008. évi központi költségvetés általános tartalékát érintő egyes intézkedésekről szóló 2177/2008. (XII. 18.) Korm. határozat módosításáról
- 1080/2010. (III. 31.) Korm. határozat A Magyar Köztársaság Kormánya és a Szerb Köztársaság Kormánya között a honvédelem terén folytatott együttműködésről szóló megállapodás szövegének végleges megállapítására adott felhatalmazásról
- 1081/2010. (III. 31.) Korm. határozat Az Új Magyarország Fejlesztési Terv Társadalmi Infrastruktúra Operatív Program 2.1.3. „Aktív kórházi ellátásokat kiváltó járóbeteg szolgáltatások fejlesztése” című 2010. évi pályázatával összefüggő többletkapacitásokelőzetes befogadásáról, valamint a Társadalmi Infrastruktúra Operatív Program járóbeteg szakellátás fejlesztésével kapcsolatos 2008. évi pályázataival összefüggésben befogadott többletkapacitásokról
- 1082/2010. (III. 31.) Korm. határozat Az Ady Endre Tehetséggondozó Ösztöndíj létrehozásáról, valamint a Nemzeti Tehetség Program végrehajtásának 2009–2010. évi cselekvési programjáról szóló 1120/2009. (VII. 23.) Korm. határozat módosításáról

##### Április (1083−1106)
- 1083/2010. (IV. 9.) Korm. határozat A Magyar–Horvát Kisebbségi Vegyes Bizottság XI., a Magyar–Szlovén Kisebbségi Vegyes Bizottság XI. és a Magyar–Szerb Kisebbségi Vegyes Bizottság III. ülésén elfogadott ajánlások jóváhagyásáról
- 1084/2010. (IV. 9.) Korm. határozat A diplomáciai kapcsolatok felvételéről a Bhutáni Királysággal
- 1085/2010. (IV. 9.) Korm. határozat Az ISPA/KA vasúti projektek költségnövekedésének finanszírozásáról szóló 2296/2005. (XII. 23.) Korm. határozatban, valamint a Kohéziós Alap támogatással megvalósuló vasúti projektek költségnövekedésének finanszírozásáról szóló 2243/2007. (XII. 23.) Korm. határozatban biztosított többlet költségvetési források projektek közötti átcsoportosításáról
- 1086/2010. (IV. 9.) Korm. határozat A magyar légtér igénybevételéért fizetendő díjak fizetésével és a léginavigációs szolgálat biztosításának költségeivel összefüggő feladatokról
- 1087/2010. (IV. 9.) Korm. határozat Az Idősügyi Nemzeti Stratégia I. Cselekvési Terv 2010–2012.
- 1088/2010. (IV. 9.) Korm. határozat A 2010. évi központi költségvetés általános tartalékának előirányzatából történő felhasználásról
- 1089/2010. (IV. 9.) Korm. határozat A Szociális és Munkaügyi Minisztérium 2009. évi, kötelezettségvállalással nem terhelt maradványának átcsoportosításáról
- 1090/2010. (IV. 9.) Korm. határozat A 2010. évi központi költségvetés általános tartalékának előirányzatából történő felhasználásról
- 1091/2010. (IV. 13.) Korm. határozat A 2010.évi központi költségvetés általános tartalékának előirányzatából történő felhasználásról
- 1092/2010. (IV. 15.) Korm. határozat Egyes honvédelmi szempontból feleslegessé nyilvánított állami tulajdonú ingatlanok elidegenítésének előzetes engedélyezéséről
- 1093/2010. (IV. 21.) Korm. határozat A Magyar Köztársaság Kormánya és Hongkongnak, a Kínai Népköztársaság Különleges Közigazgatási Területének Kormánya között a kettős adóztatás elkerüléséről és az adóztatás kijátszásának megakadályozásáról a jövedelemadók területén tárgyú Egyezmény szövegének végleges megállapítására adott felhatalmazásról
- 1094/2010. (IV. 21.) Korm. határozat A Tajpeji Magyar Kereskedelmi Iroda és a Magyarországi Tajpej Képviseleti Iroda között akettős adóztatás elkerüléséről és az adóztatás kijátszásának megakadályozásáról a jövedelemadók területén tárgyú Egyezmény szövegének végleges megállapítására adott felhatalmazásról
- 1095/2010. (IV. 21.) Korm. határozat A Nők és Férfiak Társadalmi Egyenlőségét Elősegítő Nemzeti Stratégia I. Intézkedési Tervéről (2010–2011)
- 1096/2010. (IV. 21.) Korm. határozat Időspolitikai Tárcaközi Bizottság felállításáról
- 1097/2010. (IV. 21.) Korm. határozat Az Uniós fejlesztések fejezet 2009.évi kötelezettségvállalással nem terhelt maradványának átcsoportosításáról
- 1098/2010. (IV. 23.) Korm. határozat A 2010. évi központi költségvetés általános tartalékának előirányzatából történő felhasználásról
- 1099/2010. (IV. 23.) Korm. határozat A központi költségvetési fejezetek 2009. évi kötelezettségvállalással nem terhelt előirányzat-maradványainak kezeléséről
- 1100/2010. (IV. 28.) Korm. határozat Az Európai Uniónak a szomáliai biztonsági erők kiképzésére irányuló missziójához ("EUTM Somalia") történő magyar katonai hozzájárulásról
- 1101/2010. (IV. 28.) Korm. határozat Az Európai Uniónak a Tanács keretében ülésező tagállamai között az Európai Unió érdekében kicserélt minősített adatok védelméről szóló Megállapodás szövegének végleges megállapítására adott felhatalmazásról
- 1102/2010. (IV. 28.) Korm. határozat Az oktatási célú humánszolgáltatást nyújtó nem állami fenntartókat megillető központi támogatás megállapításával, folyósításával és a felhasználás ellenőrzésével kapcsolatos többletfeladatok ellátására felhasználható összeg meghatározásáról
- 1103/2010. (IV. 29.) Korm. határozat Az Új Magyarország Fejlesztési Terv Társadalmi Infrastruktúra Operatív Program 2.2.5 „Korszerű regionális onkológiai hálózat kialakítása” című 2009. évi pályázatával összefüggő többletkapacitások előzetes befogadásáról
- 1104/2010. (IV. 29.) Korm. határozat Az állami nyilvántartásokban jogszabály alapján nyilvántartandó adatok körének átláthatóságát, az állami nyilvántartások hatékonyságát biztosító, és a változásbejelentés egyszerűsítését szolgáló kormányzati intézkedésekről
- 1105/2010. (IV. 30.) Korm. határozat Az engedélyezett létszámon felüli határozott idejű köztisztviselői többletlétszám biztosításáról
- 1106/2010. (IV. 30.) Korm. határozat A TE Ganz-Röck Zrt. részére nyújtandó megmentési és szerkezetátalakítási költségvetési készfizető kezességvállalásról

##### Május (1107−1128)
- 1107/2010. (V. 4.) Korm. határozat A Közép-Európai Felsőoktatási Csereprogramról szóló egyezmény (CEEPUS III.) szövegének végleges megállapítására adott felhatalmazásról
- 1108/2010. (V. 4.) Korm. határozat Köztársasági Érdemjel adományozásáról
- 1109/2010. (V. 5.) Korm. határozat Az egyrészről az Európai Unió és tagállamai, másrészről a Koreai Köztársaság közötti keret-megállapodás szövegének végleges megállapításáról és kihirdetéséről
- 1110/2010. (V. 6.) Korm. határozat A Magyar Köztársaság Kormánya és Románia Kormánya között a magyar—román államhatárt keresztező földgázszállító vezetékekkel, valamint villamos távvezetékekkel kapcsolatos együttműködésről szóló megállapodás szövegének végleges megállapítására adott felhatalmazásról
- 1111/2010. (V. 6.) Korm. határozat A katasztrófavédelmi felkészülés és megelőzés egyes kérdéseiről
- 1112/2010. (V. 6.) Korm. határozat Egyes kormányhatározatok módosításáról
- 1113/2010. (V. 11.) Korm. határozat A Holocaust Dokumentációs Központ és Emlékgyűjtemény Közalapítvány Alapító Okiratának módosításáról
- 1114/2010. (V. 11.) Korm. határozat Az év közben felmerülő rendkívüli kiadások fedezetére szolgáló Gyógyító-megelőző ellátás céltartalék előirányzatának átcsoportosításáról
- 1115/2010. (V. 11.) Korm. határozat A 2010. évi, határátlépéssel járó csapatmozgások engedélyezéséről szóló 1221/2009. (XII. 28.) Korm. határozat, valamint egyes határátlépéssel járó csapatmozgások engedélyezéséről szóló 1046/2010. (II. 26.) Korm. határozat módosításáról
- 1116/2010. (V. 11.) Korm. határozat A 2010. évi központi költségvetés általános és céltartalékának előirányzatából történő felhasználásról
- 1117/2010. (V. 12.) Korm. határozat Egyes kormányhatározatok hatályon kívül helyezéséről
- 1118/2010. (V. 12.) Korm. határozat A Magyar Honvédség 10 éves stratégiai terveivel, valamint a NATO/EU tervezési dokumentumokkal kapcsolatos feladatokról szóló 2084/2008. (VII. 8.) Korm. határozat módosításáról
- 1119/2010. (V. 13.) Korm. határozat A központi államigazgatási szervekről, valamint a Kormány tagjai és az államtitkárok jogállásáról szóló 2006. évi LVII. törvény 25. § (1) bekezdésében meghatározott egyes testületek működésének felülvizsgálatáról
- 1120/2010. (V. 13.) Korm. határozat A központi költségvetési szerveknél foglalkoztatottak 2010. évben fizetett eseti kereset-kiegészítésének elszámolásáról
- 1121/2010. (V. 13.) Korm. határozat A Nabucco Gas Pipeline International GmbH. által megvalósítandó, a Nabucco gázvezeték magyarországi szakaszának kiépítésével összefüggő egyes feladatokról
- 1122/2010. (V. 13.) Korm. határozat Az afganisztáni Nemzetközi Biztonsági Közreműködő Erők (ISAF) műveleteiben történő magyar katonai részvétel engedélyezéséről szóló 2113/2008. (VIII. 27.) Korm. határozat módosításáról
- 1123/2010. (V. 13.) Korm. határozat A Magyarországi Zsidó Örökség Közalapítvány Alapító Okiratának módosításáról
- 1124/2010. (V. 13.) Korm. határozat A központi költségvetési fejezetek 2009. évi kötelezettségvállalással nem terhelt előirányzat-maradványainak átcsoportosításáról
- 1125/2010. (V. 13.) Korm. határozat A minősített adat elektronikus biztonságának megteremtéséhez szükséges költségkihatások vizsgálatáról
- 1126/2010. (V. 19.) Korm. határozat A központi költségvetési fejezetek 2009. évi kötelezettségvállalással nem terhelt előirányzat-maradványainak átcsoportosításáról szóló 1124/2010. (V. 13.) Korm. határozat módosításáról
- 1127/2010. (V. 21.) Korm. határozat Magyarország vízgyűjtő-gazdálkodási tervéről
- 1128/2010. (V. 25.) Korm. határozat A 2010. évi központi költségvetés általános tartalékának előirányzatából történő felhasználásról [24]

##### Június (1129−1136)
- 1129/2010. (VI. 10.) Korm. határozat Az új polgári törvénykönyv megalkotásáról
- 1130/2010. (VI. 10.) Korm. határozat A Kormány vagy miniszter irányítása, illetve felügyelete alá tartozó egyes költségvetési szervek létszámgazdálkodását érintő átmeneti intézkedésekről szóló 1127/2009. (VII. 29.) Korm. határozat hatályon kívül helyezéséről és az ezzel kapcsolatos feladatokról
- 1131/2010. (VI. 14.) Korm. határozat A 2010. évi központi költségvetés általános tartalékának előirányzatából történő felhasználásról
- 1132/2010. (VI. 18.) Korm. határozat A 2010. évi költségvetéssel összefüggő egyes feladatokról
- 1133/2010. (VI. 23.) Korm. határozat A pártok és a pártalapítványok költségvetési támogatását szolgáló előirányzatoknak az országgyűlési képviselő-választások eredménye alapján történő meghatározásáról
- 1134/2010. (V1.28.) Korm. határozat Az Európai Unióról szóló Szerződéshez, az Európai Unió Működéséről szóló Szerződéshez és az Európai Atomenergia-közösséget létrehozó Szerződéshez csatolt, az átmeneti rendelkezésekről szóló jegyzőkönyv módosítása szövegének végleges megállapítására adott felhatalmazásról
- 1135/2010. (VI. 28.) Korm. határozat A 2007. április 25-én és 30-án aláírt, az egyrészről az Amerikai Egyesült Államok, másrészről az Európai Közösség és tagállamai közötti légiközlekedési megállapodás módosításáról szóló jegyzőkönyv szövegének végleges megállapítására adott felhatalmazásról
- 1136/2010. (VI. 29.) Korm. határozat a Magyar Köztársaság minisztériumainak felsorolásáról szóló 2010. évi XLII. törvény 4. §-ának (2) bekezdéséből eredő egyes feladatok végrehajtásáról

##### Július (1137−1161)
- 1137/2010. (VII. 1.) Korm. határozat A nemzeti ünnepek, valamint a kiemelkedő fontosságú rendezvények előkészítésének és lebonyolításának rendjéről
- 1138/2010. (VII. 1.) Korm. határozat Az Emberi Jogok Európai Bíróságának az olaszországi állami iskolákkal kapcsolatos keresztállítási tilalomra vonatkozó ítéletével kapcsolatos aggályokról
- 1139/2010. (VII. 2.) Korm. határozat Az Európai Unió és tagállamai, valamint a Norvég Királyság közötti, a műholdas navigációról szóló együttműködési megállapodás szövegének végleges megállapítására adott felhatalmazásról
- 1140/2010. (VII. 2.) Korm. határozat A Nemzeti Együttműködésről szóló 1/2010. (VI. 16.) OGY politikai nyilatkozat egyes középületekben való kihelyezéséről
- 1141/2010. (VII. 2.) Korm. határozat Az elszámoltatási és a korrupcióellenes kormányzati feladatok összehangolásáért felelős kormánybiztos kinevezéséről és feladatairól
- 1142/2010. (VII. 5.) Korm. határozat A 2010. évi központi költségvetés általános tartalékának előirányzatából történő felhasználásról
- 1143/2010. (VII. 5.) Korm. határozat A 2010. évi központi költségvetés általános tartalékának előirányzatából történő felhasználásról
- 1144/2010. (VII. 7.) Korm. határozat a Kormány ügyrendjéről
- 1145/2010. (VII. 7.) Korm. határozat A Széchenyi Kártya Program kiterjesztéséről
- 1146/2010. (VII. 7.) Korm. határozat A jelentős értékű közbeszerzések megindításának egyes kérdéseiről szóló 1132/2009. (VIII. 7.) Korm. határozat módosításáról
- 1147/2010. (VII. 7.) Korm. határozat Az Adó- és Pénzügyi Ellenőrzési Hivatal és a Vám- és Pénzügyőrség egyesítését előkészítő kormánybiztos kinevezéséről és feladatairól
- 1148/2010. (VII. 8.) Korm. határozat A 2010. május–június hónapokban kihirdetett veszélyhelyzetek időszakában felmerült védekezési költségekről és károk enyhítéséről
- 1149/2010. (VII. 9.) Korm. határozat Az EU Duna Régió Stratégiáért felelős kormánybiztos kinevezéséről és feladatairól
- 1150/2010. (VII. 9.) Korm. határozat Az EU Duna Régió Stratégiájával kapcsolatos feladatokról
- 1151/2010. (VII. 9.) Korm. határozat A magyar-orosz gazdasági kapcsolatokért felelős kormánybiztos kinevezéséről és feladatairól
- 1152/2010. (VII. 9.) Korm. határozat A 2010. évi központi költségvetés általános tartalékának előirányzatából történő felhasználásról
- 1153/2010. (VII. 16.) Korm. határozat A 2010. évi központi költségvetés általános tartalékának előirányzatából történő felhasználásról
- 1154/2010. (VII. 21.) Korm. határozat Az Európai Unió Tanácsa 2011. első félévi magyar elnöksége operatív feladatainak előkészítéséért és lebonyolításáért felelős kormánybiztos kinevezéséről és feladatairól
- 1155/2010. (VII. 22.) Korm. határozat A 2010. évi központi költségvetés általános tartalékának előirányzatából történő felhasználásról
- 1156/2010. (VII. 22.) Korm. határozat A 2010. évi központi költségvetés általános tartalékának előirányzatából történő felhasználásról
- 1157/2010. (VII. 22.) Korm. határozat A 2010. évi központi költségvetés általános tartalékának előirányzatából történő felhasználásról
- 1158/2010. (VII. 27.) Korm. határozat A Nemzeti Kiválóságokért Közalapítvány létrehozásáról és a szakkollégiumi hálózat támogatásáról szóló 2062/2006. (III. 27.) Korm. határozat módosításáról
- 1159/2010. (VII. 30.) Korm. határozat A Kormány által alapított közalapítványokkal és alapítványokkal kapcsolatos időszerű intézkedésekről
- 1160/2010. (VII. 30.) Korm. határozat A kis- és középvállalkozások részére juttatandó európai uniós források növeléséről
- 1161/2010. (VII. 30.) Korm. határozat A 2010. május–június hónapokban kihirdetett árvízi veszélyhelyzetekkel kapcsolatos, XIX. Uniós fejlesztések fejezet forrásainak felhasználására vonatkozó feladatokról

##### Augusztus (1162−1180)
- 1162/2010. (VIII. 4.) Korm. határozat A magyar állampolgárságról szóló 1993.évi LV. törvény módosításával összefüggő kormányzati feladatokról
- 1163/2010. (VIII. 4.) Korm. határozat Az Új Széchenyi Terv előkészítéséről és az ezzel összefüggő feladatokról
- 1164/2010. (VIII. 4.) Korm. határozat' A májusi és júniusi árvizek, illetve a rendkívüli csapadékmennyiség következtében a közlekedési infrastruktúrában keletkezett károsodásokról
- 1165/2010. (VIII. 4.) Korm. határozat Az Országos Cigány Önkormányzat 2009.évi és 2010 első félévi pénzügyi-gazdálkodási tevékenysége átfogó számvevőszéki ellenőrzésének kezdeményezéséről
- 1166/2010. (VIII. 4.) Korm. határozat A Miniszterelnökségen, a minisztériumokban, az igazgatási és az igazgatás jellegű tevékenységet ellátó központi költségvetési szerveknél foglalkoztatottak létszámáról
- 1167/2010. (VIII. 6.) Korm. határozat A Kulturális Örökségvédelmi Szakszolgálat beolvadásáról szóló miniszteri határozat közzétételének határidejéről
- 1168/2010. (VIII. 10.) Korm. határozat A Kormány 2010. II. félévi törvényalkotási programjáról
- 1169/2010. (VIII. 18.) Korm. határozat az Európai Unió döntéshozatali tevékenységében való kormányzati részvétel összehangolásáról és az Európai Koordinációs Tárcaközi Bizottságról [16]
- 1170/2010. (VIII. 18.) Korm. határozat Határátlépéssel járó csapatmozgás engedélyezéséről
- 1171/2010. (VIII. 18.) Korm. határozat Egyes afganisztáni katonai szerepvállalásról szóló kormányhatározatok módosításáról
- 1172/2010. (VIII. 18.) Korm. határozat Az Országleltár elkészítésével kapcsolatos időszerű intézkedésekről
- 1173/2010. (VIII. 18.) Korm. határozat A Magyar Nemzeti Üdülési Alapítvány kuratóriuma új elnökének megbízásáról és az alapító okirat módosításáról
- 1174/2010. (VIII. 18.) Korm. határozat A harmadik országok állampolgárai tartózkodási engedélye beszerzésének pénzügyi fedezetével összefüggő feladatokról [16]
- 1175/2010. (VIII. 19.) Korm. határozat A 2010. évi központi költségvetés általános tartalékának előirányzatából történő felhasználásról, valamint a pártalapítványok tartalékának átcsoportosításáról [10]
- 1176/2010. (VIII. 19.) Korm. határozat A közbiztonság megerősítésével kapcsolatos egyes költségekkel összefüggésben a 2010. évi központi költség-vetés általános tartalékának előirányzatából történő felhasználásról, valamint a terrorfelderítés műveleti koordinációjáról és a Terrorellenes Koordinációs Bizottság létrehozásáról  szóló 2239/2005. (X. 28.) Korm. határozat módosításáról [10]
- 1177/2010. (VIII. 24.) Korm. határozat A Nemzetpolitikai Tárcaközi Bizottság létrehozásáról [25]
- 1178/2010. (VIII. 24.) Korm. határozat Az európai területi együttműködési csoportosulásokkal kapcsolatos feladatokról
- 1179/2010. (VIII. 31.) Korm. határozat A Magyar Köztársaság abujai nagykövetségének bezárásával kapcsolatos egyes feladatokról [12]
- 1180/2010. (VIII. 31.) Korm. határozat A 2010. évi központi költségvetés céltartalékából a IX. Helyi önkormányzatok támogatásai és átengedett személyi jövedelemadója fejezetbe történõ előirányzat átcsoportosításáról [12]

##### Szeptember (1181−1199)
- 1181/2010. (IX. 2.) Korm. határozat A nukleáris biztonságról szóló egyezmény szerinti Nemzeti Jelentésről és a részes országok nemzeti jelentéseit megvitató felülvizsgálati értekezleten  való magyar részvételről [17]
- 1182/2010. (IX. 2.) Korm. határozat A miniszterelnök állandó szálláshelyének kijelöléséről
- 1183/2010. (IX. 3.) Korm. határozat A regionális operatív programok 2009–2010. évi akcióterveinek módosításáról [18]
- 1184/2010. (IX. 6.) Korm. határozat A Kormányt egyes területfejlesztési intézményekben képviselő személyek kijelöléséről [19]
- 1185/2010. (IX. 6.) Korm. határozat A 2010. évi központi költségvetés általános tartalékának előirányzatából történõ felhasználásról
- 1186/2010. (IX. 10.) Korm. határozat Az egyes költségvetési szervek központi hivatalokká történő átalakításáról
- 1187/2010. (IX. 10.) Korm. határozat Az integrált ügyfélszolgálatok felállításáról és a felállítás pénzügyi fedezetének biztosításáról
- 1188/2010. (IX. 10.) Korm. határozat A Magyar Köztársaság minisztériumainak felsorolásáról szóló 2010. évi XLII. törvény 4.§-ának (2) bekezdéséből eredő feladatok és az egyes miniszterek, valamint a Miniszterelnökséget vezető államtitkár feladat és hatásköréről szóló 212/2010. (VII. 1.) Korm. rendeletben meghatározott feladatok összehangolásáról
- 1189/2010. (IX. 13.) Korm. határozat Az állami vezetői mulasztások, illetve az állam nevében elkövetett jogsértések áldozatait megillető kártérítésekről szóló 33/2010. (VI. 11.) OGY határozat végrehajtása érdekében szükséges intézkedésekről
- 1190/2010. (IX. 13.) Korm. határozat Az árvízkárosultak megsegítése céljából egyes állami tulajdonba tartozó ingóságok önkormányzati tulajdonba adásáról
- 1191/2010. (IX. 14.) Korm. határozat A területi államigazgatási szervezetrendszer átalakítását megalapozó intézkedésekről
- 1192/2010. (IX. 14.) Korm. határozat A 2010. évi központi költségvetés általános tartalékának előirányzatából történő felhasználásról
- 1193/2010. (IX. 14.) Korm. határozat A költségvetési főfelügyelők kirendeléséről
- 1194/2010. (IX. 15.) Korm. határozat A magyar küldöttség részvételéről az ENSZ Közgyűlés 65. ülésszakán
- 1195/2010. (IX. 15.) Korm. határozat A Magyar Nemzeti Vagyonkezelő Zártkörűen működő Részvénytársaság Alapító Okiratának elfogadásáról és módosításáról szóló egyes kormányhatározatok hatályon kívül helyezéséről
- 1196/2010. (IX. 15.) Korm. határozat A 2010. évi központi költségvetés általános tartalékának előirányzatából történő felhasználásról
- 1197/2010. (IX. 17.) Korm. határozat A Magyar Nemzeti Üdülési Alapítvány kuratóriuma új tagjainak megbízásáról és az alapító okirat módosításáról [26]
- 1198/2010. (IX. 17.) Korm. határozat Az Országos Tudományos Kutatási Alapprogramok Bizottsága elnökének az OTKA 2009.évi működéséről készített beszámolójáról
- 1199/2010. (IX. 29.) Korm. határozat A Társadalmi Felzárkózási és Cigányügyi Tárcaközi Bizottság létrehozásáról

##### Október (1200−1220)
- 1200/2010. (X. 1.) Korm. határozat  A 2010. évi központi költségvetés általános tartalékának előirányzatából a 2007. évi kapacitás-csökkentéssel összefüggésben történő felhasználásról [21]
- 1201/2010. (X. 5.) Korm. határozat A 2010. május–június hónapokban kihirdetett veszélyhelyzetekhez kapcsolódó 1148/2010. (VII. 8.) Korm. határozat végrehajtásáról és a keletkezett károk forrásigényéről, valamint a katasztrófavédelmi kérdésekhez kapcsolódó 1111/2010. (V. 6.) Korm. határozat módosításáról [15]
- 1202/2010. (X. 5.) Korm. határozat A MALÉV Magyar Légiközlekedési Zrt. tőkerendezése céljából történő költségvetési fejezetek közötti előirányzat-átcsoportosításról
- 1203/2010. (X. 5.) Korm. határozat A debreceni Nagyerdei Labdarúgó Stadion rekonstrukciójával kapcsolatos feladatokról
- 1204/2010. (X. 5.) Korm. határozat A labdarúgás sportág utánpótlás-nevelési programjával összefüggő állami szerepvállalásról
- 1205/2010. (X. 5.) Korm. határozat Az egyes nemzetközi pénzügyi intézményeknél a Magyar Köztársaságot képviselő kormányzótanácsi tagok felmentéséről, valamint új kormányzótanácsi tagok kinevezéséről
- 1206/2010. (X. 6.) Korm. határozat A Kormány által alapított közalapítványokkal és alapítványokkal kapcsolatos időszerű intézkedésekről szóló 1159/2010. (VII. 30.) Korm. határozat módosításáról [14]
- 1207/2010. (X. 6.) Korm. határozat A Magyar Köztársaság 2010. évi költségvetéséről szóló 2009. évi CXXX. törvény XIII. Honvédelmi Minisztérium fejezet és a XLIII. Az állami vagyonnal kapcsolatos bevételek és kiadások fejezet előirányzatai közötti átcsoportosításról
- 1208/2010. (X. 6.) Korm. határozat A Magyar Köztársaság minisztériumainak felsorolásáról szóló 2010. évi XLII. törvény 4. §-ának (2) bekezdéséből eredő feladatok és az egyes miniszterek, valamint a Miniszterelnökséget vezető államtitkár feladat- és hatásköréről szóló 212/2010. (VII. 1.) Korm. rendeletben meghatározott feladatok összehangolásáról
- 1209/2010. (X. 6.) Korm. határozat A 2010. évi központi költségvetés általános tartalékának előirányzatából történő felhasználásról
- 1210/2010. (X. 8.) Korm. határozat A magyar–szlovák határkeresztező földgázvezetékkel összefüggésben szükséges kormányzati feladatokról [6]
- 1211/2010. (X. 8.) Korm. határozat A Magyar Köztársaság Kormánya és a Szuverén Jeruzsálemi, Rodoszi és Máltai Szent János Katonai és Ispotályos Rend közötti Együttműködési Megállapodás szövegének végleges megállapítására adott felhatalmazásról
- 1212/2010. (X. 8.) Korm. határozat Az Országmárka Tanács létrehozásáról
- 1213/2010. (X. 12.) Korm. határozat A MAL Magyar Alumínium Termelő és Kereskedelmi Zártkörűen Működő Részvénytársaság Magyar Állam felügyelete alá vonása során a Magyar Állam nevében eljáró kormánybiztos kinevezéséről és feladatairól [1]
- 1214/2010. (X. 12.) Korm. határozat A Magyar Kereskedelmi és Iparkamarával megkötendő szakképzési célú keretmegállapodás jóváhagyásáról [22]
- 1215/2010. (X. 19.) Korm. határozat A Magyar Köztársaság Kormánya, az Osztrák Köztársaság Kormánya és a Szlovén Köztársaság Kormánya közötti, Dolga Vason Rendészeti Együttműködési Központ működtetéséről szóló, Brüsszelben, 2007. november 8-án aláírt Megállapodáshoz történő horvát csatlakozásról

- 1216/2010. (X. 19.) Korm. határozat	 A Miniszterelnökségen, a minisztériumokban, az igazgatási és az igazgatás jellegű tevékenységet ellátó központi költségvetési szerveknél foglalkoztatottak létszámáról szóló 1166/2010. (VIII. 4.) Korm. határozat módosításáról
- 1217/2010. (X. 19.) Korm. határozat A közterületek rendeltetésszerű használatával kapcsolatos jogszabályi változásokkal összefüggésben elvégzendő feladatokról
- 1218/2010. (X. 19.) Korm. határozat A Magyar Honvédség irányításának és felső szintű vezetésének rendjéről
- 1219/2010. (X. 19.) Korm. határozat Az EU Duna Régió Stratégiájával kapcsolatos feladatokról szóló 1150/2010. (VII. 9.) Korm. határozat módosításáról
- 1220/2010. (X. 25.) Korm. határozat Az Önkormányzatok Nemzeti Együttműködési Fórumának létrehozásáról, valamint a Kormány és a helyi önkormányzatok közötti együttműködés és párbeszéd megerősítéséről

##### November (1221−1263)
- 1221/2010. (XI. 4.) Korm. határozat A 2010. október 6-án kihirdetett veszélyhelyzet során keletkezett károk enyhítéséről és a helyreállításról
- 1222/2010. (XI. 4.) Korm. határozat A 2010. október 6-án kihirdetett veszélyhelyzet során nem lakóépületekben keletkezett további károk enyhítéséről
- 1223/2010. (XI. 4.) Korm. határozat A 2010. október 6-án kihirdetett veszélyhelyzet következtében keletkezett károk enyhítése érdekében az új épületek építéséhez szükséges területbiztosításról
- 1224/2010. (XI. 8.) Korm. határozat A Magyar Köztársaság és a Bolgár Köztársaság között a bűnözés megelőzésében és leküzdésében történő együttműködésről szóló Megállapodás szövegének végleges megállapítására adott felhatalmazásról
- 1225/2010. (XI. 8.) Korm. határozat Az Elektronikus közigazgatás operatív program 2009–2010. évi akciótervének módosításáról, Integrált Ügyfélszolgálati Rendszer kialakítása, és az Elektronikus ügysegédi rendszer kialakítása kiemelt projektek nevesítéséről
- 1226/2010. (XI. 8.) Korm. határozat A „Budapest–Esztergom vasútvonal rekonstrukciója I. ütem” című ÚMFT KÖZOP nagyprojekt javaslatról
- 1227/2010. (XI. 8.) Korm. határozat A Kormányzati Személyügyi Szolgáltató Rendszer kialakításával összefüggő egyes feladatokról
- 1228/2010. (XI. 8.) Korm. határozat A XX. Nemzeti Erőforrás Minisztérium fejezet 20. Fejezeti kezelésű előirányzatok cím 2. Normatív finanszírozás alcím 3. Közoktatási célú humánszolgáltatás és kiegészítő támogatás jogcímcsoport megnevezésű előirányzat túllépésének jóváhagyásáról
- 1229/2010. (XI. 8.) Korm. határozat Kormánybiztosi megbízás megszűnésének megállapításáról
- 1230/2010. (XI. 9.) Korm. határozat A büntetés-végrehajtási intézetek nemzetközi elvárásoknak való megfelelése iránti vizsgálatáról
- 1231/2010. (XI. 12.) Korm. határozat Az EDUCATIO Társadalmi Szolgáltató Nonprofit Kft. működőképességének fenntartása érdekében
- 1232/2010. (XI. 12.) Korm. határozat A Miniszterelnökségen, a minisztériumokban, az igazgatási és az igazgatás jellegű tevékenységet ellátó központi költségvetési szerveknél foglalkoztatottak létszámáról szóló 1166/2010. (VIII. 4.) Korm. határozat módosításáról
- 1233/2010. (XI. 15.) Korm. határozat A katasztrófavédelmi rendszer javításáról és fejlesztéséről szóló koncepcióval koncepcióval összefüggő egyes feladatokról
- 1234/2010. (XI. 16.) Korm. határozat Az Európai Bizottság és a Tanács (Ecofin) részére benyújtandó, a túlzott hiány megszüntetésére vonatkozó tanácsi ajánlás végrehajtásáról szóló 2010. II. félévi jelentésről
- 1235/2010. (XI. 16.) Korm. határozat Az EU-elnökségi feladatok ellátásával összefüggő egyes kérdésekről szóló 2155/2008. (XI. 5.) Korm. határozat módosításáról
- 1236/2010. (XI. 16.) Korm. határozat Az elszámoltatási és a korrupcióellenes kormányzati feladatok össze-hangolásáért felelős kormánybiztos kinevezéséről és feladatairól
- 1237/2010. (XI. 16.) Korm. határozat A Kormányt egyes területfejlesztési intézményekben képviselő személyek kijelöléséről szóló 1184/2010. (IX. 6.) Korm. határozat módosításáról
- 1238/2010. (XI. 16.) Korm. határozat Az Agrár Forgóeszköz Vis Maior Hitelprogramról
- 1239/2010. (XI. 16.) Korm. határozat A 2010. május–június hónapokban kihirdetett árvízi veszélyhelyzetekkel kapcsolatos, XIX. Uniós fejlesztések fejezet forrásainak felhasználására vonatkozó feladatokról szóló 1161/2010. (VII. 30.) Korm. határozat 7. pontjának végrehajtásáról és a KEOP árvízvédelmi fejlesztési projektek finanszírozásának biztosításáról
- 1240/2010. (XI. 16.) Korm. határozat Külügyminisztérium fejezeti kezelésű Állami Protokoll alcím részére pót-előirányzat biztosításáról a 2010. évi központi költségvetés általános tartaléka terhére
- 1241/2010. (XI. 16.) Korm. határozat Az integrált ügyfélszolgálatok felállítása pénzügyi fedezetének biztosítása érdekében a 2010. évi központi költségvetés általános tartalékának előirányzatából történő átcsoportosításról
- 1242/2010. (XI. 17.) Korm. határozat Az afganisztáni Nemzetközi Biztonsági Közreműködő Erők (ISAF) műveleteiben történő magyar katonai szerepvállalásról szóló egyes kormányhatározatok módosításáról [27]
- 1243/2010. (XI. 17.) Korm. határozat A GSM-R rendszer kialakításával összefüggő egyes feladatokról
- 1244/2010. (XI. 17.) Korm. határozat A 2011. évi EU soros elnökség lakossági ernyőkommunikációjához kapcsolódó közbeszerzési eljárás elfogadott előirányzat nélkül történő megindításának engedélyezéséről
- 1245/2010. (XI. 17.) Korm. határozat Az Egységes központi elektronikus irat- és dokumentumkezelési rendszer megvalósításával kapcsolatos feladatokról
- 1246/2010. (XI. 17.) Korm. határozat Közbeszerzési eljárás elfogadott előirányzat nélkül történő megindításának engedélyezéséről
- 1247/2010. (XI. 18.) Korm. határozat Az egyes miniszterek feladat- és hatáskörének megváltozásával kapcsolatos intézkedésekről
- 1248/2010. (XI. 19.) Korm. határozat A Nemzeti Külgazdasági Hivatal létrehozásával kapcsolatos intézkedésekről
- 1249/2010. (XI. 19.) Korm. határozat Az európai kritikus infrastruktúrák azonosításáról és kijelöléséről, valamint védelmük javítása szükségességének értékeléséről szóló, 2008. december 8-i 2008/114/EK tanácsi irányelvnek való megfelelés érdekében végrehajtandó kormányzati feladatokról
- 1250/2010. (XI. 19.) Korm. határozat Az Európa 2020 Stratégia végrehajtását megalapozó előzetes Nemzeti Intézkedési Terv elfogadásáról és a végleges Nemzeti Intézkedési Terv előkészítésével összefüggő további feladatokról
- 1251/2010. (XI. 19.) Korm. határozat Az ÚMFT egyes 2007–2008. és 2009–2010. évi akcióterveinek módosításáról és az akciótervekben nevesített egyes kiemelt projektek nevesítésének visszavonásáról
- 1252/2010. (XI. 19.) Korm. határozat Az Európai Unió és tagállamai, valamint Grúzia közötti közös légtér létrehozásáról szóló megállapodás szövegének végleges megállapítására adott felhatalmazásról
- 1253/2010. (XI. 19.) Korm. határozat Az egyrészről az Európai Unió és tagállamai, másrészről a Jordán Hasimita Királyság közötti euromediterrán légiközlekedési megállapodás szövegének végleges megállapítására adott felhatalmazásról
- 1254/2010. (XI. 19.) Korm. határozat Az ivóvízminőség-javító program végrehajtását segítő önkormányzati források megteremtéséről
- 1255/2010. (XI. 19.) Korm. határozat A gyógyító-megelőző ellátás 2010. év végi finanszírozásához szükséges lépésekről
- 1256/2010. (XI. 25.) Korm. határozat A 2011-es Liszt-évforduló méltó megünnepléséről
- 1257/2010. (XI. 25.) Korm. határozat A Berhida Ipartelep szennyezett területek kármentesítése című 5 milliárd forintot meghaladó tervezett beruházási költségű projekt előkészítésének és koncepciójának jóváhagyásáról
- 1258/2010. (XI. 25.) Korm. határozat Az 1201/2010. (X. 5.) Korm. határozat végrehajtásához kapcsolódóan a 2010. évi központi költségvetés általános tartalékának előirányzatából történő felhasználásról
- 1259/2010. (XI. 26.) Korm. határozat A tartással kapcsolatos ügyekben a joghatóságról, az alkalmazandó jogról, a határozatok elismeréséről és végrehajtásáról, valamint az e területen folytatott együttműködésről szóló 4/2009/EK rendelet, továbbá a gyermektartás és a családi tartások egyéb formáinak nemzetközi behajtásáról szóló, 2007. november 23-i hágai egyezmény szerinti központi hatósági feladatokat ellátó szerv kijelöléséről
- 1260/2010. (XI. 30.) Korm. határozat A fővárosi közösségi közlekedés működtetése érdekében szükséges intézkedésekről
- 1261/2010. (XI. 30.) Korm. határozat A MÁV Zrt. 10 milliárd forint összegű zártkörű kötvénykibocsátáshoz szükséges készfizető kezességvállalásról
- 1262/2010. (XI. 30.) Korm. határozat A debreceni Nagyerdei Labdarúgó Stadion rekonstrukciójával kapcsolatos feladatokról
- 1263/2010. (XI. 30.) Korm. határozat A Népművészet Mestere díj 2010. évi adományozásáról

##### December (1264−1320)
- 1278/2010. (XII. 15.) Korm. határozat A Nemzeti Közszolgálati Egyetem létrehozásáról
- 1279/2010. (XII. 15.) Korm. határozat A Nemzeti Kutatási, Innovációs és Tudománypolitikai Tanács létrehozásáról
- 1280/2010. (XII. 15.) Korm. határozat A Felsőzsolcán és környékén tervezett, árvízkárok megelőzését szolgáló beruházások meg valósításáról
- 1281/2010. (XII. 15.) Korm. határozat A nyugdíjreform végrehajtásának koncepcionális irányairól és a szabad nyugdíjpénztár-választással összefüggő feladatokról
- 1282/2010. (XII. 15.) Korm. határozat A rendvédelmi szervek egységes moduláris alapú képzési rendszerének kialakításához szükséges intézkedésekről
- 1283/2010. (XII. 15.) Korm. határozat Az állambiztonsági szolgálatoknál keletkezett iratokkal összefüggő kormányzati feladatokról
- 1284/2010. (XII. 15.) Korm. határozat Az ÚMFT VOP 2009–2010-es akciótervének módosításáról
- 1285/2010. (XII. 15.) Korm. határozat Az Európai Unió Tanácsa 2011-es magyar elnökségére való felkészülés egyes kommunikációval összefüggő és operatív feladatairól
- 1286/2010. (XII. 15.) Korm. határozat Nemzetközi tagdíjak és európai uniós befizetésekhez pótelőirányzat biztosításáról a központi költségvetés általános tartaléka terhére
- 1287/2010. (XII. 15.) Korm. határozat A Magyarországi Református Egyház és a Magyarországi Evangélikus Egyház számára a 2010-ben rendezésre javasolt ingatlanokról, az e célra elkülönített költségvetési keret elosztásáról
- 1288/2010. (XII. 15.) Korm. határozat A Magyarország 2010. évi klímafinanszírozási kötelezettségvállalásának teljesítése érdekében szükséges intézkedésekről
- 1289/2010. (XII. 15.) Korm. határozat Az M3 gyorsforgalmi út Nyíregyháza–Vásárosnamény között projekt kivitelezése című 5 milliárd forintot meghaladó tervezett beruházási költségű projekt előkészítésének és koncepciójának elfogadásáról
- 1290/2010. (XII. 15.) Korm. határozat Az MFB Új Magyarország Forgóeszköz Hitelprogram bevezetéséről szóló 1087/2008. (XII. 22.) Korm. határozat módosításáról
- 1291/2010. (XII. 15.) Korm. határozat A Kormányt egyes területfejlesztési intézményekben képviselő személyek kijelöléséről szóló 1184/2010. (IX. 6.) Korm. határozat módosításáról
- 1292/2010. (XII. 15.) Korm. határozat A Miniszterelnökségen, a minisztériumokban, az igazgatási és az igazgatás jellegű tevékenységet ellátó központi költségvetési szerveknél foglalkoztatottak létszámáról szóló 1166/2010. (VIII. 4.) Korm. határozat módosításáról, valamint a szervezeti integrációban részt vevő költségvetési szervek létszámgazdálkodását érintő egyes átmeneti intézkedésekről
- 1293/2010. (XII. 15.) Korm. határozat A kötelező egészségbiztosítás természetbeni alapellátásainak és a méltányossági gyógyszertámogatás 2010. év végi finanszírozásához szükséges lépésekről
- 1294/2010. (XII. 15.) Korm. határozat A 2010. évi központi költségvetés általános tartalékának előirányzatából történő felhasználásról, valamint a Magyar Köztársaság minisztériumainak felsorolásáról szóló 2010. évi XLII. törvény 4. §-ának (2) bekezdéséből eredő feladatok és az egyes miniszterek, valamint a Miniszterelnökséget vezető államtitkár feladat- és hatásköréről szóló 212/2010. (VII. 1.) Korm. rendeletben meghatározott feladatok összehangolásáról szóló 1208/2010. (X. 6.) Korm. határozat módosításáról
- 1295/2010. (XII. 15.) Korm. határozat A Külügyminisztérium Nemzetközi fejlesztési együttműködés fejezeti kezelésű előirányzat részére pótelőirányzat biztosításáról a központi költségvetés általános tartaléka terhére
- 1296/2010. (XII. 21.) Korm. határozat Az euró gyakorlati bevezetésével kapcsolatos felkészülés megkezdéséről és szervezeti kereteiről szóló 1071/2007. (IX. 21.) Korm. határozat módosításáról
- 1297/2010. (XII. 21.) Korm. határozat A Magyar Közigazgatási Ösztöndíj Program ösztöndíjas helyeinek minisztériumok közötti elosztásáról
- 1298/2010. (XII. 21.) Korm. határozat Az ÚMFT GOP és ROP forrásokból megvalósuló kis- és középvállalkozások fejlesztését célzó akcióterv módosításokról, valamint a TÁMOP és TIOP 2007–2008. évi és 2009–2010. évi akcióterveinek módosításáról
- 1299/2010. (XII. 22.) Korm. határozat A halmozottan hátrányos helyzetű tanulók iskolai lemorzsolódását csökkentő intézkedésekről
- 1300/2010. (XII. 23.) Korm. határozat A Magyar Köztársaság és a Dán Királyság között, a jövedelemadók területén a kettős adóztatás elkerüléséről és az adóztatás kijátszásának megakadályozásáról szóló Egyezmény szövegének végleges megállapítására adott felhatalmazásról
- 1301/2010. (XII. 23.) Korm. határozat A Magyar Köztársaság és a Mexikói Egyesült Államok között a jövedelemadók területén a kettős adóztatás elkerüléséről és az adóztatás kijátszásának megakadályozásáról szóló Egyezmény szövegének végleges megállapítására adott felhatalmazásról
- 1302/2010. (XII. 23.) Korm. határozat A Magyar Köztársaság és Nagy-Britannia és Észak-Írország Egyesült Királysága között, a jövedelem- és a tőkenyereség-adók területén a kettős adóztatás elkerüléséről és az adóztatás kijátszásának megakadályozásáról szóló Egyezmény szövegének végleges megállapítására adott felhatalmazásról
- 1303/2010. (XII. 23.) Korm. határozat A Magyar Köztársaság és a Németországi Szövetségi Köztársaság között a jövedelem- és a vagyonadók területén a kettős adóztatás elkerüléséről és az adóztatás kijátszásának megakadályozásáról szóló Egyezmény szövegének végleges megállapítására adott felhatalmazásról
- 1304/2010. (XII. 23.) Korm. határozat A 2011. évi népszámlálással összefüggésben többletlétszám biztosításáról
- 1305/2010. (XII. 23.) Korm. határozat Az európai uniós tagságból eredő jogharmonizációs feladatok meghatározásának, programozásának és teljesítésük ellenőrzésének rendjéről szóló 1036/2004. (IV. 27.) Korm. határozat hatályon kívül helyezéséről
- 1306/2010. (XII. 23.) Korm. határozat A jogi iránymutatások felülvizsgálatával összefüggő kormányzati feladatokról
- 1307/2010. (XII. 23.) Korm. határozat Az 1201/2010. (X. 5.) Korm. határozat végrehajtásához kapcsolódóan a 2010. évi központi költségvetés általános tartalékának előirányzatából történő átcsoportosításról
- 1308/2010. (XII. 23.) Korm. határozat A Kormány 2011. I. félévi munkatervéről
- 1309/2010. (XII. 27.) Korm. határozat A Nemzeti Egységes Kártyarendszer megvalósításával kapcsolatos feladatokról
- 1310/2010. (XII. 27.) Korm. határozat A Széchenyi Kártya Program folytatásáról
- 1311/2010. (XII. 27.) Korm. határozat A 2011. évi határátlépéssel járó csapatmozgások engedélyezéséről
- 1312/2010. (XII. 27.) Korm. határozat A Schengen Alap programzáráshoz kapcsolódó európai bizottsági Zárójelentésről, a visszafizetés teljesítéséről és a vita jogi úton történő rendezéséről
- 1313/2010. (XII. 27.) Korm. határozat A Magyar Köztársaság Kormánya és a Magyar Katolikus Püspöki Konferencia közötti Megállapodásról
- 1314/2010. (XII. 27.) Korm. határozat Az Elektronikus közigazgatás operatív program és az Államreform operatív program 2009–2010. évi akciótervének módosításáról (kiemelt projektek nevesítéséről, pályázati konstrukciók törléséről)
- 1315/2010. (XII. 27.) Korm. határozat A szegregált lakókörnyezetben mélyszegénységben élők komplex lakhatási és képzéssel egybekötött munkaerő-piaci modellprogramjának koncepciójáról és a kapcsolódó intézkedésekről
- 1316/2010. (XII. 27.) Korm. határozat A Kormány által alapított közalapítványokkal és alapítványokkal kapcsolatos időszerű intézkedésekről szóló 1159/2010. (VII. 30.) Korm. határozat által előírt felülvizsgálati eljárás megállapításai alapján szükséges intézkedésekről
- 1317/2010. (XII. 27.) Korm. határozat Az általános tartalékból történő átcsoportosításról
- 1318/2010. (XII. 27.) Korm. határozat A 2010. évi központi költségvetés általános tartalékának előirányzatából történő átcsoportosításról, valamint az egyéb év végi intézkedésekről
- 1319/2010. (XII. 31.) Korm. határozat A fejezetek egyensúlyi tartalékának és a központi egyensúlyi tartalék felhasználásáról, illetve a 2008. évi központi költségvetés általános tartalékát érintő egyes intézkedésekről szóló 2177/2008. (XII.18.) Korm. határozat módosításáról
- 1320/2010. (XII. 31.) Korm. határozat A közfoglalkoztatással kapcsolatos egyes intézkedésekre vonatkozóan

## Európai Unió

### A Bizottság rendeletei
- A Bizottság 461/2010/EU rendelete (2010. május 27.) az Európai Unió működéséről szóló szerződés 101. cikke (3) bekezdésének a gépjármű-ágazatbeli vertikális megállapodások és összehangolt magatartások csoportjaira történő alkalmazásáról
- A Bizottság 737/2010/EU rendelete (2010. augusztus 10.) a fókatermékek kereskedelméről szóló 1007/2009/EK európai parlamenti és tanácsi rendelet végrehajtására vonatkozó részletes szabályok megállapításáról
- A Bizottság 453/2010/EU rendelete (2010. május 20.) a vegyi anyagok regisztrálásáról, értékeléséről, engedélyezéséről és korlátozásáról (REACH) szóló 1907/2006/EK rendelet módosításáról
- A Bizottság 271/2010/EU rendelete (2010. március 24.) a 834/2007/EK tanácsi rendelet részletes végrehajtási szabályainak megállapításáról szóló 889/2008/EK rendeletnek az Európai Unió ökológiai termelés jelölésére szolgáló logója tekintetében történő módosításáról
- A Bizottság 709/2010/EU rendelete (2010. július 22.) a vadon élő állat- és növényfajok számára kereskedelmük szabályozása által biztosított védelemről szóló 338/97/EK tanácsi rendelet módosításáról
- 995/2010/EU A fára és fatermékekre vonatkozó uniós rendelet995/2010/EU rendelet az Európai Unió 2010. október 20-i rendelete, amelynek célja, hogy az EU-n belül ne kerülhessen kereskedelmi forgalomba illegális kitermelésből származó fa és abból készült termékek.